# Història de la Bretanya
La història de la Bretanya comença amb un assentament les traces del qual es remunten a la prehistòria, del 700.000 aC. El Neolític, que va començar en aquestes regions cap al 5000 aC, va estar marcat allí pel desenvolupament d'un important megalitisme que es va manifestar en llocs com el cairn de Barnenez, el cairn de Gavrinis, la Taula dels Marchand de Locmariaquer o els alienaments de Carnac. Durant la seva protohistòria, que va començar cap a mitjans del iii mil·lenni aC, el subsòl ric en estany va permetre el desenvolupament d'una indústria productora d'objectes de bronze, així com circuits comercials d'exportació a altres regions d'Europa. Durant els segles anteriors a la nostra era, va ser habitat per pobles gals com els vènets o els namnetes, abans que aquests territoris fossin conquerits per Juli Cèsar l'any 57 aC, després romanitzats progressivament.
Formant part d'Armòrica durant l'època galo-romana, va veure el desenvolupament d'un important comerç marítim al voltant dels ports de Nantes, Gwened i Alet, així com les fàbriques de salaó al llarg de les seves costes. Quan el poder romà va viure crisis als segles iii i v, els primers bretons insulars (els britans) són cridats pel poder imperial per ajudar a assegurar el seu territori, iniciant així un moviment migratori que es prolonga fins al segle vi, i donant lloc a diversos regnes a la península. Va ser per evitar les incursions britanes que el veí regne franc va establir una marca de Bretanya incorporant el comtat de Rennes i el de Nantes. Els merovingis i després els carolingis intenten entre els segles vi i viii integrar aquesta regió al regne franc, amb un èxit limitat i efímer.
La unitat de la regió en la forma del Regne de Bretanya es va establir l'any 851 amb el rei Erispoe, fill de Nominoe, però no va durar a causa de les disputes successives i les incursions normandes. A partir del 939, un ducat de Bretanya es va fer càrrec de fronteres quasi definitives, administrat per ducs de cases bretones del 939 al 1166, abans de caure en l'esfera d'influència dels Plantagenêt i després dels Capets. Del 1341 al 1364, amb el rerefons de la Guerra dels Cent Anys, la Guerra de Successió Bretona va veure que diferents faccions lluitaven per apropiar-se del ducat. Aleshores sorgeix un poder autònom durant els segles xiv i xv, que va dur a terme una política d'independència del regne de França, però que finalment va portar a la unió de Bretanya amb França el 1532.

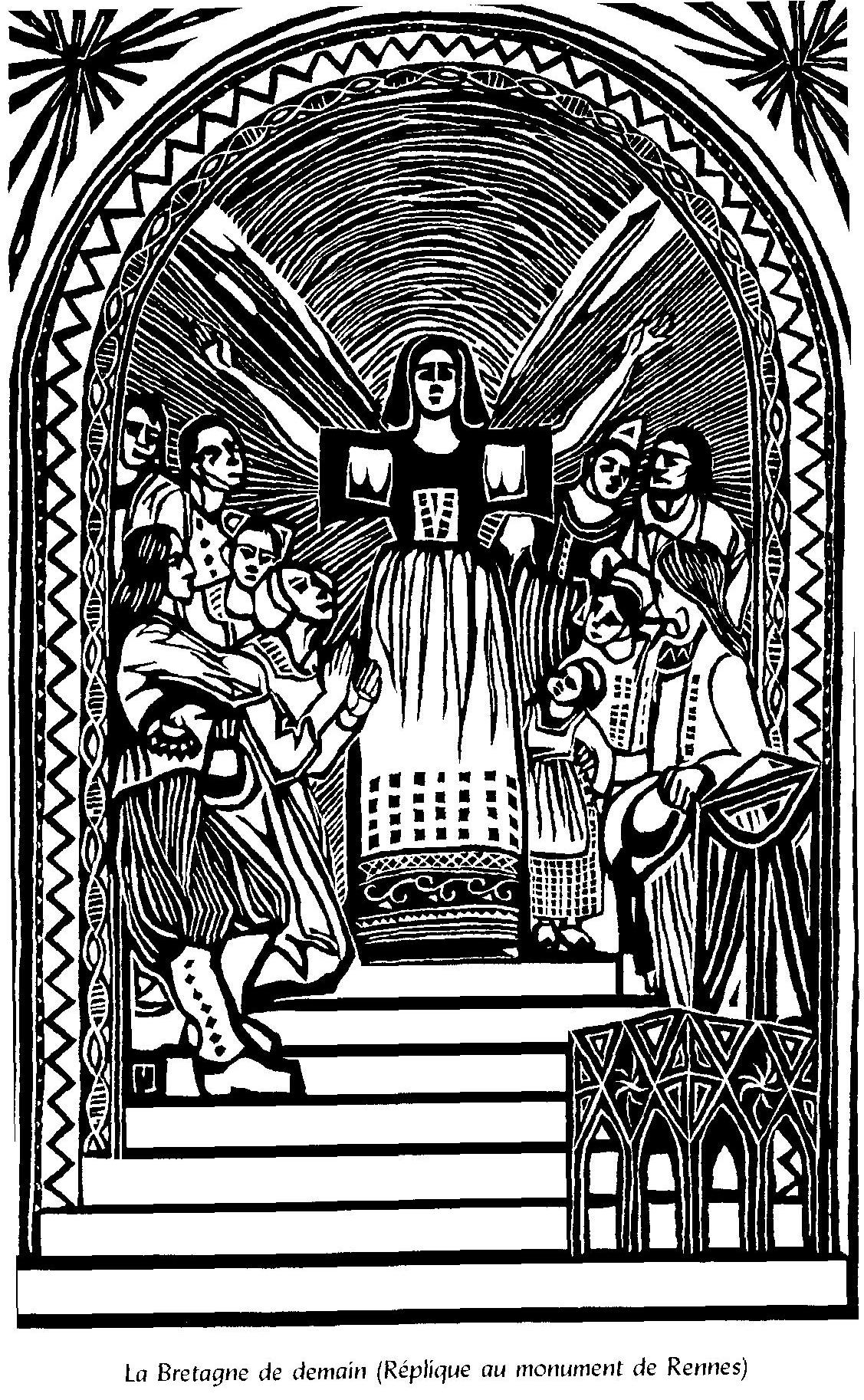
Al·legoria de la Bretanya, de Jeanne Malivel (1922)
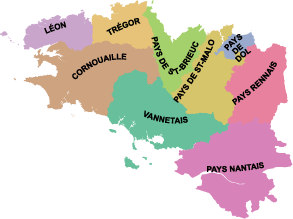
Mapa dels nou països històrics de Bretanya (bro)
Mapa dels països tradicionals de Bretanya (paou / broioùigoù)

La província bretona integrada al regne francès conserva una relativa autonomia, beneficiant-se de les seves pròpies institucions. Després d'un període de fort creixement econòmic i demogràfic als segles xvi i xvii gràcies a la pau redescoberta, la Bretanya va viure temps més conflictius a finals del segle xvii amb la Revolució Francesa el 1789. La província es va dissoldre el 1790 i el seu territori es va dividir entre cinc departaments: Côtes-du-Nord, Finistère, Ille-et-Vilaine, Loire-inférieure i Morbihan.
Durant el llarg segle xix (1789-1914), marcat per una modernització de la seva agricultura i per una explosió demogràfica, es va desenvolupar l'emigració a la resta de França. Terra llavors reputada conservadora, va veure tanmateix el desenvolupament de grans moviments obrers a ciutats com Brest, An Oriant i Saint-Nazaire. La Primera Guerra Mundial va suposar un punt d'inflexió important per als bretons, que després van descobrir altres formes de vida que alguns intentarien anar integrant.
La qüestió del lloc de la llengua bretona i de les tradicions de la regió esdevingué l'element central d'un moviment polític bretó (emsav) que començava a sorgir al mateix temps. Un llarg procés de modernització va des de la dècada del 1920 fins a la dècada del 1970, juntament amb un moviment de reafirmació cultural.

## Prehistòria
Les restes arqueològiques a la Bretanya són relativament febles en comparació amb altres regions franceses. Diversos factors expliquen aquest «buit arqueològic» al Massís Armoricà: els dominis geològics plutònics i metamòrfics de la regió que generen cavitats (abric rocós, cova) de petita mida; sòls àcids que acceleren la descomposició dels ossos humans i dels materials durs dels animals (ivori, os, banyes). «La implacabilitat dels pastors espirituals contra tot allò que se sospitava que presentava un punt de paganisme, el zel dels pioners, la nova implacabilitat davant els “obstacles a l'ús racional del sòl“ dels promotors de la concentració parcel·lària i dels agrònoms aprenents de bruixot», van buidar de la seva substància el sòl arqueològic bretó. Només de manera molt excepcional es conserven testimonis preciosos en determinats llocs privilegiats (dunes costaneres, loess calcària).

### Edat de Pedra

#### Paleolític
El Paleolític abasta un període a la Bretanya que va des del 700.000 aC fins al 10.000 aC. Les restes més antigues d'indústria lítica s'han trobat a la vall mitjana de la Vilaine, identificades en forma de còdols disposats en una pedrera situada a Saint-Malo-de-Phily. Les restes més antigues d'hàbitat es troben a Saint-Colomban (a Carnac) i prenen forma de campaments instal·lats en refugis naturals per l'erosió dels penya-segats, al llarg de la costa. A més de còdols disposats, s'hi troben puntes bifaces, i el jaciment data del 300.000 aC. Aquests artefactes tan originals del Paleolític inferior de la costa sud, que es diferencia de l'Acheulià per criteris tecno-tipològics, geològics i ambientals, rep el nom de Colombanià. Bifaces d'aquest període Acheulià són presents al llarg de les costes, com a Tréguennec, Hôpital-Camfrout o Pléneuf.
Els rastres més antics de l'ús del foc es troben al jaciment de Menez Dregan, que es remunten a l'any 400.000 aC, són els més antics d'Europa occidental. Aleshores, els rars grups humans estaven formats per caçadors nòmades, el sistema econòmic dels quals es basa en una mobilitat logística molt alta amb estacions especialitzades (campaments de caça, zones de tall de pedra) complementàries als campaments base. Els principals jaciments que ocupen aquests caçadors-recol·lectors es troben al llarg de la costa (recers al peu de penya-segats marins, roques aïllades) o al llarg de grans rius per protegir-se del dur clima periglacial que fa que les altures de l'interior, i sobre afloraments de roques locals que substitueixen el sílex. Cacen sobretot mamuts per la seva carn però també pels seus ossos, dents i ullals utilitzats en la construcció (estructura de cabanes) i en la fabricació d'objectes utilitaris (combustible, armes), obres d'art, i instruments musicals.

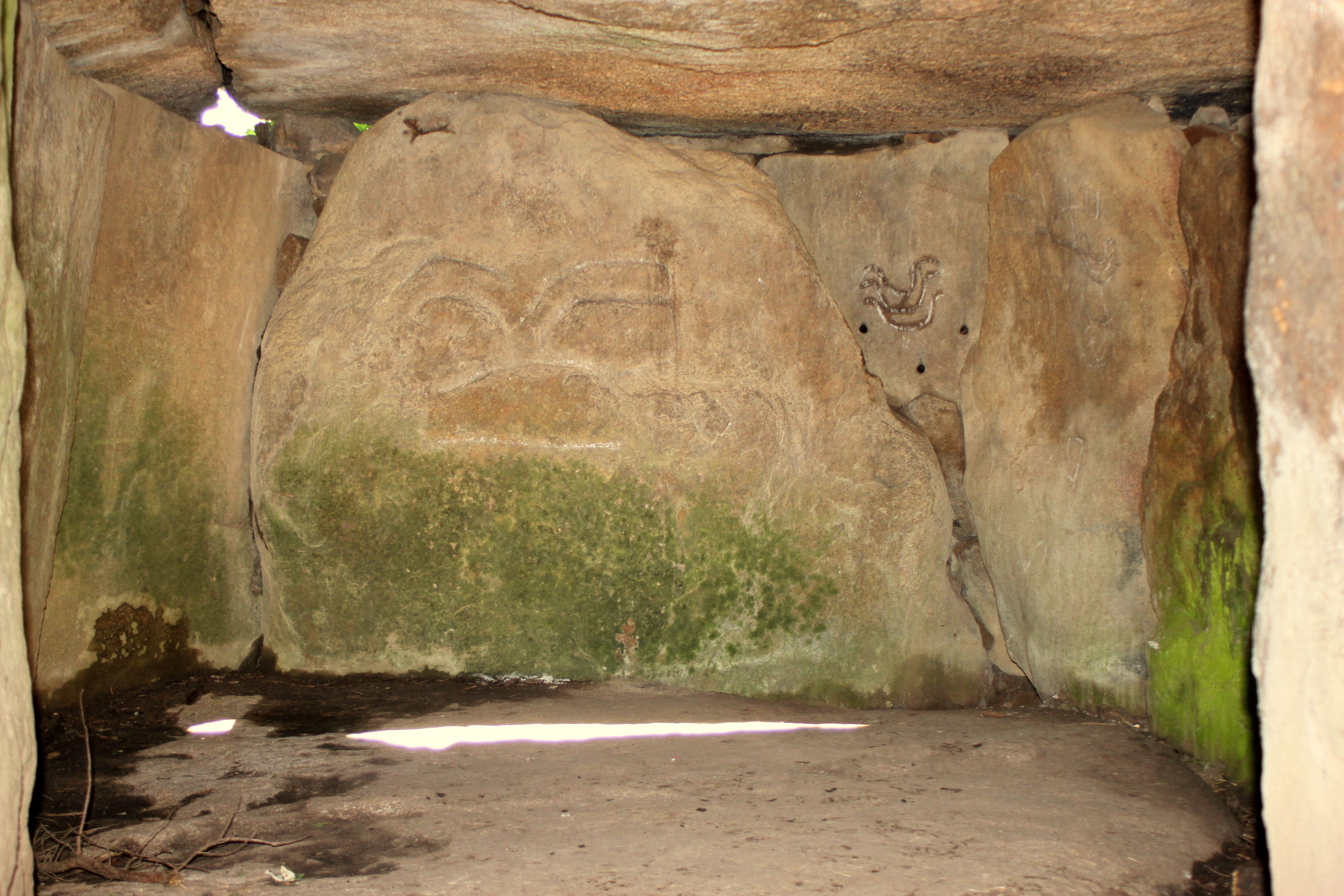
El catxalot gravat de perfil a la làpida de la cambra de Mané-Lud[Nota 3] fa referència a la relació amb el món marí dels darrers caçadors-recol·lectors del Mesolític que van conviure amb les primeres comunitats agrícoles neolítiques de la costa atlàntica.
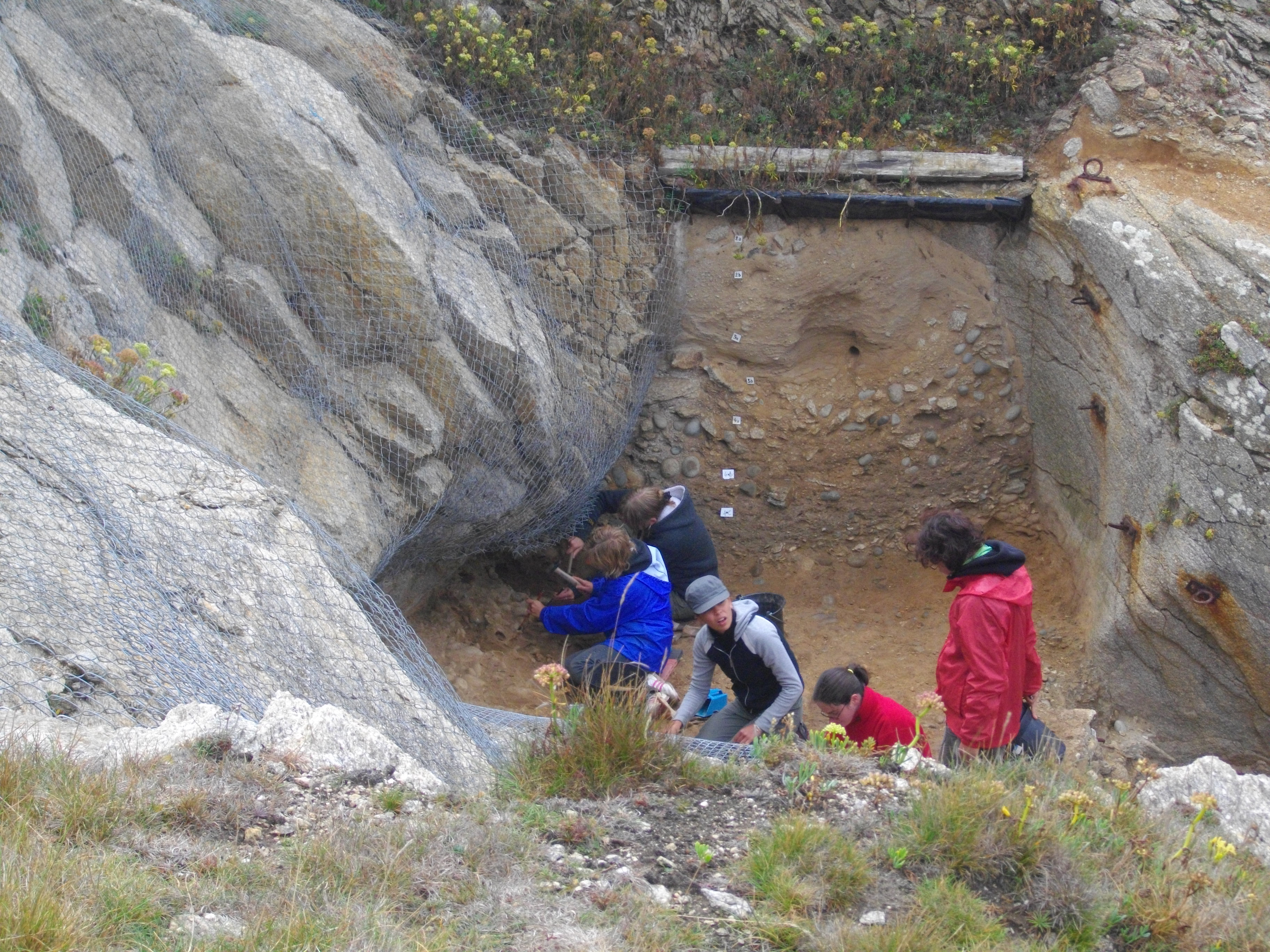
Jaciment de Menez Dregan, on es troben les restes més antigues de l'ús del foc

Des de l'època mosteriana fins al Paleolític mitjà queden a la regió dos jaciments remarcables, a Mont-Dol on es van trobar rascadores en un jaciment datat al 70.000 aC, així com Goaréva a Île-de-Bréhat.
El Paleolític superior es caracteritza per eines refinades com fulles que es troben al jaciment de Beg-ar-C'hastel a Kerlouan o al de Plasenn-al-Lomm aîle-de-Bréhat. No s'identifica cap cova decorada a la regió, probablement a causa de la pujada de les aigües del període següent, però, a prop, es coneix una cova d'aquest tipus a les coves de Saulges, a la Mayenne. L'art mobiliari figuratiu s'ha descobert al Rocher de l'Impératrice de Plougastel-Daoulas del final del Paleolític a la regió, cap al 10.000 aC.

#### Mesolític

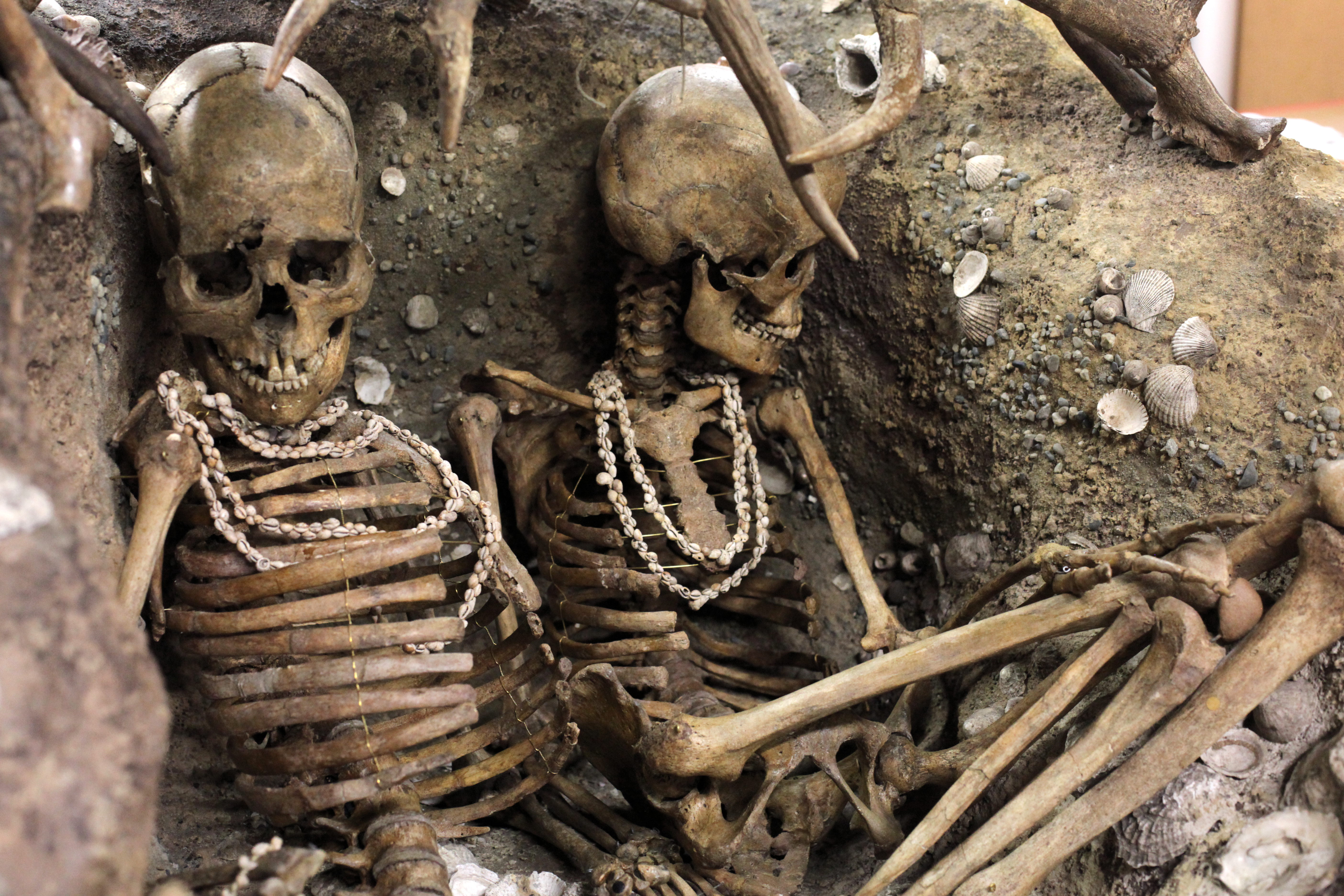
Reproducció de la tomba de Téviec que mostra els inicis de la creació artística a la comarca, així com una especialització de les activitats humanes

L'era mesolítica abasta a la regió un període que va des del mil·lenni X aC fins al mil·lenni V aC corresponent al final de l'últim període glacial i la consegüent pujada del nivell de l'aigua. La vegetació d'estepa és substituïda per una vegetació composta per bedolls i pins, després avellaners, roures i freixes de flor; els grans mamífers donen pas a animals més petits com el cérvol o el senglar. Els homes van abandonar la caça per a la recol·lecció i van aparèixer els primers intents de domesticació. La població es manté majoritàriament costanera i més nombrosa a la costa sud segons els resultats de les excavacions actuals. Els esquelets trobats datats d'aquesta època donen testimoni d'una alçada mitjana d'1,59 m per als homes i 1,52 m per a les dones.
Les tècniques humanes continuen progressant amb una reducció de la mida de les eines de pedra per formar microlits, les fulles estretes caracteritzen llavors el grup de Bertheaume a Finisterre. Les societats estan més estructurades, amb un grau d'especialització de les activitats en una comunitat determinada, tal com indiquen els estudis de l'enterrament de Téviec, així com l'inici d'un art. En alguns esquelets també són visibles rastres de mort provocats per eines com les fletxes, fet que testimonia l'oposició de vegades violenta entre diferents comunitats.

#### Neolític
El neolític, que s'estén des del mil·lenni V aC fins al mil·lenni II aC, veu l'arribada de l'agricultura segons una operació d'artigatge: la terra es recupera del bosc després d'haver-la incendiat i després s'utilitza per a la pastura del bestiar abans de sembrar gramínies. Aquesta evolució és possible gràcies a la millora dels mètodes d'extracció de les pedres i la seva conformació. Fins a 5.000 destrals de dolerita anuals sortien d'una pedrera de Plussulien en aquella època, la qual cosa representa el 40% de les destrals de la península armoricana. Aquestes eines estan distribuïdes fins a la conca de París i s'han trobat exemples d'aquestes destrals fins a Bèlgica i el sud d'Anglaterra. El jaciment de Pleuven produeix hornblendita, de la qual es fabriquen destrals que es troben tan lluny com els Països Baixos. La regió també importa fulles de sílex groc de Turena.

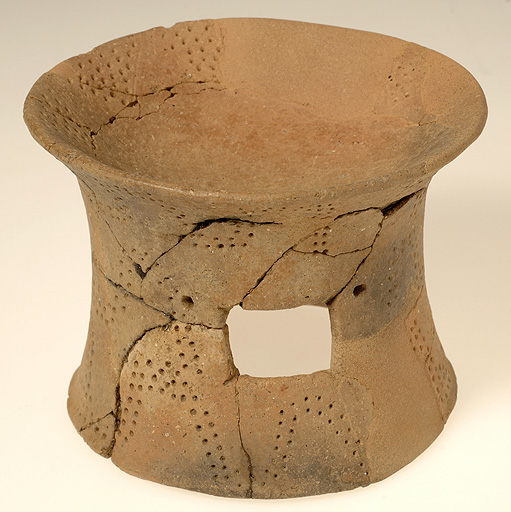
Copa del Neolític mitjà, de Kerléan a Concarneau. Museu de Bretanya
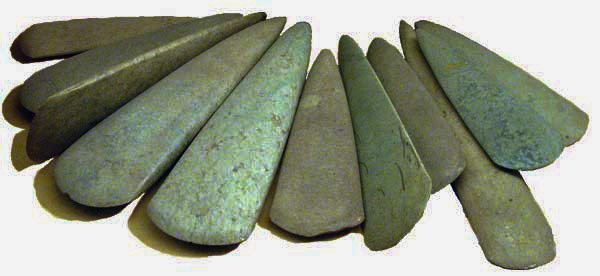
Caps de destral de prestigi en sil·limanita (autòctona) i jadeïta (pedreres dels Alps italians) d'època neolítica. La indústria de les destrals de sil·limanita, sobretot funcional, podria haver retransmès la xarxa d'intercanvi d'aquestes peces cerimonials.

Aquest període també destaca pel desenvolupament del megalitisme, permès per un important auge econòmic. Dos dels jaciments més antics, el túmul de Barnenez i el de Petit-Mont, les construccions dels quals es remunten al mil·lenni V aC, testimonien per les seves similituds una unitat de civilització a la península. Aquest tipus de construcció evolucionarà posteriorment i presentarà variants més regionals. En aquests llocs funeraris s'han trobat gravats que poden ser similars als observats en llocs irlandesos com Newgrange.

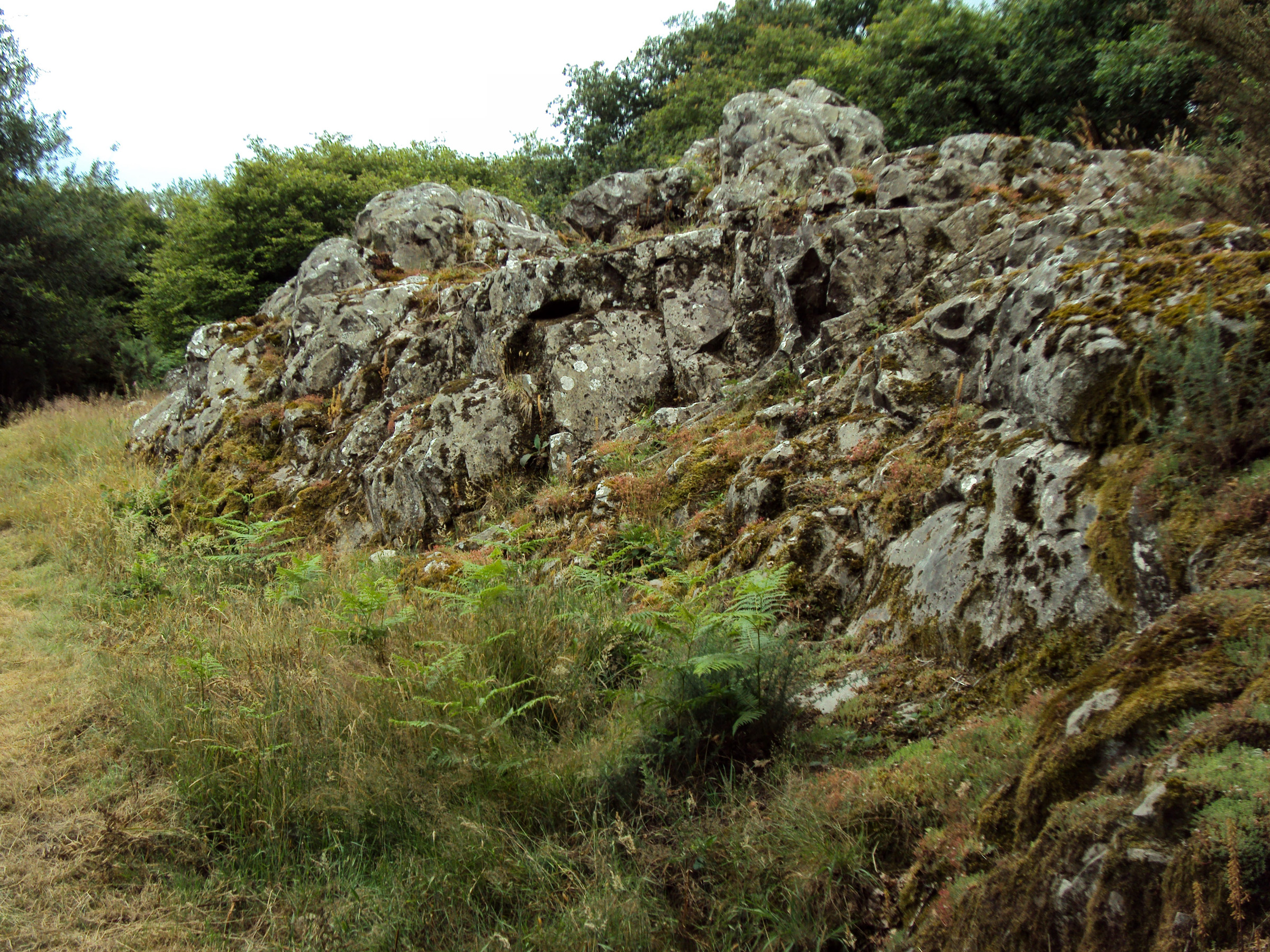
Pedrera de Plussulien on es produïen destrals de sil·limanita
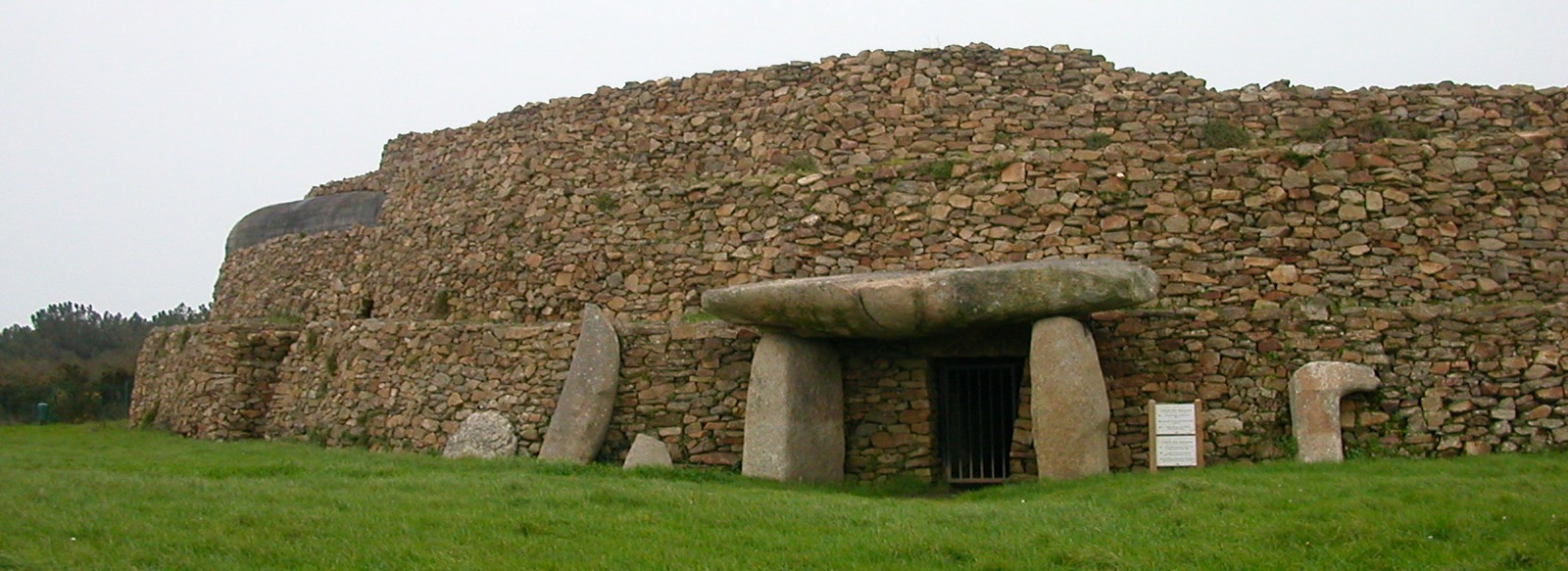
Petit Mont a Arzon

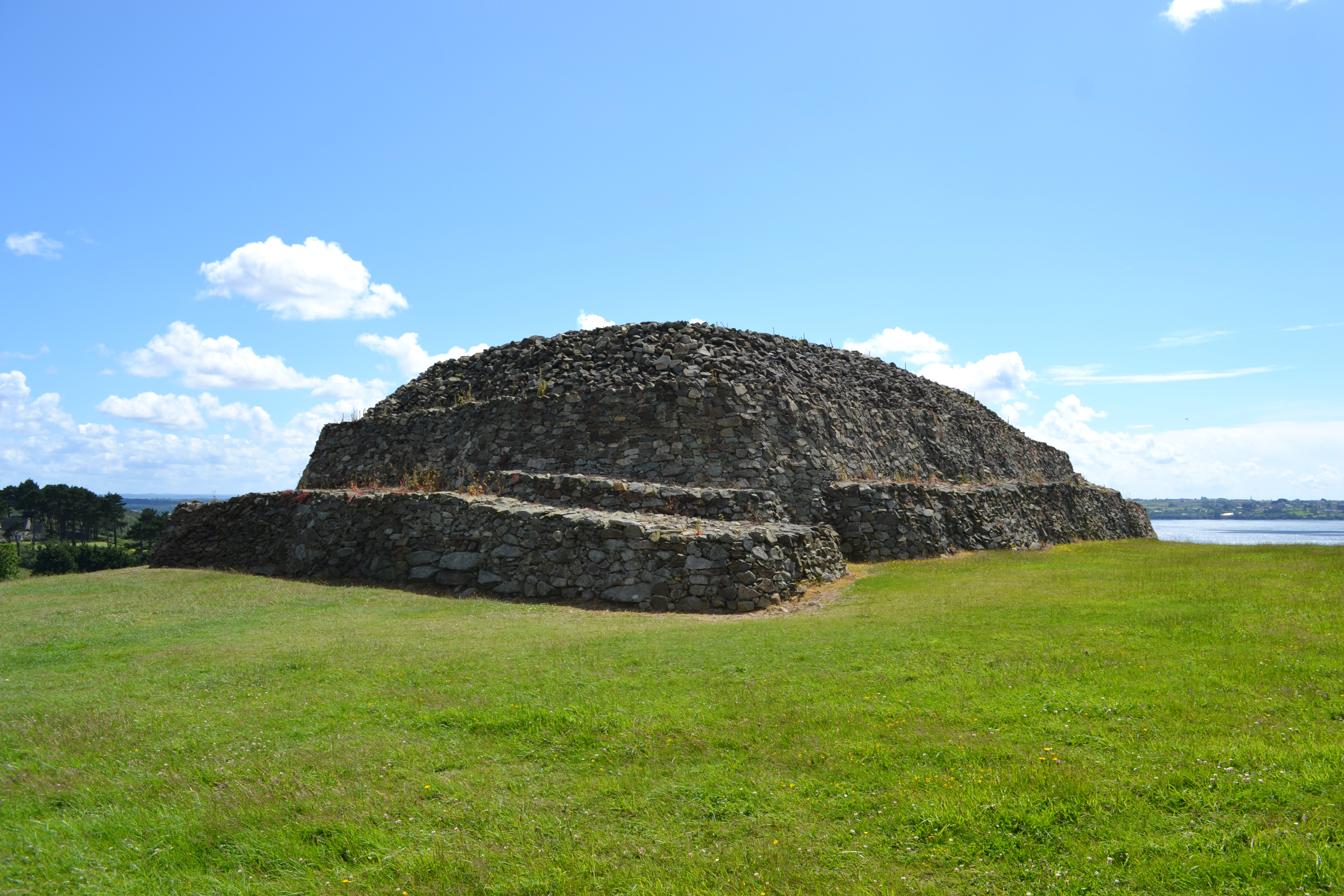
Cairn de Barnenez
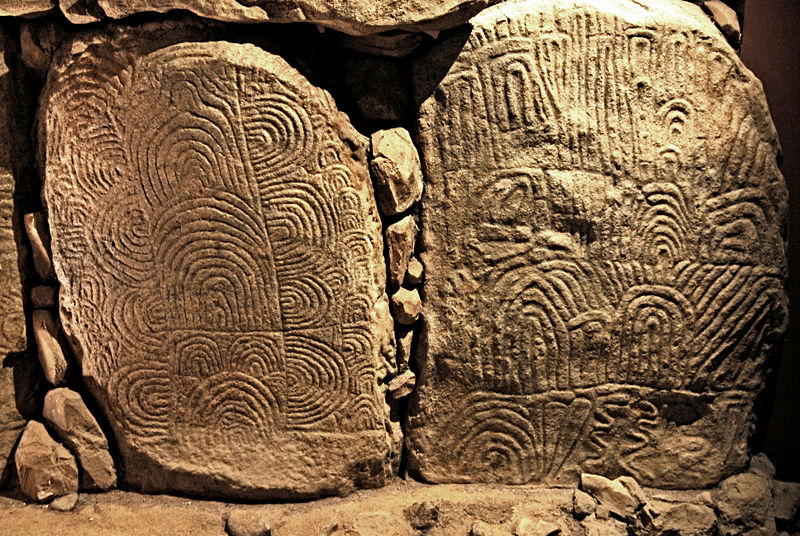
Gravats sobre el cairn de Gavrinis

Al costat d'aquests túmuls també hi ha menhirs, el més alt conegut és a la regió de Leon on el més gran, el de Kerloas (culmina a 9,50 m). En canvi, el més gran mai aixecat es troba al sud de la Bretanya, a Locmariaquer: el gran menhir partit d'Er Grah (que s'elevava a 18,5 m). També s'hi poden trobar gravats i les seves funcions són aleshores múltiples: indicadors d'enterraments, fites astronòmiques o topogràfiques, o testimoni d'un culte a les aigües. Els darrers menhirs s'aixequen cap al 1800-1500 aC. Es poden associar en files simples o múltiples, o en hemicicles o en cercle.

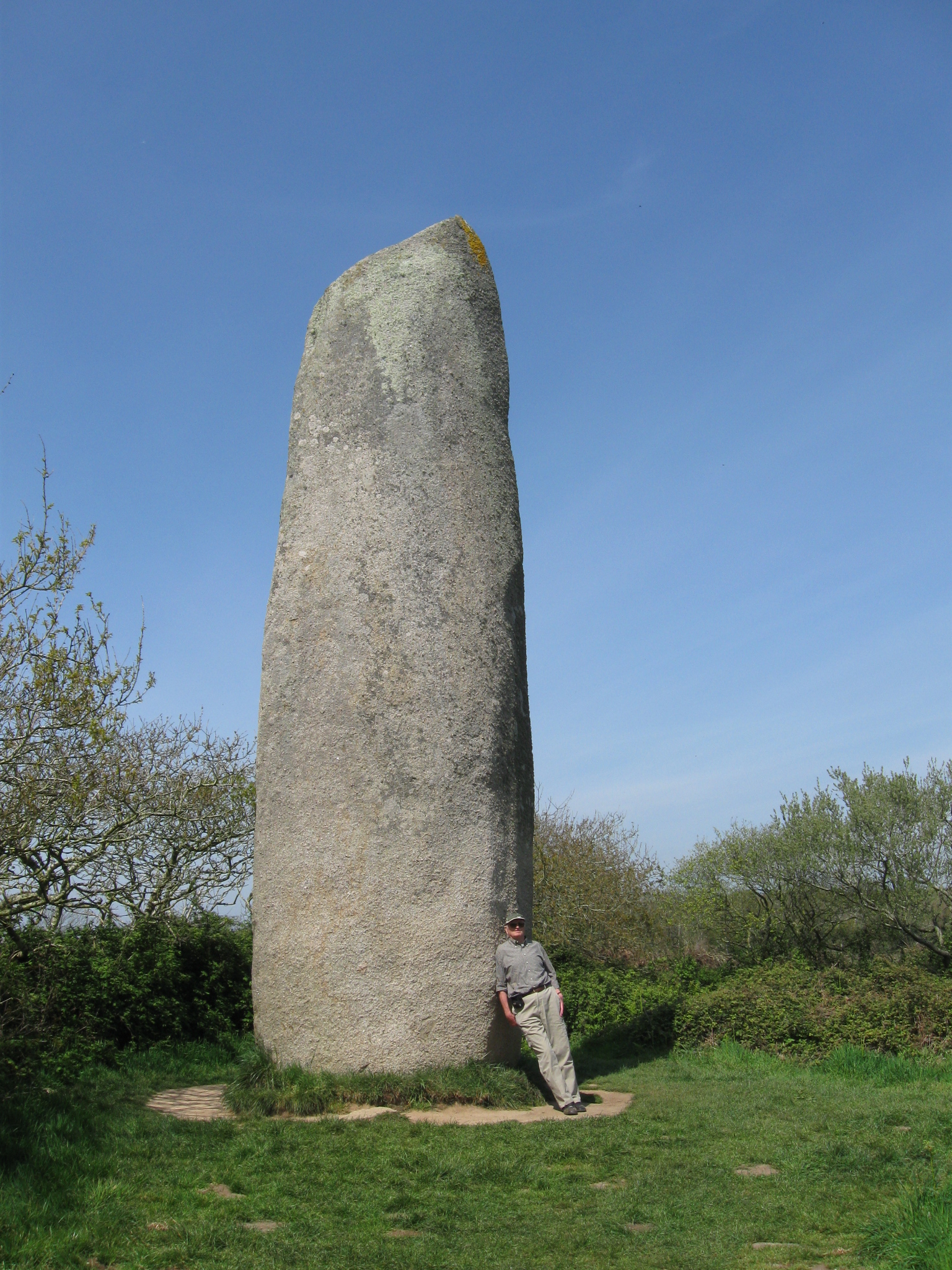
El menhir de Kerloas, de 9,50 m
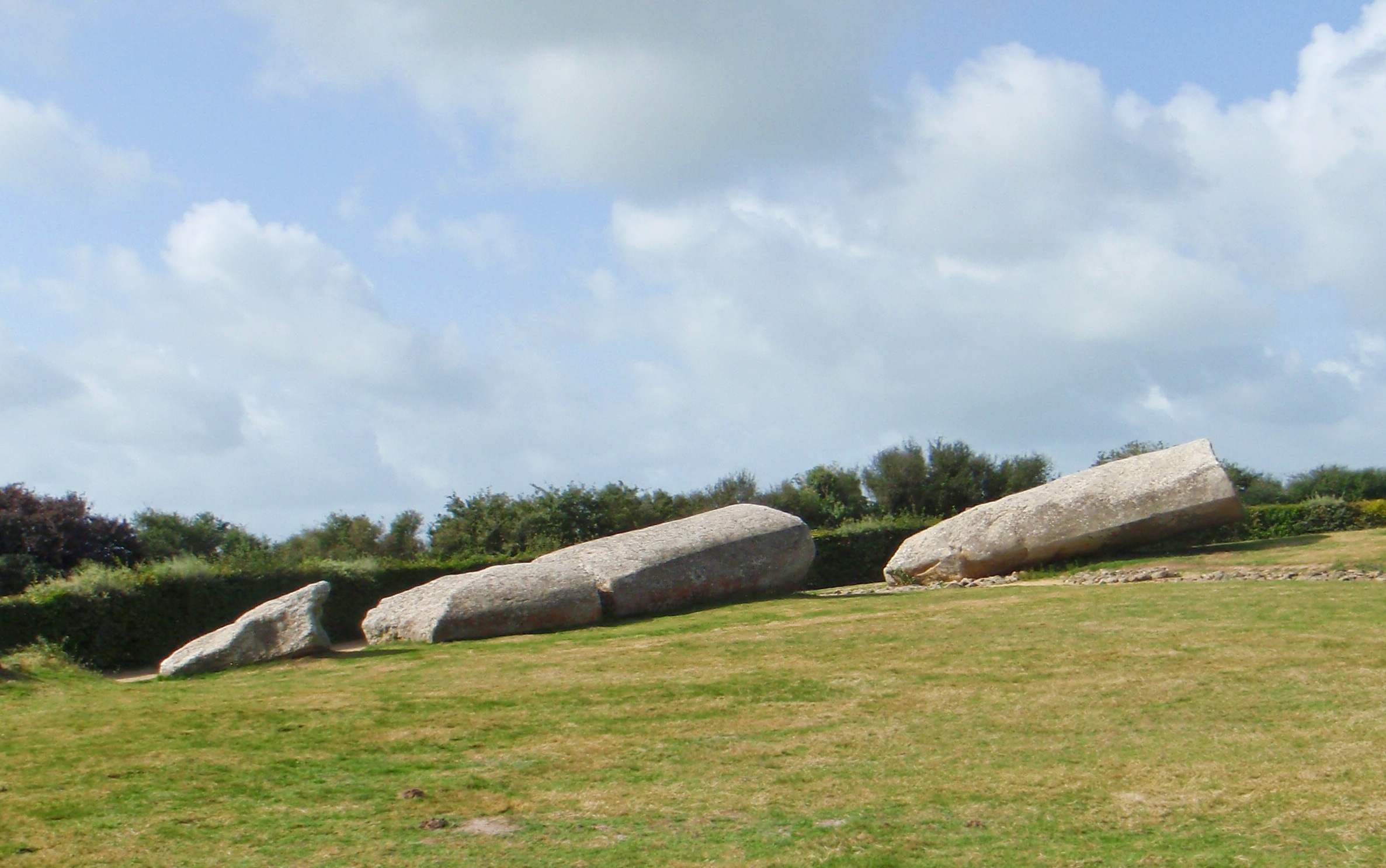
El gran menhir partit d'Er Grah, que abans de la seva caiguda arribava als 18,5 m
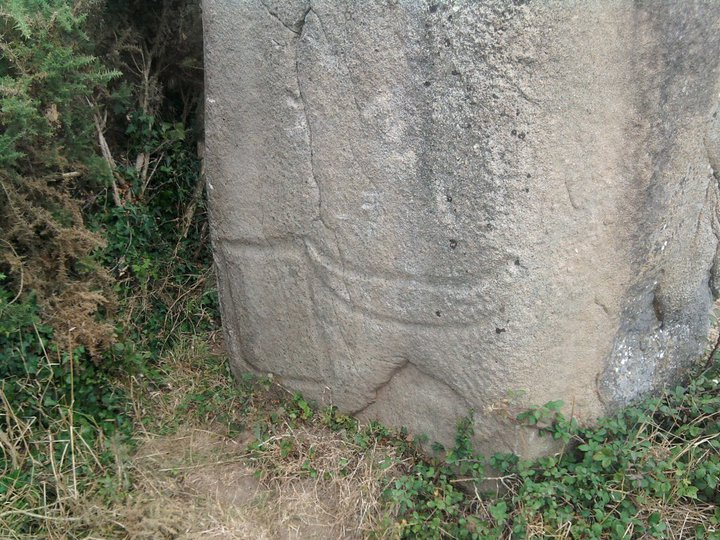
Gravats sobre el menhir de Kermaillard

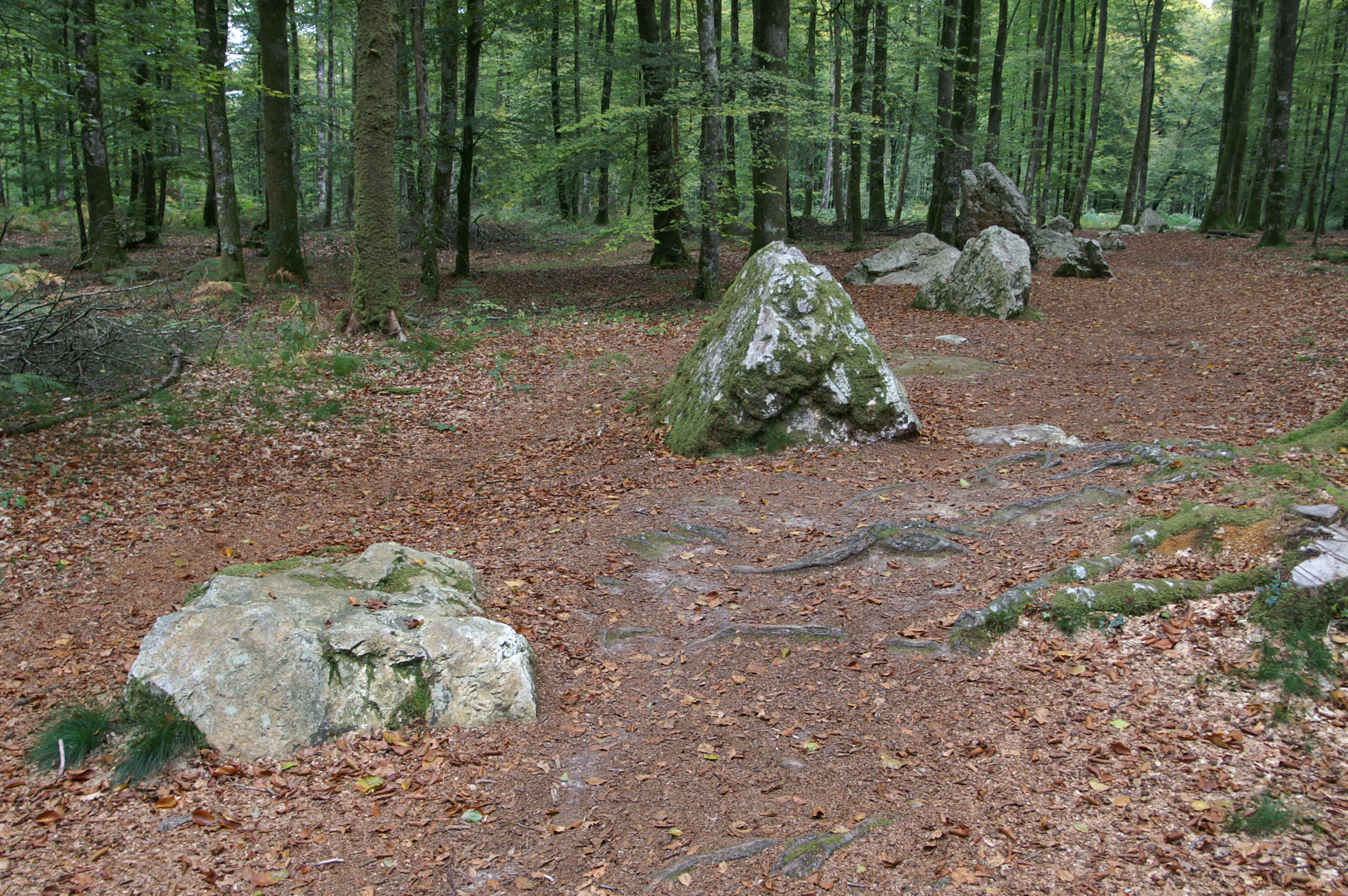
Exemple d'alineacions amb el Cordó dels druides
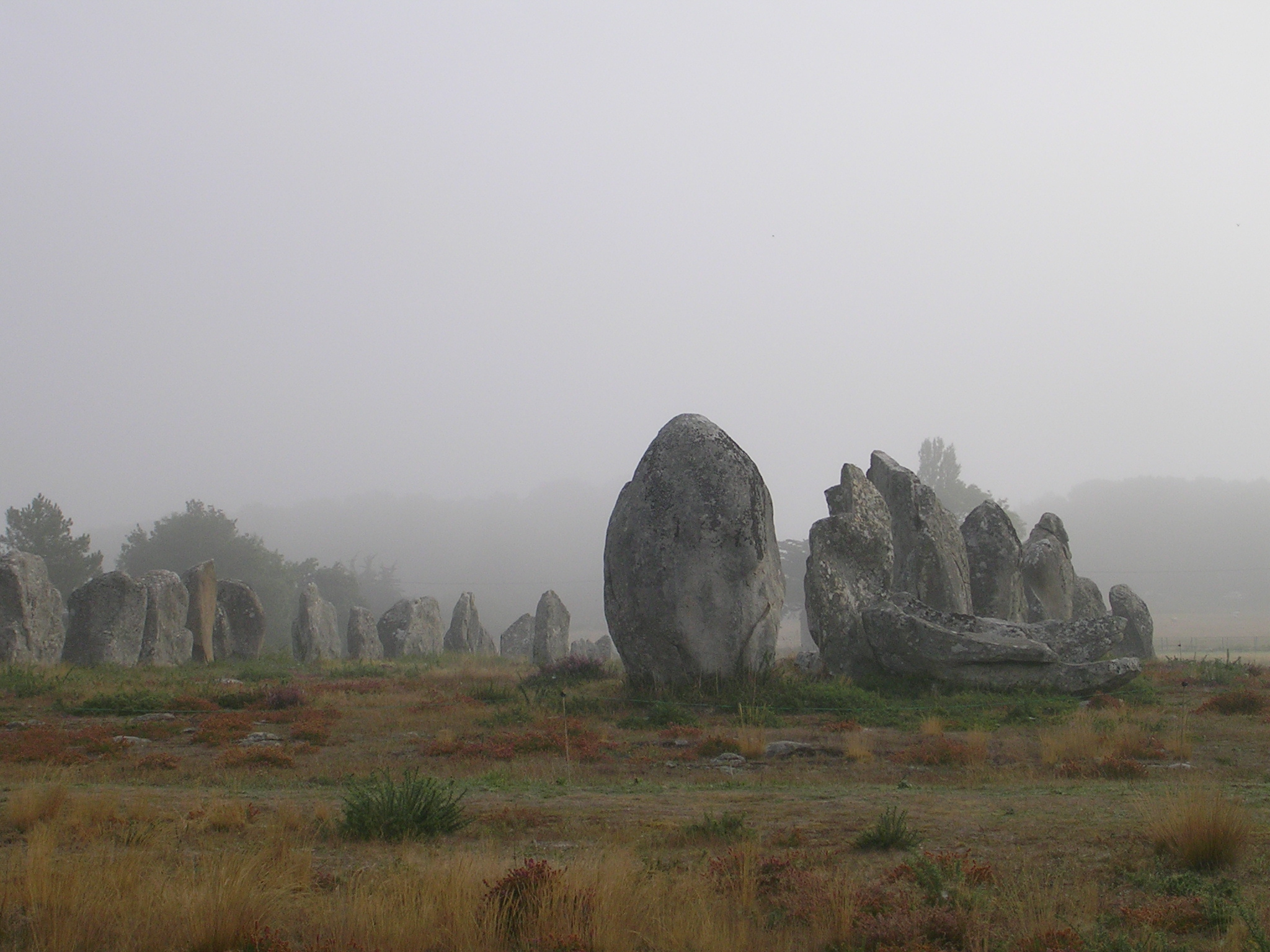
Alineació de Kermario a Carnac
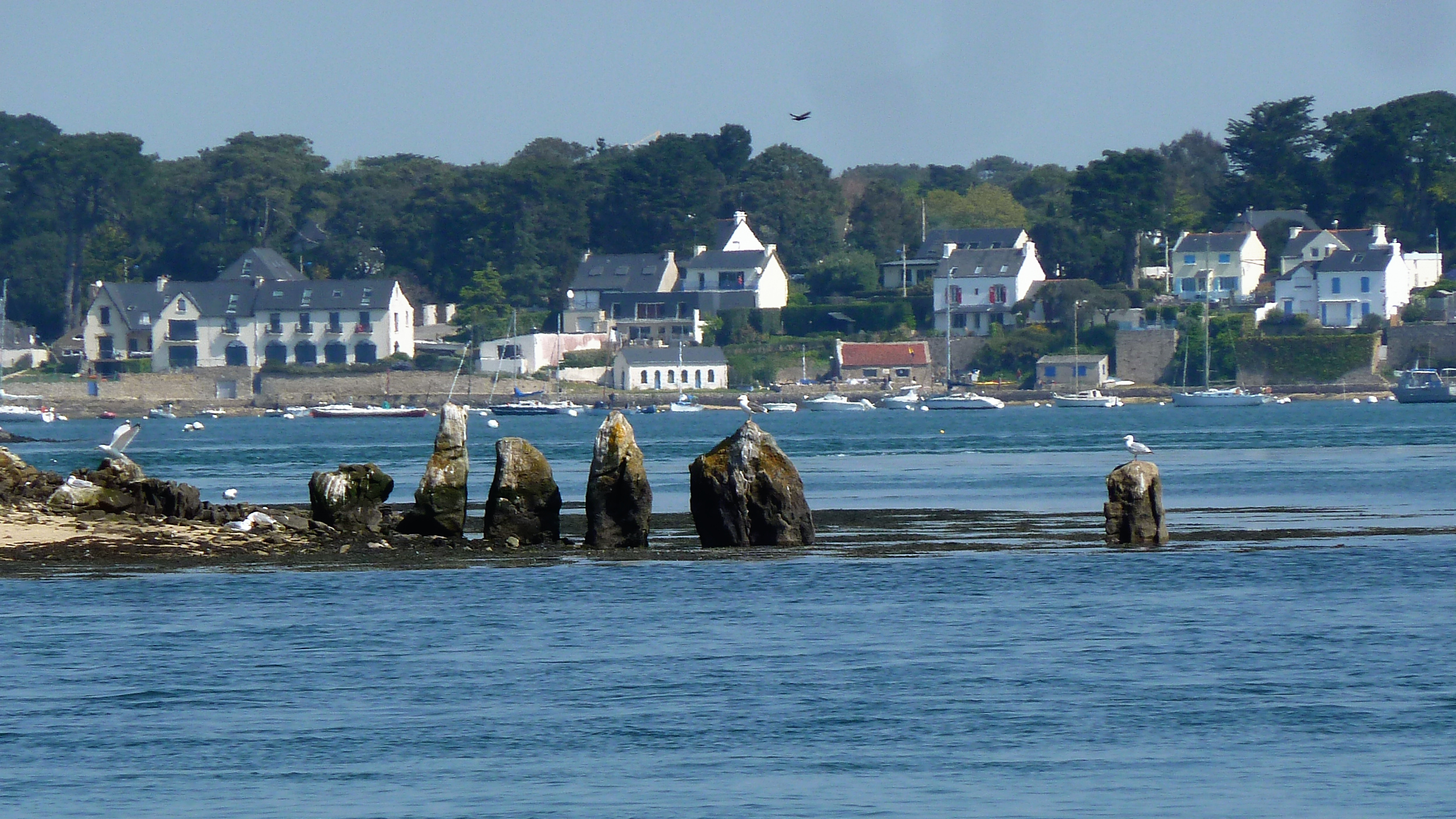
Cromlec de l'illa d'Er Lannic en cercle. Una part es troba sota el nivell del mar, testimoni de l'augment del nivell de l'aigua

### Protohistòria

#### Una Edat del bronze favorable a una regió productora d'estany

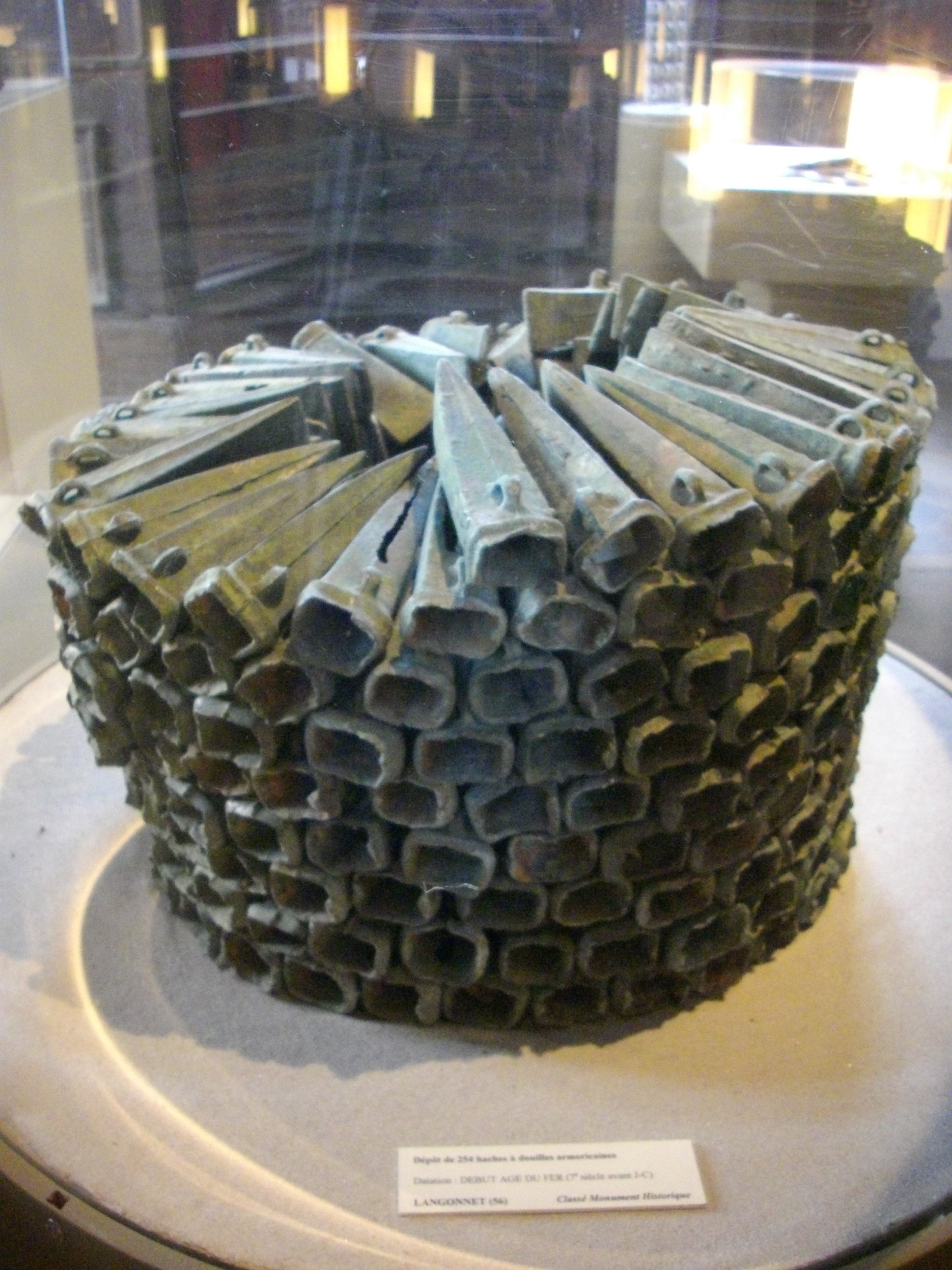
Destrals encaixades de l'edat del bronze final trobades a la zona de Langonnet

Cap a mitjans del mil·lenni III aC, les poblacions de la península armoricana van entrar en contacte, per «vies» marítimes i fluvials, amb els pobles del centre d'Europa començant a dominar l'extracció i el treball dels metalls. Objectes de coure o un bronze mediocre procedents d'aquesta zona, regals i intercanvis de prestigi entre caps, comencen a ser presents a les tombes dels dignataris de l'època; de la mateixa manera, destrals planes de coure que es troben en les mateixes condicions i procedents de la península Ibèrica i que daten de finals del mil·lenni III aC testimonien intercanvis amb aquesta zona geogràfica. En ser el subsòl de la regió ric en estany, element utilitzat en la fabricació del bronze, la seva extracció es va desenvolupar a Bretanya, donant lloc a la constitució cap al 2400-2200 aC de poderosos caps capaços d'assegurar almenys la seva extracció, si no la seva exportació. Aquests intercanvis comercials tenen un paper impulsor en la propagació de noves tècniques i expressions artístiques; així, les espases i les dagues descobertes a Hesse renana o els túmuls funeraris a Wessex mostren grans similituds amb els seus homòlegs bretons. Tombes-túmuls d'estructura de fusta, com el túmul de Kernonen, individual i de vegades de 10 m d'alçada, ja antics a Alemanya i Dinamarca, van començar a aparèixer a la costa nord de Finisterre en aquesta època, abans d'estendre's al sud de Finisterre i llavors al centre de la Bretanya. La presència de sepultures més pobres tendeix a mostrar una societat fortament jeràrquica i especialitzada.
Durant l'edat del bronze mitjà, entre el 1400 i el 1000 aC, l'ús d'aquest metall es va ampliar. Ja no està reservat per a armes i guerrers, sinó que comença a aparèixer en eines (destrals, burins) i en ornaments. Cap al final de l'època, els tallers bretons produïen una destral molt recta, amb topada mitjana, i decorada amb una nervura al llarg de la fulla, produïda en sèrie i emmagatzemada en quantitat, utilitzada com a element premonetari en el marc del comerç. El poder polític probablement va passar en aquell moment dels guerrers als comerciants.
Entre el 1000 i el 750 aC, l'edat del bronze final va veure l'ascens a Europa de la civilització dels camps d'urnes, que van substituir els túmuls funeraris per cremacions en urnes, de les quals la regió quedava exclosa. Això s'explica per una reconfiguració dels eixos comercials arran de la caiguda dels imperis hitita i micènic, i l'aparició de ciutats gregues i etrusques, així com la civilització de Hallstatt: des del canal de la Mànega i de l'oceà Atlàntic, els corrents econòmics són redirigit cap a l'est i el sud d'Europa. No obstant això, en aquesta època són notables els desenvolupaments tècnics en aquesta època, com les anomenades espases «llengua de carpa», la mida i l'estil de les quals suggereixen l'ús per part dels genets, hipòtesi recolzada per la presència d'arnesos de bronze i peces d'arnès en dipòsits de l'època.

#### Un espai marginalitzat durant l'Edat del ferro

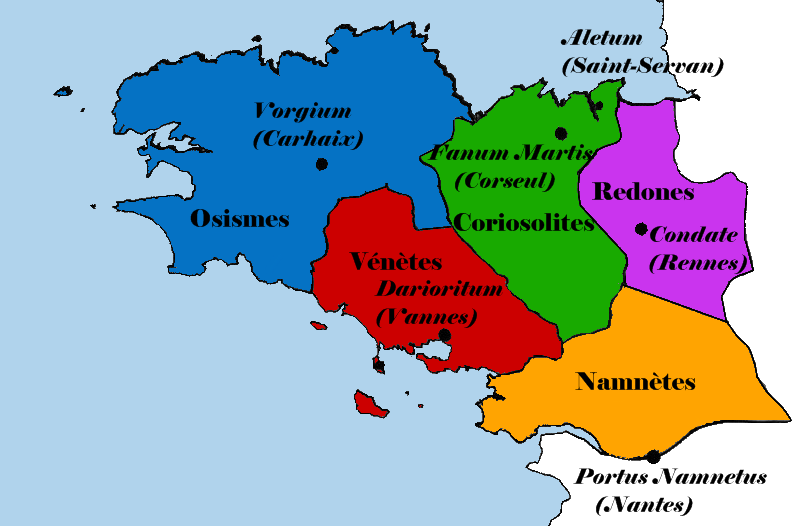
Distribució dels diferents pobles durant l'època preromana

Els segles viii i vii es veu l'emergència al nord dels Alps del treball del ferro, les qualitats del qual són superiors a les del bronze, fet que provoca una baixada de la demanda d'aquest i, per tant, de la demanda d'estany. Els intercanvis comercials es reestructuren al voltant d'un corredor Roine-Sena, marginant la regió que ara es troba als afores. Els objectes fets pels bronzeters armoricans són cada cop més arcaics en comparació amb els objectes de ferro produïts a l'Europa central, i aquests només apareixen tard i en petit nombre a la regió. El contingut de les tombes de l'època mostra un empobriment de les elits, les tombes de les quals ja no difereixen gaire de la resta de la gent.
La primera traça escrita que tracta de Bretanya arriba probablement cap a l'any 500 aC en una descripció del cartaginès Himilcon que, viatjant més enllà de les Columnes d'Hèrcules, evoca una «Œstrymnis» o «illes Œstrymnides» amb riques mines de plom i estany, el nom de les quals és proper als osismes de què parlava Juli Cèsar uns segles més tard.
Cap al final de l'edat del ferro, durant La Tène entre el 450 i el 57 aC, Armòrica està formada per un conjunt de pobles de vocació marítima, amb prou feines celtitzats, marcats per una relativa aculturació celta. Les anàlisis de pol·len han posat de manifest la desforestació i la neteja a gran escala en aquest moment; la fusta s'utilitza intensament per a la construcció i les zones cultivables s'han sembrat amb sègol, blat tendre i probablement blat sarraí. Les estimacions fetes a partir de fonts d'època indiquen una població d'entre 150.000 i 300.000 habitants. Les produccions artesanals com la fusteria i la ceràmica són poc conegudes per manca de fonts, però el desenvolupament d'una activitat de maó és notable i apreciat pels romans. Les poblacions de la regió dediquen aleshores un culte a les aigües, en particular a les fonts, i probablement a altres llocs com roques o illes, així com a petites estatuetes de deesses mares, que testimonien un culte a la fertilitat. També es veneren divinitats, com Mars Mullo a Rennes o Nantes, o Sirona a Corseul.
L'any 124 aC, la victòria de Roma sobre els sal·luvis va permetre als comerciants romans un major accés a la Gàl·lia, en particular per vendre vins italians. Paral·lelament, Bituitus, rei dels arverns, poble que aleshores dominava la Gàl·lia, també va ser vençut pels exèrcits romans l'any 121 aC, fet que va donar més llibertat als armoricans. Els vènets van ser els primers a encunyar monedes, seguits pels riedons, els namnets i els osismes a finals del segle ii aC, i després pels coriosolites cap al 90-80 aC. Aquestes monedes es troben en jaciments de Wessex, testimoni de les activitats comercials a banda i banda del Canal, i fins i tot la presència de nombroses àmfores demostra que la regió estava ben connectada amb les rutes comercials romanes abans de la seva conquesta. A més, la presència d'un senat entre els vènets mostra la presència d'un embrió d'organització política. Una romanització indirecta, a través del comerç, ja està en marxa quan les legions de Juli Cèsar ataquen la regió l'estiu del 57 aC.

## La Bretanya romana

### Conquesta i integració
Com a part de les guerres de les Gàl·lies, Juli Cèsar comença amb els seus generals a conquerir des del 57 aC una zona que va des de la Gàl·lia transalpina fins a la Gàl·lia belga. Publi Cras és enviat al capdavant de la Legió VII Claudia de 6000 homes, i travessa la Normandia i la Bretanya actuals sense trobar resistència. Després de prendre ostatges de les tribus conquerides i no deixar-hi tropes, marxa a passar l'hivern a la regió d'Angers, al territori dels andecaus. Arran de l'escassetat de blat on estava estacionada la VII legió, les autoritats romanes van enviar tropes per requisar gra. Els enviats de Cras són fets presoners pels vènets, que a canvi exigeixen l'alliberament dels seus ostatges. A això s'hi suma la por dels pobles de la regió que els romans monopolitzin el comerç entre la Gàl·lia i la Bretanya insular d'on treuen la seva riquesa els mercaders de la regió. Tot plegat porta a una aliança d'aquests pobles de la façana marítima contra els romans.
Els aliats reuneixen una flota de 220 vaixells mentre que durant l'any 56 aC, els romans construeixen una flota de vaixells. El combat va tenir lloc el setembre del mateix any a la badia de Quiberon o al golf de Morbihan, però per manca de vent, necessari per maniobrar els seus vaixells molt més pesats, els vènets foren derrotats. En altres dos fronts, els de terra, els coriosolites van ser derrotats a la regió d'Avranches, i els vènets, els osismes, així com part dels namnets i els riedons, van ser derrotats a la regió d'Amanlis.
Als anys següents van continuar esclatant diverses revoltes. L'any 54 aC, després d'una rebel·lió delseburons, una coalició armoricana va començar a marxar cap a la Legió XIII Gemina, però finalment va tornar enrere després de l'aixafament dels nervis per Cèsar. L'any 52 aC, les tropes de la regió van participar en l'aliança amb l'objectiu de rescatar Vercingetòrix aixecant el setge d'Alèsia. L'any següent, és en aquesta ocasió en la qual formen part d'una aliança a favor de Dumnacos. El poder romà tenia llavors una política més conciliadora per evitar noves revoltes, recolzant-se sobretot en les elits tradicionals. L'actual Bretanya està integrada a la Gàl·lia de Lió, i la regió es divideix en cinc ciutats, al voltant dels namnets, els rèdons, els vènets, els coriosolites i els osismes.

### Durant l'Imperi romà

#### L'Edat d'or de l'Armòrica romana durant laPax Romana(seglesi-ii)
Sota els regnats dels emperadors Claudi i Neró, a partir dels anys 41 i 58, la [integració cultural i econòmica de la regió a l'Imperi Romà es va accelerar. Això comporta un període d'augment comercial durant el segle ii sota l'època de la Pax Romana, i correspon a una edat d'or d'Armòrica sota ocupació romana. Culturalment, es produeix una forma de sincretisme entre les divinitats romanes o asiàtiques i els cultes locals, que suposa l'establiment d'una religió galo-romana.
Les ciutats van tenir un paper important en la societat de l'època. Els principals nuclis urbans de la Bretanya armoricana (Rennes, Corseul, Carhaix, Vannes, Nantes, Quimper, etc.) adopten una trama ortogonal per als carrers i tenen grans monuments com temples, tribunals o banys públics, o es creen per a alguns ex nihilo. Són administrats per assemblees que reuneixen les elits locals responsables dels assumptes financers i administratius, però també de la justícia i el comandament de les forces armades. Aquesta organització permet que alguns assoleixin altes posicions dins l'imperi, i durant aquest període almenys dos armoricans assoleixen un rang important dins de l'Assemblea de les Tres Gàl·lies.

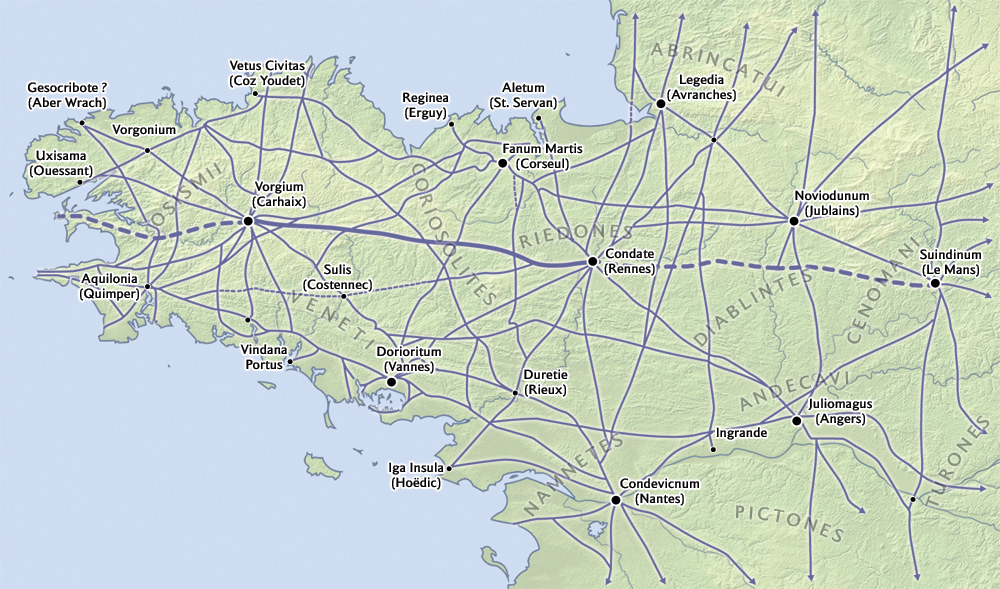
Mapa de les principals vies romanes en Armòrica

Es configuren diverses vies de comunicació. Els pobles estan interconnectats per vies romanes que travessen la regió; tres eixos principals est-oest estructuren la xarxa, passant per les costes nord i sud, així com al centre passant per un eix Le Mans-Rennes-Carhaix. Aquestes dues últimes ciutats destaquen com a grans nuclis de l'època, una dotzena de carreteres que conflueixen cap a cadascuna d'aquestes dues ciutats. Al llarg de la costa, aquestes rutes terrestres passen pel primer gual que es troben als rius, així es desenvolupen poblacions com Lannion, Morlaix, Quimper o Vannes gràcies a la seva localització davant els seus rius respectius. Aquests eixos es van continuar utilitzant fins a les seves reorganitzacions per part del duc d'Aiguillon al segle XVIII. Els enllaços marítims també connecten la regió amb la mar Mediterrània i la Bretanya insular, els principals ports de l'època eren Nantes, Vannes i Aleth, mentre que també existeixen ports més modestos com Le Yaudet, Landerneau o Brest. El trànsit fluvial força intens també és destacable als rius Vilaine i Rance.
El camp continua concentrant la major part de la població, i més de 5.000 assentaments rurals són catalogats a la regió, però amb una distribució desigual: dens al voltant del riu Rance, la badia de Saint-Brieuc, i a Trégor i Léon, però gairebé absents de la Muntanyes d'Arrée. Es tracta, en part, de granges de mida mitjana on els pagesos lliures treballen la seva pròpia terra i viuen en habitatges relativament modestos, i en part de grans vil·les pertanyents a la classe curial i on els esclaus treballen sota la direcció d'un intendent, i els edificis de les quals a vegades cobreixen diverses hectàrees. El cultiu de cereals com el blat, el sègol, l'ordi, el mill i la civada formen la producció bàsica, a la qual s'afegeix un cultiu de fruites i hortalisses complementàries, així com les del lli i el cànem. Els ossos de vaques, bous, porcs, ovelles i aus de corral permeten establir la pràctica de la cria d'aquests animals. Restes d'àmfores de vi i oli mostren la integració d'aquestes operacions en els circuits comercials.

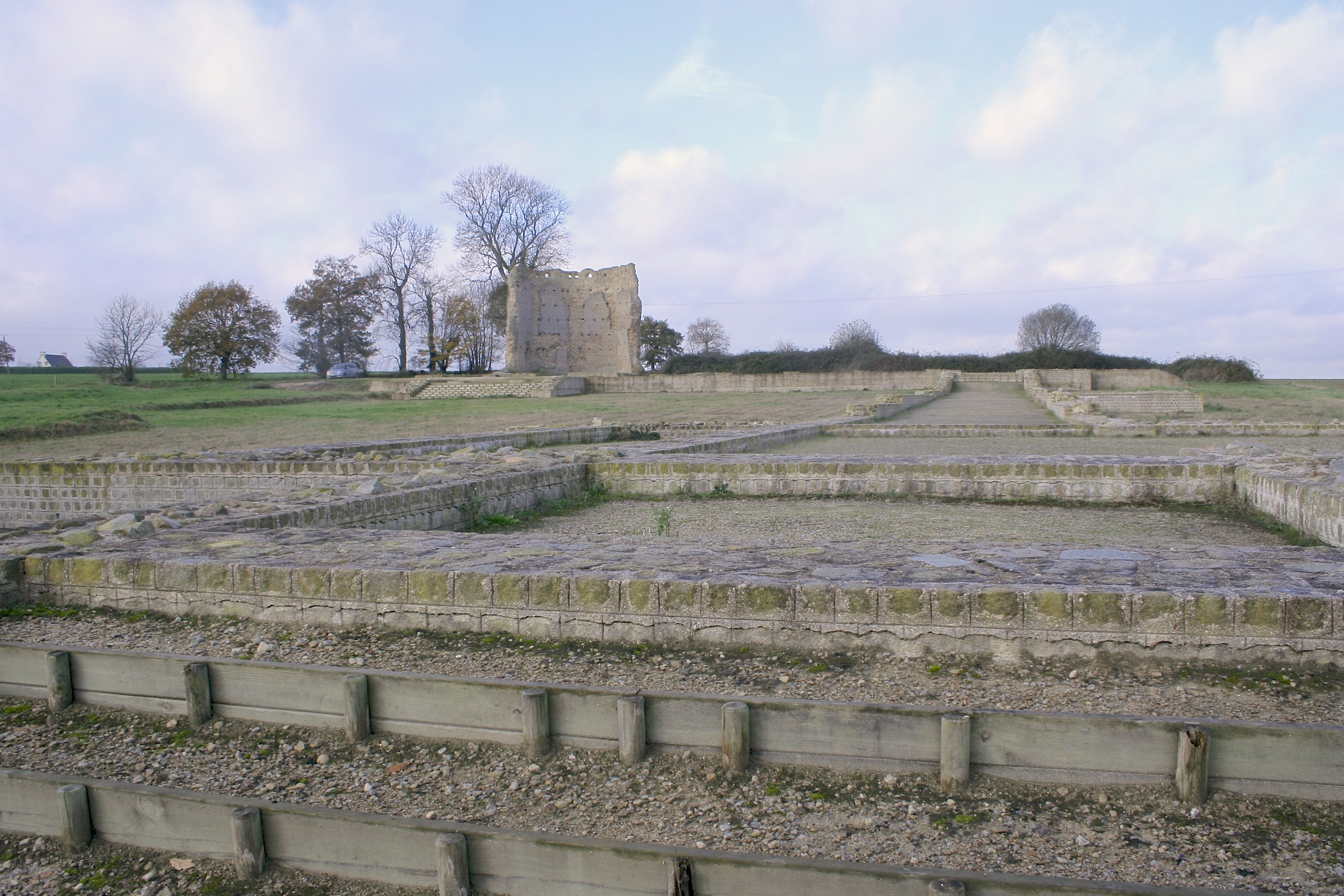
Restes d'un temple dedicat al déu Mart, prop de Corseul
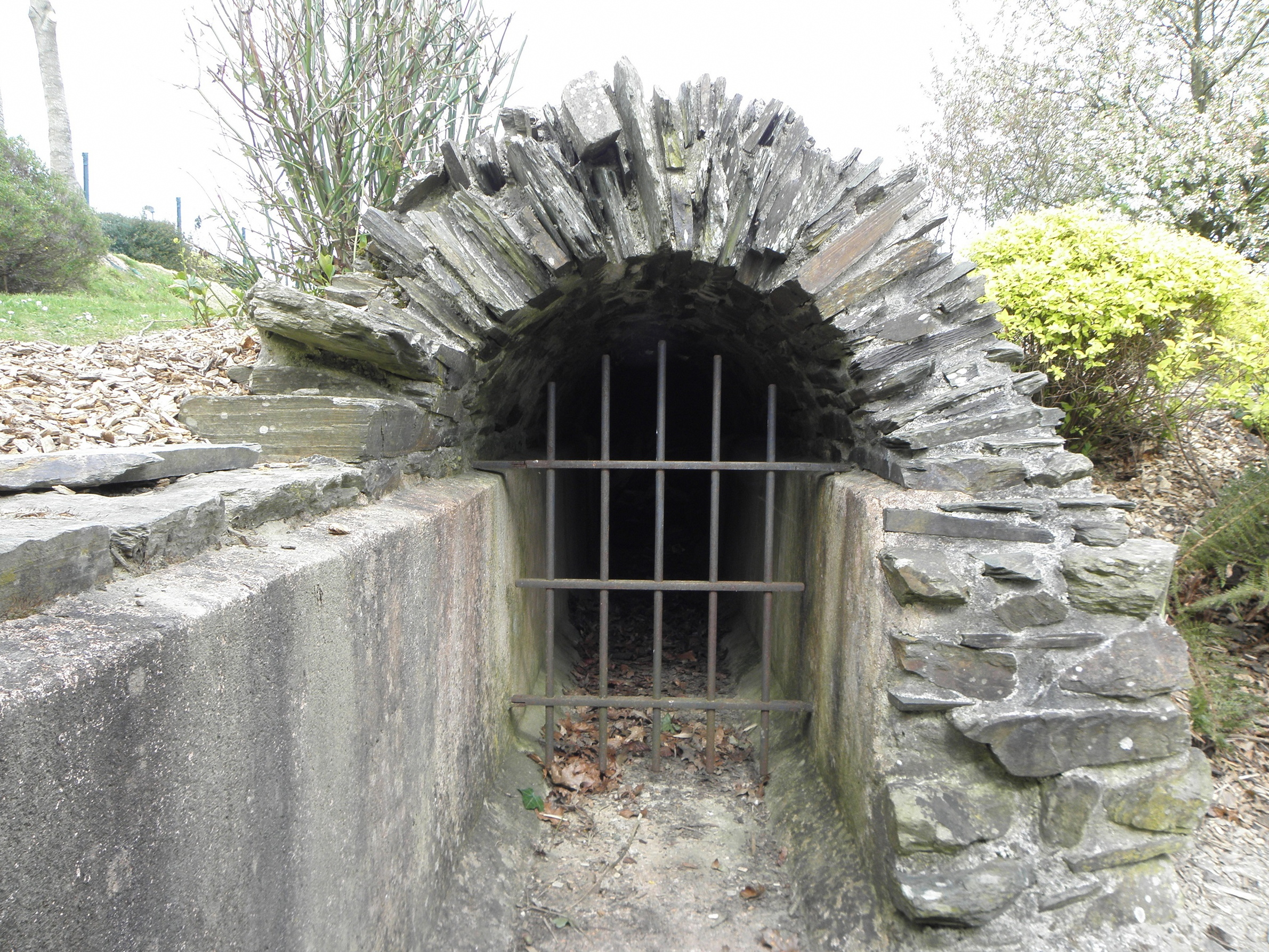
L'aqüeducte romà de Carhaix-Plouguer (Vorgium)

A la costa, la pesca d'estuari i els vivers de peix complementen la pesca amb ham i línia més tradicional. Aquesta activitat permet el desenvolupament de «fàbriques» de salaó, la majoria de les quals es troben entre la badia de Saint-Brieuc i la desembocadura del Blavet, amb el 60% dels trenta llocs catalogats concentrats al voltant de la badia de Douarnenez. A més d'aquesta indústria, les mines es continuen explotant, però la feblesa de la seva producció (ferro, plom, estany, or) limita les seves sortides a una zona regional.

#### L'Armòrica en un món romà en crisi (seglesiii-v)

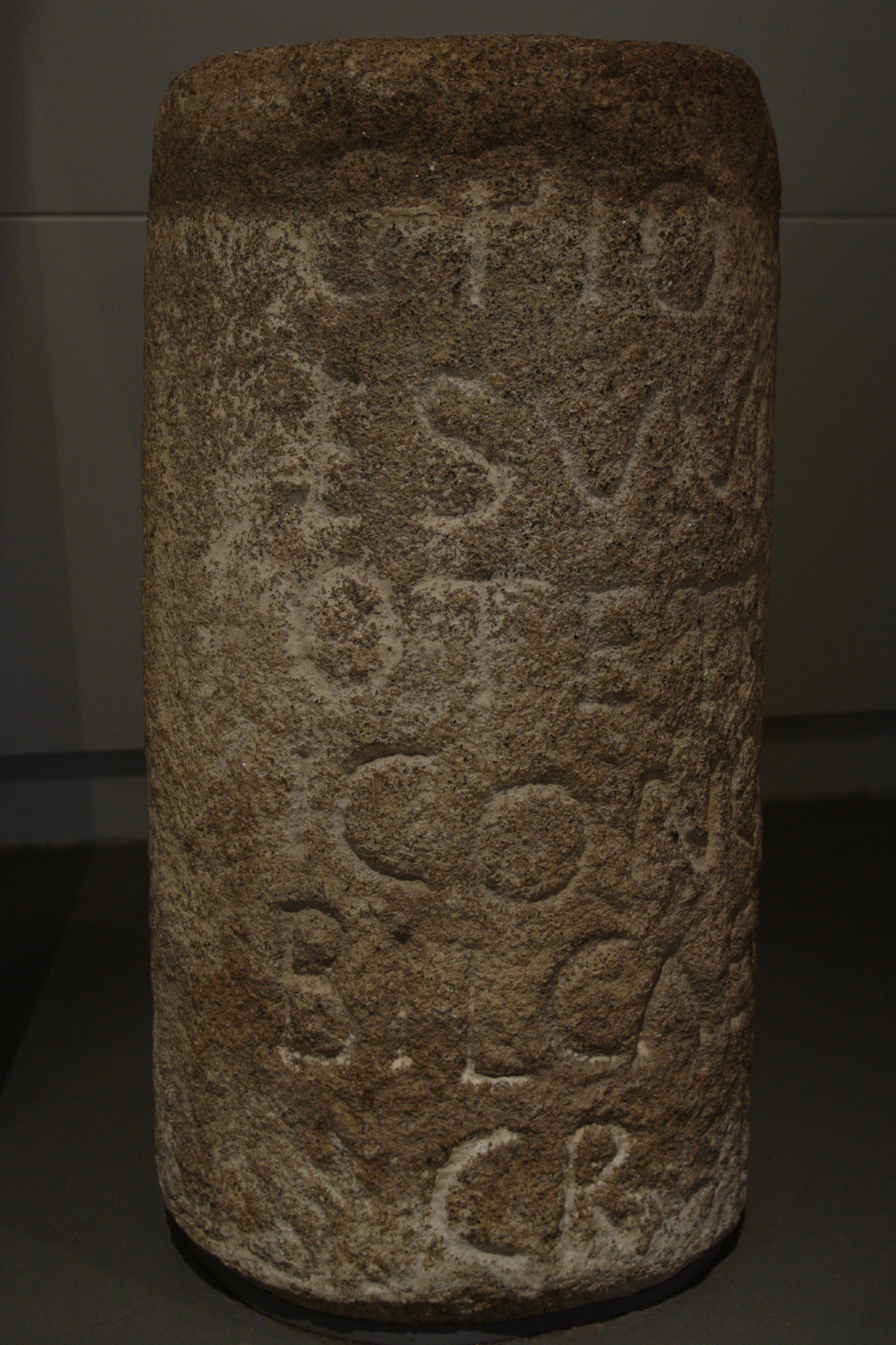
Mil·liari dedicat a l'usurpador Tètric I, de Saint-Gondran

L'adveniment de l'imperi gal l'any 260 situa tota la província d'Armòrica sota el domini de l'usurpador Pòstum. D'aquesta època daten diverses fites que porten el seu nom o el dels seus successors que mostren la fidelitat de la regió al règim dissident. El període està marcat per l'augment de les expedicions de pirates francs al llarg de les zones costaneres i fluvials, la qual cosa condueix a importants enterraments de monedes. La secessió de la província al final l'any 274 no va recuperar la seguretat. Les darreres dècades del segle iii es veu l'abandonament de nombroses vil·les costaneres, amb l'efecte de la retirada dels conreus de cara als boscos i l'aixecament precipitat de murs on, com a Rennes o Vannes, els materials de construcció provenen d'edificis públics. Es tallen les xarxes comercials de llarga distància, la qual cosa té l'efecte d'aturar les indústries de salaó al voltant de 280 tant a Douarnenez com a Crozon; localment, l'encunyació de monedes substitutives, copiant les monedes oficials, permet la continuïtat dels intercanvis comercials a escala més limitada.
L'any 284, l'arribada al poder de l'emperador Dioclecià i l'establiment de la tetrarquia van restablir la seguretat progressivament. Es va construir una xarxa de forts al llarg de les dues ribes del canal de la Mànega, com a Brest, per protegir-se de les incursions dels pictes, escots, frisons o saxons (d'aquí el nom de «Costa saxona» que es dona a aquest dispositiu); al mateix temps es va reorganitzar la xarxa viària per tornar de la costa, passant al nord per Saint-Brieuc, Morlaix, Landerneau i Brest, i passant al sud per Nantes, Vannes, Quimperlé, Quimper i Châteaulin. Els lets francs, pocs en nombre, també estan estacionats en terres abandonades i en fortaleses per tal de defensar Armòrica i combatre qualsevol desembarcament hostil. L'èxit d'aquestes mesures defensives perdura fins al 360, fet que permet un renaixement fràgil de les ciutats, així com la represa dels intercanvis comercials.
La situació de l'Imperi Romà d'Occident torna a empitjorar a partir de mitjans del segle iv. Els germànics van creuar el Rin el 352, seguits pels alamans el 365, i no van ser derrotats fins al 366. A l'altra banda del Canal, Flavi Teodosi el Vell va pacificar la Bretanya insular a partir del 368. És probablement en aquesta època que els primers bretons insulars. són cridats pel poder romà per assegurar la defensa de la costa dels osismes davant les incursions dels escots procedents d'Irlanda. L'any 410, la Bretanya insular va ser definitivament abandonada per Roma, fet que va portar a la constitució de regnes bretons independents al que avui són Gal·les i Cornualla. Armòrica i part de la resta de la Gàl·lia comencen al mateix temps a independitzar-se del poder romà i, havent d'assegurar les seves defenses, probablement atrauen les tribus bretones de la Bretanya insular, continuant així el moviment migratori que ja estava en marxa. La Gàl·lia Occidental va ser breument reconquerida per Roma entre el 417 i el 424, però després d'aquesta data la regió va tornar a ser autònoma. Les tropes d'Armòrica van lluitar, però, sota el comandament romà durant la batalla dels camps catalàunics l'any 451 contra Àtila.

## Dels regnes bretons fins al regne de Bretanya
La comarca canvia de nom cap a mitjans del segle vi, a causa de les migracions dels romano-britans. Autors com Marius d'Avenches, Procopi de Cesarea o Venanci Fortunat designen aquesta franja occidental d'Armòrica amb el nom de Brittania.

### Augment de tensions davant el poder dels francs

#### Reconstrucció d'un poder bretó al continent
Els migrants de tot el Canal van desenvolupar un conjunt d'institucions que es van diferenciar de la resta de la Gàl·lia. Els clans bretons reconstitueixen a Armòrica les solidaritats de clans preexistents a l'illa de Bretanya, amb la clau de la creació de tres regnes més o menys llegendaris: Dumnònia, Cornualla i Broërec, les històries dels quals són poc conegudes per manca de fonts.
L'evangelització del territori comença realment al segle v. País amb un hàbitat dispers, la Bretanya a l'alta edat mitjana ja mostrava un cert encastellament eclesiàstic, que es va consolidar durant la plena edat mitjana amb l'establiment d'una xarxa de parròquies i les seves subdivisions; el seu rastre encara és present en els topònims contemporanis a «Plou-», «Lan-», o «Loc-». Molts monjos formats a Gal·les, sobretot del monestir de Llantwit, recorren el país i hi difonen el cristianisme celta. Va ser entre aquests eclesiàstics immigrants on es va forjar la llegenda dels Set sants fundadors de la Bretanya diversos segles més tard.

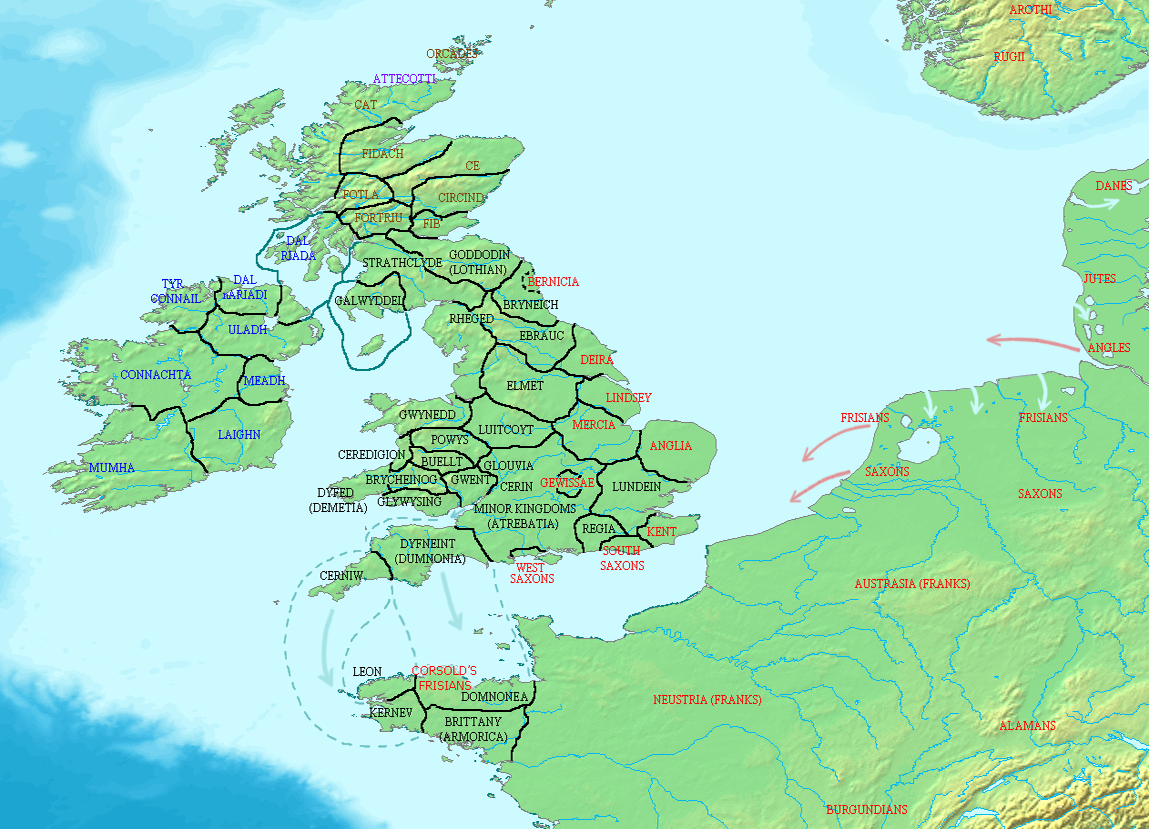
Irlanda i Gran Bretanya, c. 500 dC, aproximadament el període del llegendari rei Artús. Els regnes de britans s'etiqueten en negre, els regnes pictes en marró, els regnes irlandesos en blau i els regnes germànics en vermell
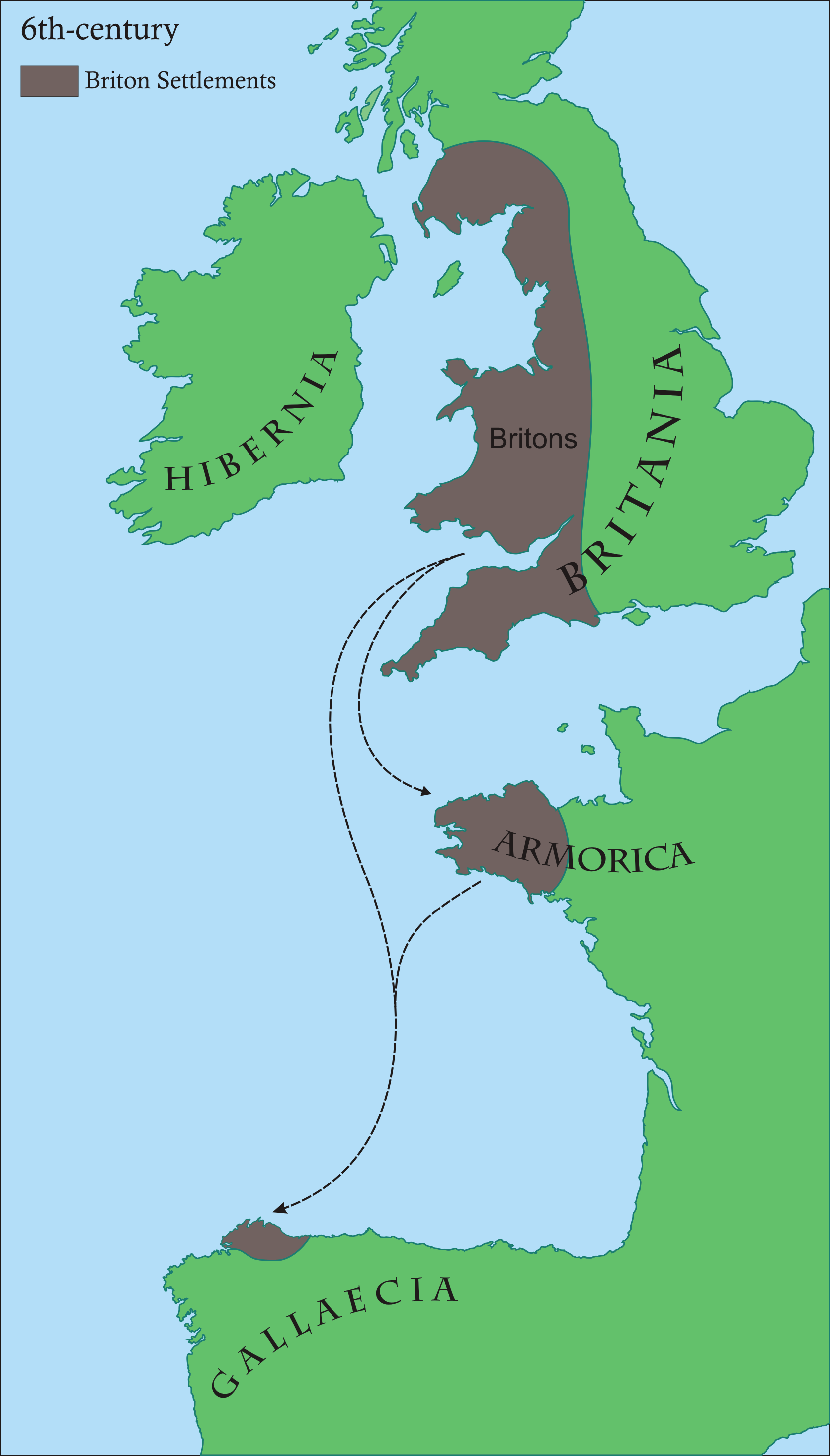
Expansió de la llengua bretona, segle vi

Paral·lelament es va establir la frontera lingüística bretona. La llengua dels nouvinguts, adscrita al grup britònic del sud-oest, es va estendre cap a l'est, fins a les fronteres dels territoris de Rennes i Nantes, donant lloc al bretó antic; més enllà d'una línia que va des de Dol-de-Bretagne fins a Donges, el llatí vulgar continua sent l'única llengua vernacla. Les migracions entre canals van augmentar després de la derrota dels bretons insulars a la batalla de Deorham l'any 577, que va tenir l'efecte de separar les possessions bretones de Gal·les, Cornualla i Devon. Amb aquestes, reflex d'aquestes derrotes, la llegenda artúrica s'estén pel Continent.
Els bretons es troben amb els francs per primera vegada a la segona meitat del segle v mentre aquests es troben en una dinàmica expansió dels seus territoris cap al sud. Les tropes de Khilderic I sembla que van patir una derrota militar contra les tropes combinades d'armoricans i bretons, sobretot gràcies a l'experiència tàctica d'aquests últims, heretada de Roma. El seu fill Clodoveu I també sembla haver patit contratemps a la regió i prefereix negociar amb aquestes poblacions. La recent conversió del rei franc al cristianisme facilita les relacions amb una població la cristianització de la qual és més antiga. És possible que es signés un tractat de pau el 497 o el 510; a canvi de l'abandonament formal del títol de rei per part dels sobirans bretons, gaudeixen d'una independència de facto, sense haver de pagar cap tribut als francs, en un espai que s'estén en el seu límit oriental des de la desembocadura del Couesnon fins a la del Vilaine. Aquests acords permeten una acceleració de les migracions bretones a la Domnonée. Les relacions entre ambdós pobles són pacífiques a la primera meitat del segle vi, i els bretons freqüentant el rei merovingi, com Samsó de Dol que sovint visita la cort de Khildebert I.

#### El poder dels bretons contra el poder dels merovingis
Les relacions entre els bretons i els francs van començar a tensar-se després de la mort de Khildebert I l'any 558. A l'altra banda del Canal, els bretons insulars van patir una sèrie de derrotes contra els regnes anglosaxons. Privats d'aquests suports insulars, els bretons continentals ja no són considerats perillosos pel poder franc. Conomor, un dels comtes dels bretons, s'alia amb el príncep Chramn contra el seu pare Clotari I. Les tropes d'aquest últim envaeixen la Bretanya i maten Conomor. Més tard, va ser el líder dels bretons de vènets, Waroc'h II, qui va reprendre l'ofensiva a la frontera oriental de la Bretanya. Les regions de Rennes i Nantes són regularment l'objectiu de les incursions d'aquest rei. Malgrat diversos tractats de pau, Waroc'h va continuar aquestes operacions a la regió i es va enfrontar a les tropes merovingies. A la dècada del 580, el rei franc Guntram va haver de nomenar Beppolène Dux per assegurar la defensa de les ciutats de Rennes, Nantes i Angers, prefigurant així la creació de la Marca de Bretanya, establertes més tard per la següent dinastia franca. Per manca de fonts, les conseqüències del conflicte són poc conegudes.

Expansió del Regne Franc (481-814)
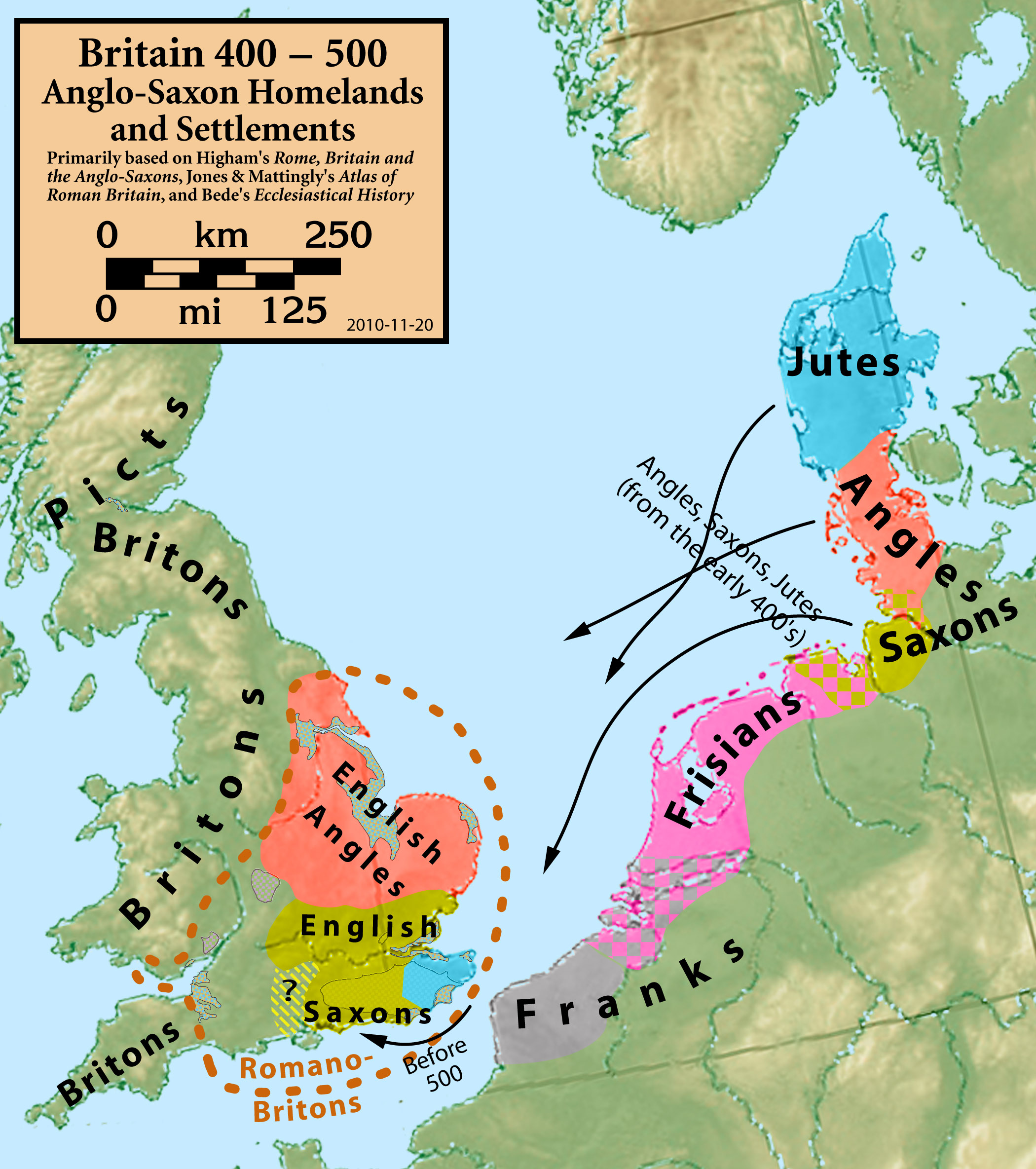
Els primers assentaments anglosaxons a Gran Bretanya (400-500)

L'any 635 va intervenir un tractat de pau entre Judicael i Dagobert I, que va fixar la frontera en una línia que passava per Dol-de-Bretagne, Montauban-de-Bretagne, Guipry, Redon i Saint-Nazaire. La submissió o no de Judicael al poder franc varia segons les fonts de l'època. Els Annales Mettenses priores (687) indiquen que, aprofitant la decadència del poder merovingi, els bretons, així com altres pobles, s'emanciparen del poder reial.

#### Temptatives d'integració al poder dels carolingis
Després del seu accés al poder l'any 751, els carolingis van intentar imposar la seva autoritat a les regions perifèriques. En tres quarts de segle, la Bretanya va viure set invasions més o menys extenses: el 753, 786, 799, 818, 822, 825 i 830, quedant aquesta última en fase de planificació. En no poder presentar un front comú contra aquestes incursions, les tropes bretones van haver d'optar per una actitud defensiva, formada per revoltes esporàdiques i submissió més o menys fingida.
El poder franc estableix un comandament militar al llarg de la frontera oriental en una zona anomenada la Marca de Bretanya. Aquesta zona, documentada des del 778, inclou els comtats de Gwened, Rennes i Nantes. Roland és un dels primers titulars d'aquest comtat. En el procés d'imposar el seu poder a Saxònia, Carlemany va nomenar com a comandants de la Marca membres de la família Widonides. El seu objectiu és trencar les resistències bretones a la regió, amb la clau d'una conquesta total de la Bretanya l'any 799. Malgrat l'èxit d'aquesta, el control franc de la regió és fràgil, fet que provoca una nova intrusió l'any 811. El successor i fill de Carlemany, Lluís el Pietós, trenca amb els hàbits del seu predecessor, i comanda directament dues ofensives contra els bretons, el 818 i el 822. Les tàctiques bèl·liques emprades en les dues ofensives són conegudes gràcies als escrits d'Ermold el Negre: els francs apliquen una política de terra cremada; les tropes bretones utilitzen accions guerrilleres. Sovint atacant de nit, les tropes bretones es tenyien de negre la roba i els escuts, i els genets feien un ús extensiu de les armes de llançament.

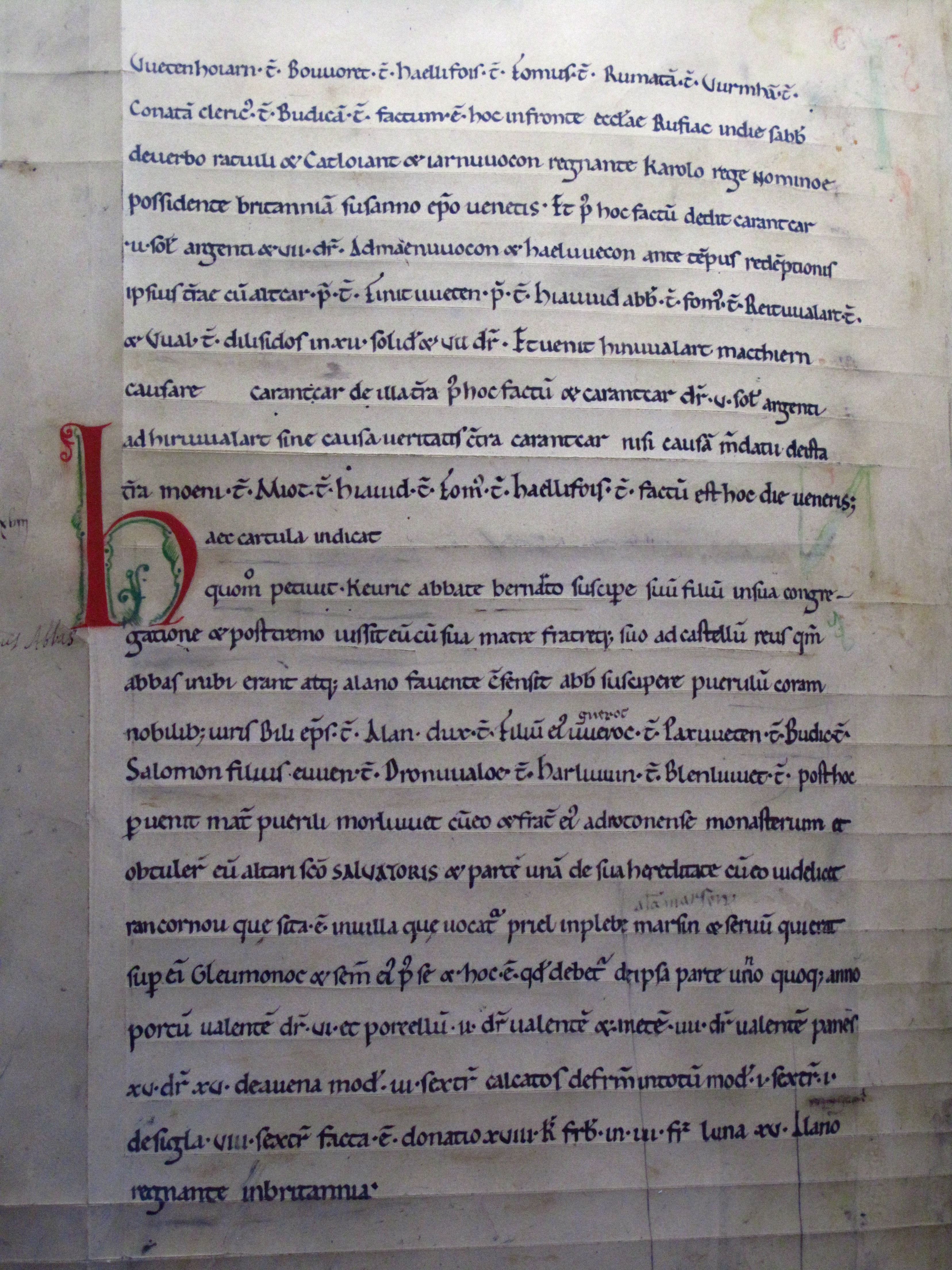
Extracte del cartulari de Redon, que mostra una progressió del sistema judicial franc a Bro Gwened
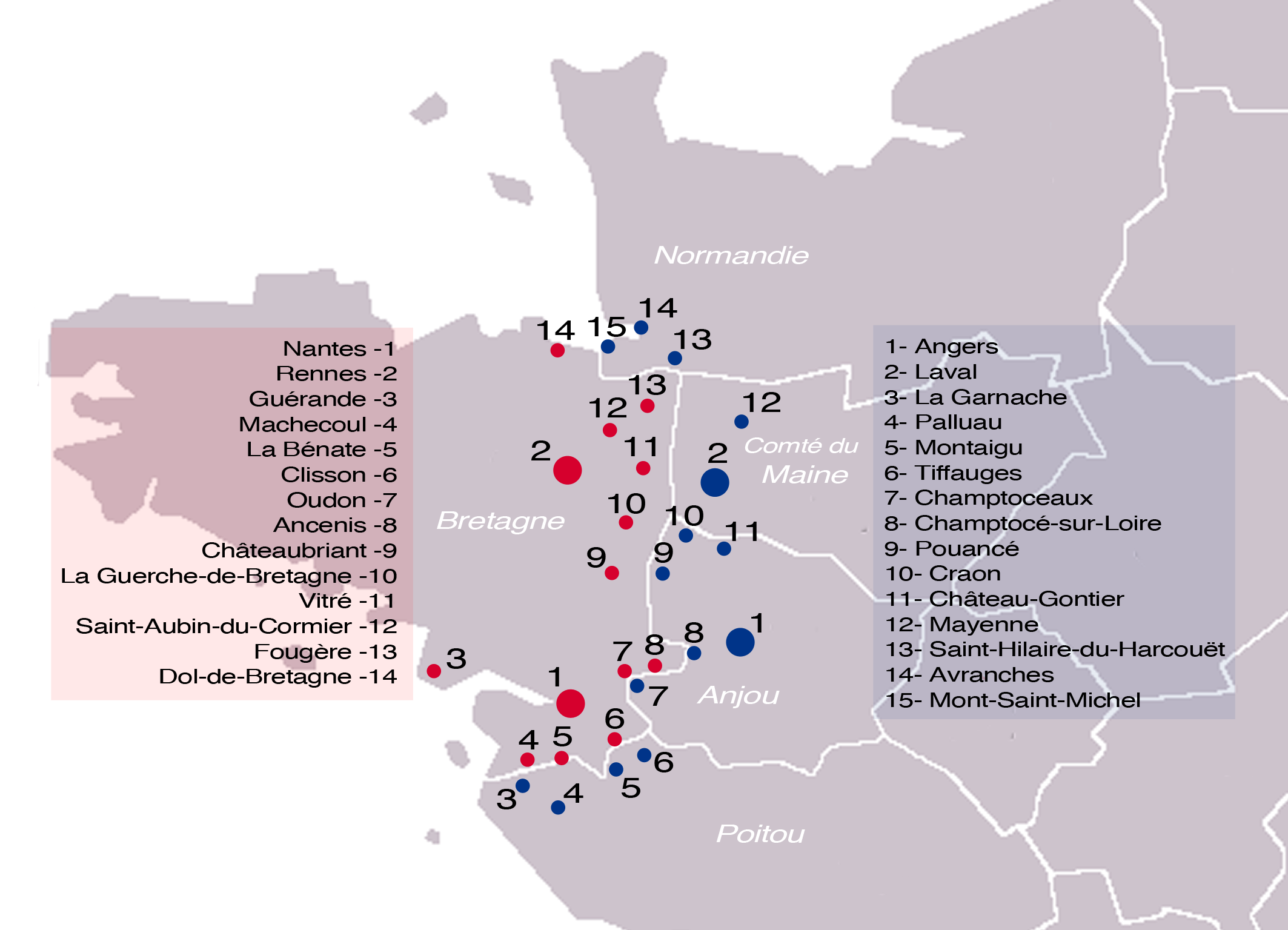
Fortaleses de la Marca de Bretanya

La imposició del poder carolingi implica també una estratègia d'aculturació. Els fragments del cartulari de Redon mostren així des del 799 una progressió del sistema judicial franc, almenys a Bro Gwened. L'any 818, Lluís el Pietós va fer un acord amb l'abadia de Landévennec perquè els monjos abandonessin els seus costums escòtics en favor de la regla de sant Benet, afavorint així la seva integració a l'Església Imperial.

### Intent d'instaurar un regne a la Bretanya

#### La constitució del Regne de Bretanya
La seva autoritat impugnada pels seus fills, Lluís el Pietós va decidir l'any 831 aplicar a Bretanya una política que ja feien servir els seus predecessors en altres regions de l'imperi, és a dir, nomenar un noble local com a representant seu. A Nominoe se li confia així el càrrec de Missus Imperatoris, amb amplis poders en els dominis administratiu, judicial, però també religiós. El poder carolingi va precipitar així el procés d'unificació del poder a la Bretanya. Nominoe va tenir l'oportunitat en els anys següents de demostrar la seva lleialtat al poder carolingi, primer l'any 833 quan Lluís el Pietós va perdre temporalment el poder i els partidaris de Lotari I estaven actius a la regió, després l'any 840 quan el nou rei de Frància Occidental Carles el Calb li demana que se sotmeti al seu poder. Les relacions comencen a agreujar-se quan Carles el Calb nomena Renald d'Herbauges comte de Nantes; Lambert II de Nantes, un altre aspirant a aquest càrrec, aconsegueix aliar-se amb Nominoe contra aquesta decisió. L'any 843 les tropes de Renald ataquen les de Nominoe durant la batalla de Messac; aquest últim es considera aleshores alliberat del seu compromís de fidelitat. L'any 845, Carles el Calb va tornar a Bretanya al capdavant d'un petit exèrcit, pensant que podria sotmetre Nominoe, però va ser derrotat en la batalla de Ballon. L'any 846 es va signar un tractat de pau entre les dues parts.
Les tensions es reactivaren a la primavera del 849. Punt de partida del que de vegades s'anomena «cisma bretó», Nominoe acusa de simonia els bisbes favorables al sobirà franc i els substitueix per clergues favorables a ell. L'any 850, Nominoe va prendre la iniciativa d'un atac militar cap a Angers. L'any següent, Carles el Calb va perdre les ciutats de Rennes i Nantes, fet que va beneficiar Nominoe, però va morir sobtadament el mateix any. El seu fill Erispoe el va succeir i va derrotar les tropes de Carles el Calb durant la batalla de Jengland l'agost de 851. Aquesta campanya va marcar una evolució en la tàctica militar entre els bretons; es van dirigir a l'ofensiva i van acceptar les batalles frontals, en particular utilitzant la seva cavalleria lleugera per trencar les línies franques. El Tractat d'Angers, signat el setembre de 851, confereix a Erispoe el títol de rei, així com la sobirania dels territoris de Rennes, Nantes i Retz.

#### Societat i cultura durant el regnat de Nominoe
Els camperols independents formen el gruix de la societat rural, juntament amb els colons (homes lliures, però lligats a la terra). i conviuen els esclaus. Les dones disposen lliurement dels seus béns, ja siguin d'una herència familiar o d'un regal del marit. Els machtierns (caps locals) regeixen les parròquies; aquesta funció hereditària afecta els àmbits judicial i fiscal, i també es refereix a la gestió del terreny deshabitat. Tanmateix, els prínceps bretons volen reduir l'autonomia d'aquests caps instaurant una administració de tipus carolingi, i a partir del regnat de Salomó de Bretanya del 857 al 874 aquests tendeixen a desaparèixer. La mortalitat infantil és elevada, fet que no impedeix que alguns arribin a una edat força elevada (traces de reumatisme als esquelets), i l'alçada mitjana ronda els 1,68 m els homes, i els 1,56 m les dones.
L'agricultura té alguns trets característics. Es conreen principalment tres cereals: blat, sègol i civada. La cultura d'aquest últim està probablement lligada a l'ascens de la cavalleria a l'exèrcit bretó. Els rendiments es mantenen baixos, entre 3 i 3,5 hectolitres de gra per hectàrea. La cria de bestiar porcí és una activitat complementària essencial, i es practica en zones ermes, landes i boscos. La viticultura es practica al voltant del golf de Morbihan, a l'estuari del Rance, i a les conques de Rennes i Nantes. La collita de la sal també està experimentant un nou auge a les costes de Vannes i a banda i banda de la desembocadura del Loira. En aquella època es van desbrossar molts terrenys, i la landa va ser un dels espais dominants amb el desenvolupament de l'apicultura, una activitat ja antiga. La pesca es practica amb xarxes o hams, però també l'explotació pesquera al llarg dels rius.

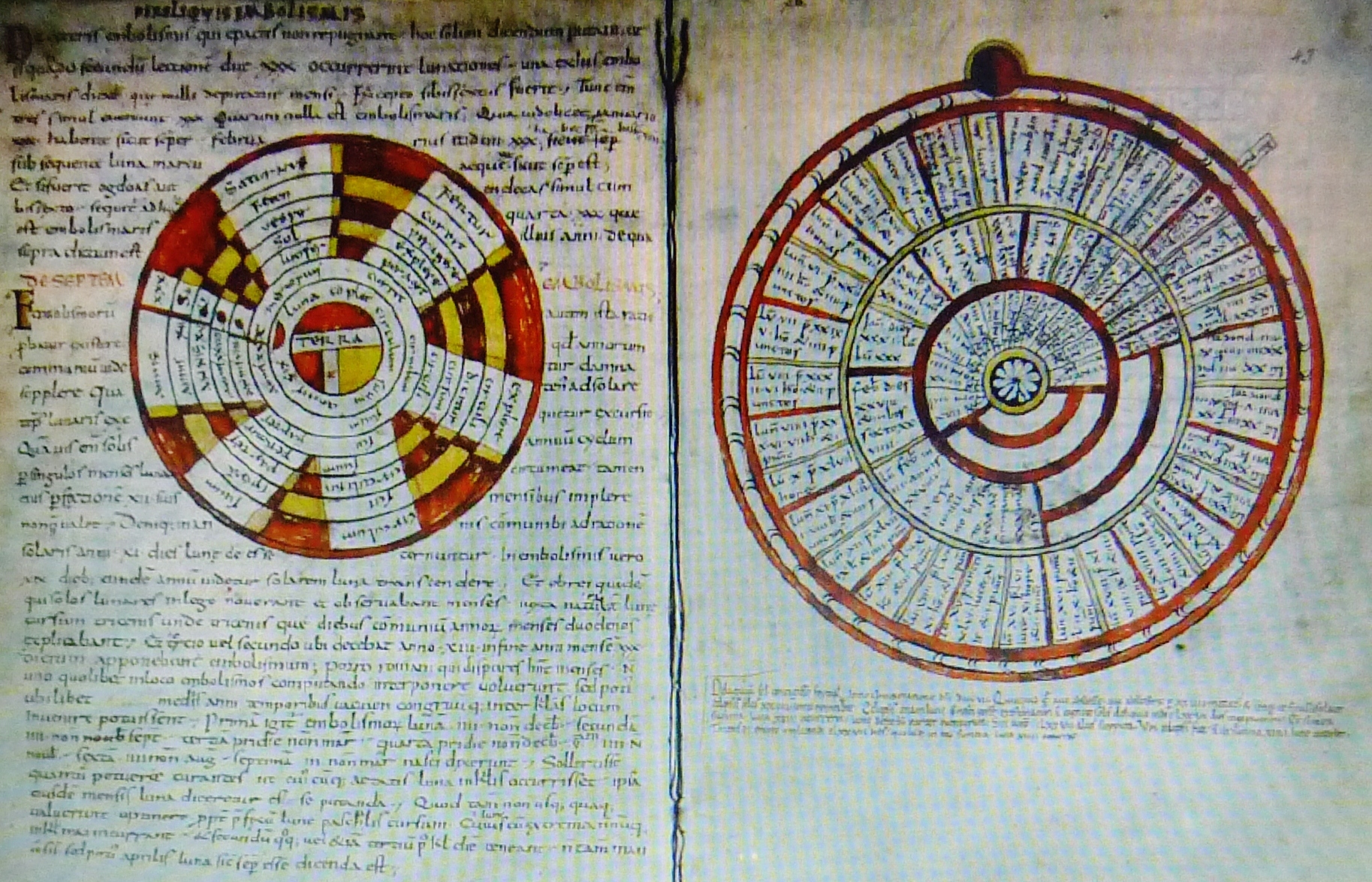
Col·lecció d'astronomia i àlgebra escrita l'any 897 pels monjos de l'abadia de Landévennec. Biblioteca Municipal d'Angers
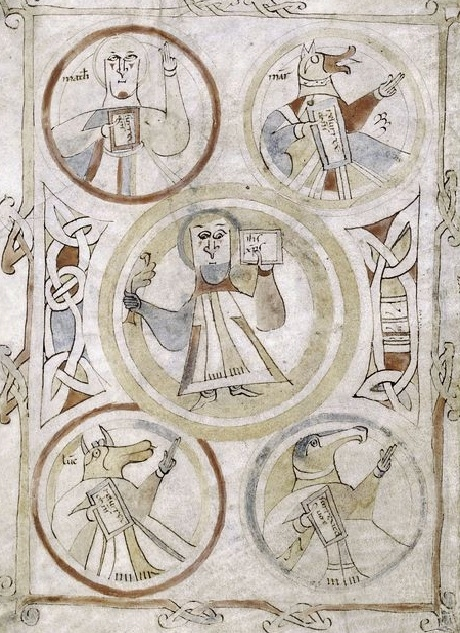
Representacions antropozoomorfes dels quatre apòstols. Evangelis de Landévennec, c. 900. Biblioteca Bodleiana, Oxford

La cultura evoluciona segons el poder dominant. La llengua bretona esdevé la llengua dels dominants, encara que l'extensió cap a l'est fa que només sigui parlada per una minoria de la població. La francització dels sobirans només es produeix cap als segles xi i xii. La producció cultural coneix una notable progressió, sota la influència del renaixement carolingi però també en relació amb les illes de Gran Bretanya i Irlanda. El context social és favorable, laics poderosos podent mantenir bards professionals. El poble és aficionat al teatre i als grans poemes heroics. Els grans monestirs de l'època (Landévennec, Léhon, Alet, Redon) van produir hagiografies, però també llibres litúrgics, amb il·luminació d'estil propi de l'ús celta.
El fet religiós coneix algunes evolucions. Les esglésies es construeixen en fusta, canyís i argamassa fins a mitjans del segle x, deixant pocs rastres arqueològics. Els llocs pagans (fonts, manantials, arbres...) es cristianitzen progressivament i s'associen a un sant determinat. Molts monestirs segueixen encara l'ús escocès fins que la reforma benedictina es va consolidar al segle ix. Els sacerdots són majoritàriament cultes. Sabent llegir i escriure llatí, sovint són consultats a les parròquies abans de prendre una decisió. Sovint estan casats, aquesta responsabilitat fins i tot es pot transmetre dins la mateixa família. A poc a poc l'Església bretona es va alliberar de la dominació franca. Així, els bisbes favorables als carolingis van ser substituïts l'any 848 per bisbes bretons, i Salomó va erigir una arxidiòcesi en Dol per tal d'extreure l'església bretona de l'arxidiòcesi de Tours, però sense el reconeixement del papat.

#### Consolidació i decadència del nou regne
El Regne de Bretanya va viure la seva màxima extensió sota el regnat del rei Salomó. Va arribar al poder l'any 857 assassinant el seu predecessor i cosí Erispoë, i va heretar un regne en el qual s'havien instal·lat els víkings, fent una aliança amb alguns d'ells, així com amb Lluís, fill de Carles el Calb, mantenint un clima de guerra civil a l'oest de Frància Occidental. Això obliga Carles el Calb a concedir pel Tractat d'Entrammes de 863 una regió entre els rius Sarthe i Mayenne, després pel Tractat de Compiègne de 867 una regió que inclou el Cotentin, probablement Avranchin, així com les illes de La Mànega. Amb aquesta extensió cap a l'est, la regió va experimentar una major integració en el món carolingi, així com un augment de la influència franca de les seves elits. L'amenaça escandinava estava frenada de moment, ja fosi militarment o mitjançant una sèrie d'acords.
La monarquia bretona va viure una crisi després de l'assassinat de Salomó el 874. Els seus assassins, Gurwant i Pascweten, aleshores els seus fills, van compartir el regne. Contracten mercenaris per a lluitar contra els víkings, que cada cop infesten més la regió. Davant les seves incursions imprevisibles, la cavalleria bretona era poc adequada; les elits prefereixen conviure amb aquesta amenaça en lloc de combatre-la, la qual cosa provoca la fugida de la població. El regnat d'Alan I el Gran del 890 al 907 va portar temporalment la pau al regne, però la sobirania sobre Cotentin, Mayenne i Anjou ja era només teòrica.

Extensió màxima del Regne de Bretanya
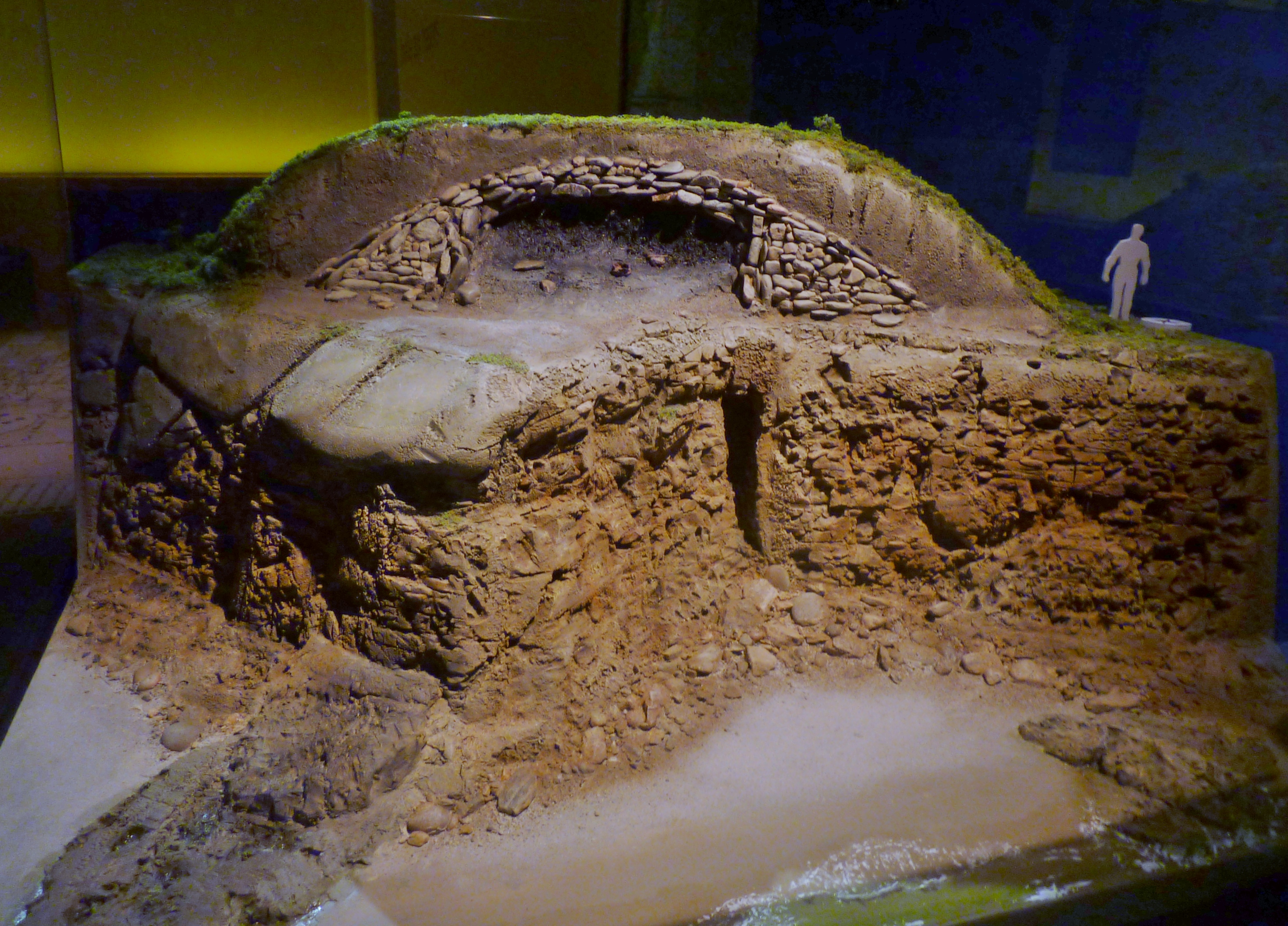
El vaixell funerari víking descobert a Groix el 1906 testimonia el desig d'assentament territorial dels escandinaus a la península armoricana (fotografia d'una reconstrucció)

A la seva mort, l'amenaça provocada pels homes del nord va arribar al seu punt màxim els anys 907 i 937. En aquest període es va produir un procés de colonització (principalment a la vall del Loira), amb expropiació i imposició de les poblacions. Es produeix un procés d'emergència d'un poder polític víking comparable en la seva forma al que es podia observar llavors a Normandia; no es va aconseguir, per manca de la presència d'un líder capaç d'unir les diferents bandes rivals.
El restabliment d'un poder bretó només intervé amb l'aparició d'Alan II Barbitorte com a cap, derrotant els víkings en la batalla de Trans l'any 939. Tanmateix la península continua profundament marcada per aquest període. L'emigració de caps i monjos (i amb ells el trasllat de relíquies) va tenir l'efecte de trastocar les estructures de poder, encara que aquestes sortides fossin molt sovint temporals. L'aparició al final d'aquest període de Nantes i Rennes com a capitals té com a efecte marginar la Bretanya occidental de la política de la península. Aquest desenvolupament es veu amplificat per la ruptura de les relacions marítimes entre Bretanya i l'illa de Bretanya provocada pels víkings, aïllant aquest món britànic de les seves bases continentals.

## Un ducat que persegueix una política d'independència

### Un ducat sota dominacions estrangeres

#### Evolucions socials posteriors a l'any 1000

##### Recomposició de diferents poders
L'escalfament global de l'any 1000 obre un període que afavoreix el desbrossament, provocant una ampliació dels camps de cereals, fins al segle xiii. L'augment de la població, notable a partir del segle viii, va experimentar un màxim de creixement a partir de l'any mil. Aquests canvis porten a la creació de nous nuclis, el desmembrament d'antigues parròquies, així com l'aparició d'un paisatge compost de bocage durant els segles xi i xii. Davant els sòls pobres i l'absència de fertilitzants suficients, es desenvolupen la crema i la rotació de cultius. Els erms aporten diversos recursos, com llenya, caça o fruits silvestres. De la població de colons i esclaus del període anterior sorgeixen a la segona meitat del segle xi els primers serfs, ara lligats a una terra i no a un mestre. Els alouters continuen podent explotar les seves terres i al segle xi els més rics d'ells aconsegueixen ascendir als rangs més baixos d'una cavalleria emergent.

Castell de mota i pati de Dinan («DINANTES»). Tapís de Bayeux
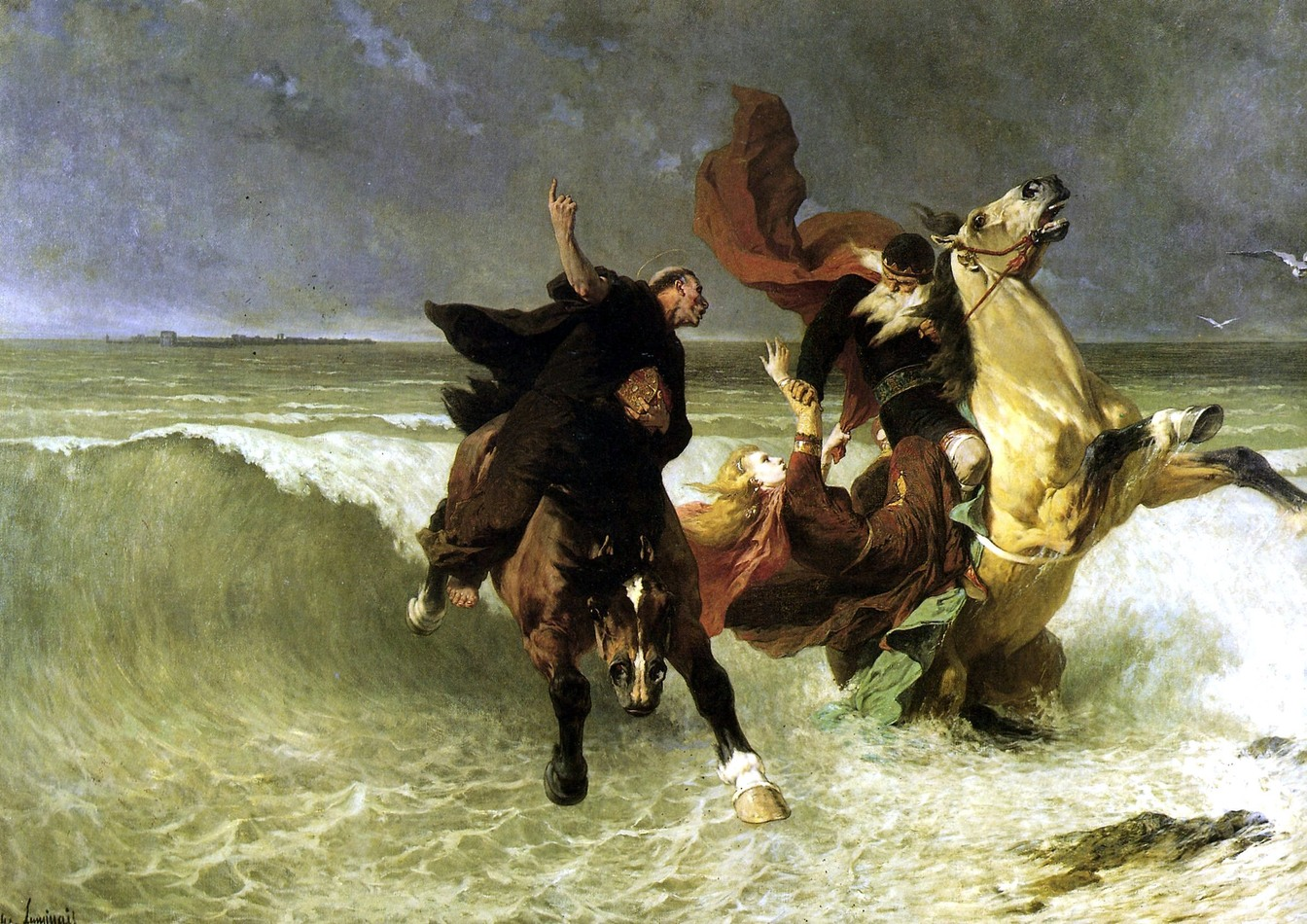
La fugida del rei Gradlon, d'Évariste-Vital Luminais. L'Alta Edat Mitjana va veure un fenomen de represa de les llegendes fundacionals: va començar una nova era, on els pobles van reinventar un passat

S'estableix un sistema feudal, del qual només alguns trets vinculats a la terra (quévaise) són propis de la Bretanya. Aquest poder senyorial es concreta localment amb l'aparició de castells de mota i pati, sobretot al nord de la regió cap a l'any mil; castells fortificats de pedra apareixen cap a finals del segle xi i durant el segle xii, els mantenia una aristocràcia més moderada. Aquesta última s'estableix a nivell regional, sobretot a partir de la terra dels estrats més baixos i dels drets dels més alts. Aquest procés en marxa als segles x i xi portarà al segle xii a l'establiment de set comtats principals i un debilitament del poder ducal.
L'Església bretona va evolucionar arran de la reforma gregoriana a partir de l'any 1050. Una part del clergat, des dels bisbes fins al baix clergat, estava format llavors per homes casats i els seus càrrecs eclesiàstics eren propietat privada, creant dinasties hereditàries i religioses; el darrer bisbe hereditari de Quimper va morir el 1113 i els darrers sacerdots casats van morir durant els segles xii i xiii. La propietat de l'Església també va passar a ser propietat de laics i les restitucions es van produir principalment als segles xi i xii, principalment en benefici de les ordres regulars. El monaquisme va renéixer després de la marxa dels víkings, sobretot gràcies als monjos que venien de la vall del Loira. Es van fundar o restaurar disset abadies durant el segle xi. La creació de nous ordres comporta l'obertura de noves abadies i es creen, així, vint-i-set al segle xii.

##### Diferents dinàmiques socioculturals

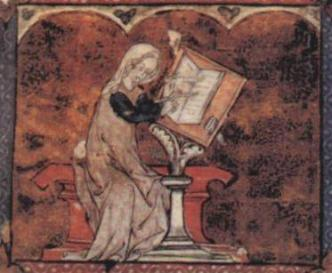
Marie de France va traduir dotze lais bretons a la dècada del 1170, donant-los visibilitat. Biblioteca de l'Arsenal, c. 1285-1292

Un entramat urbà d'una seixantena de poblacions cobreix el ducat. Als nuclis ja presents al començament de l'època s'hi afegeixen poblacions construïdes al voltant d'un centre religiós (Redon, Quimperlé, Sant-Maloù), o al voltant d'un castell (una quarantena entre els segles x i xii). En aquests, sorgeix una burgesia, que aconsegueix obtenir a partir del segle xiii un cert nombre de privilegis, sense que, tanmateix, poguessin ser escollits per a dirigir una ciutat; les ciutats continuaven sent dirigides per senyors (a finals del segle xiii, els duc controlaven 21 ciutats, els grans barons 28, els bisbes 5 , i la resta eren gestionades per co-senyors laics i religiosos). El desenvolupament comercial és notable. Una gran flota marítima certificada des de 1224 exporta vi, sal i lli. Aquestes activitats van atreure prestadors estrangers, jueus (sobretot a Nantes i Guérande) fins a la seva expulsió el 1239, i després italians.
Culturalment, les elits es van fent més franceses i el bretó mitjà s'instal·la darrere d'una línia que uneix Dinan amb Brière. Apareixen diferents literatures. Étienne de Fougères, en el registre bretó-romà, va escriure el  Livre des Manières (Llibre dels costums) i La Chanson d'Aquin (La cançó d'Aquin); Marbode o Guillaume de Rennes s'expressen en el registre bretó-llatí. La Matèria de Bretanya està de moda a les corts d'Europa i el lai bretó coneix el seu apogeu entre finals del segle xi i principis del segle xii, quan l'emigració bretona va arribar al màxim al regne de França. En arquitectura, l'art romànic es va consolidar cap a principis del segle xi.

#### Dominacions successives de les Cases de Nantes, de Rennes i de Cornualla
Al final del període anterior s'inicia un període dominat per la casa de Nantes, que s'estén del 937 al 988. Alain Barbetorte, cap de la casa de Nantes i de la casa de Cornualla, pren el poder a la regió, però només reclama el títol de duc de Bretanya. No obstant això, ha de tractar amb la casa de Rennes que controla el nord de la península. En aquesta lluita entre la casa de Nantes i la de Rennes s'acaba imposant aquesta última. A la mort de Barbetorte, el 952, es va produir un període d'inestabilitat i, a partir del 979, Conan I de Bretanya (de la casa de Rennes) va poder presentar-se com a duc de Bretanya, abans de fer-se càrrec del comtat de Nantes el 988 (però sense adquirir-se la de Cornualla).
Durant el període de dominació de la casa de Rennes, que es va estendre del 988 al 1066, la regió va estar marcada per un període de lluites incessants entre el poder ducal d'una banda i els poders senyorials de l'altra. El domini ducal que s'estén per les regions de Rennes, Vannes i Nantes és llavors el més important de la regió. Els comtats de Tréguier, Léon, Cornualla, Porhoët (aquest últim controlat pels Rohan), es troben fora del domini ducal. El comtat de Penthièvre va passar sota el control d'una branca més jove de la casa ducal l'any 1035 i a partir d'aquesta data es va convertir en un nou focus de dissidència dins del ducat.
La casa de Cornualla es va imposar al capdavant del ducat del 1066 al 1166. Alan IV, que va regnar del 1084 al 1112, va ser l'últim duc bretó i el seu fill, Conan III, es va fer famós per la seva lluita contra els grans senyors de la península. Durant tot aquest darrer període, així com els anteriors, els ducs bretons van tenir poques relacions amb el regne de França, però depenen, en canvi, dels normands i després dels Plantagenet. Els cavallers bretons van participar així a la conquesta d'Anglaterra a partir del 1066 per part de Guillem el Conqueridor, representant fins a un terç del seu exèrcit, i rebent a canvi feus que representaven aproximadament una vintena part del país (com Alan el Roig que va recuperar el comtat de Richmond). Els cavallers també van participar en la Primera Croada a partir de 1096, començant pel duc Alan IV.

#### Sota el control dels Plantagenet

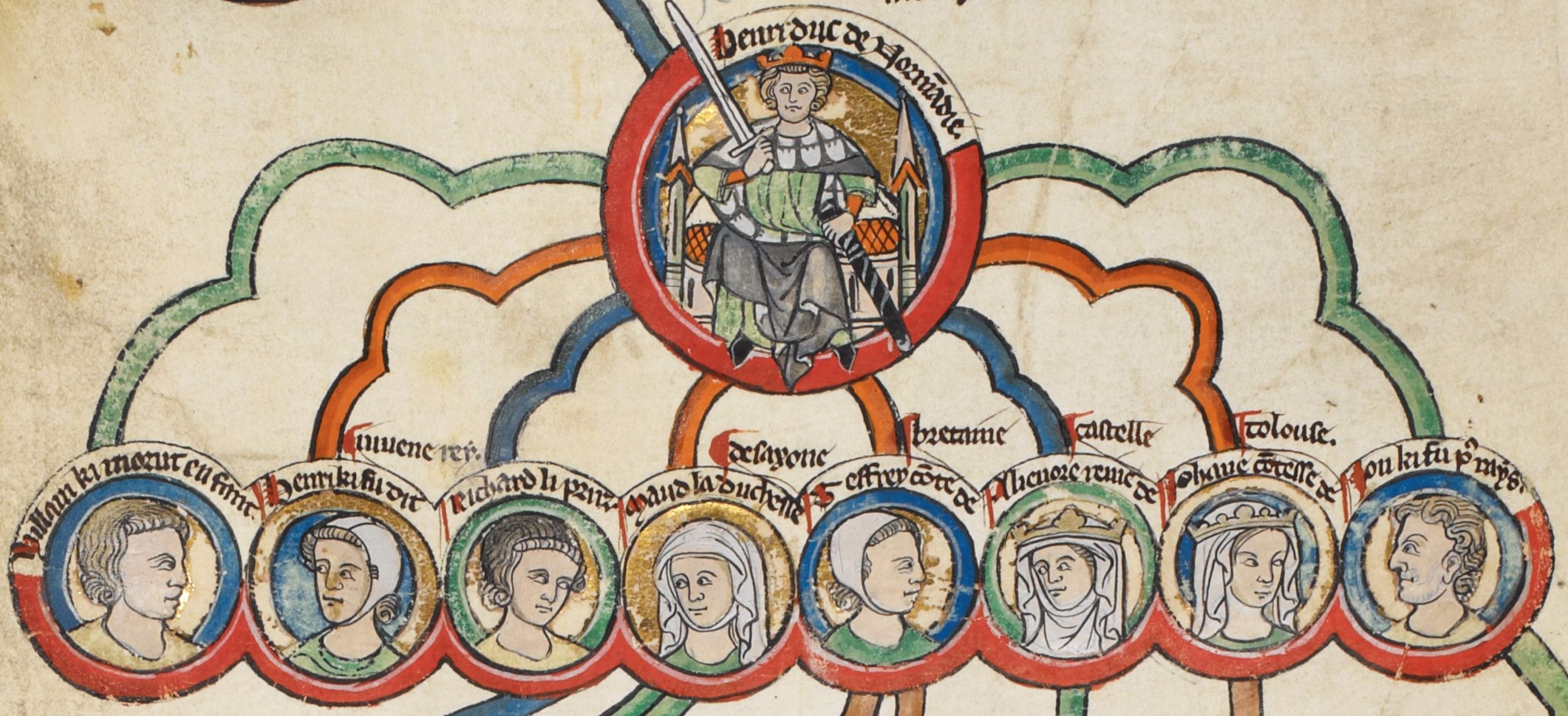
Enric II i els seus fills: Guillem, Enric el Jove, Ricard Cor de Lleó, Matilde, Geoffroi, Elionor, Joana i Joan sense Terra. Rotlle genealògic dels reis d'Anglaterra, British Library, c. 1300-1308

Els Plantagenet van aparèixer a la Bretanya gràcies a una crisi de successió que es va produir a la mort de Conan III el 1148, que va negar el seu fill Hoel al seu llit de mort. Aquest últim va tenir temps d'apoderar-se del comtat de Nantes, però el va perdre davant Jofré Plantagenet, comte de Maine i Anjou, el 1156. A la mort de Jofré Plantagenet el 1158, el seu germà Enric II Plantagenet va recuperar el comtat de Nantes i es proposa conquerir tota la Bretanya. Conan IV de Bretanya, que va heretar el ducat de Conan III, va ser obligat per Enric II Plantagenet a casar la seva filla Constança amb el fill del sobirà Jofré Plantagenet. Reivindicant la jove edat dels promesos, Enric II d'Anglaterra va exercir el seu poder real a partir del 1166 (la Bretanya va ser per primera vegada efectivament governada per un sobirà estranger), i el 1169 va obligar Lluís VII de França a reconèixer la seva preeminència a Bretanya. Va haver d'enfrontar-se diverses vegades a la revolta dels senyors locals, però va aconseguir dominar-la derrotant-los militarment, o casant cavallers normands amb riques hereves bretones. El sistema implantat per Enric II amb prou feines va sobreviure a la seva mort el 1189.
Artur I de Bretanya, que havia d'heretar el ducat de Bretanya, però també la corona d'Anglaterra després de la mort de Ricard Cor de Lleó el 1199, va ser assassinat el 1203 pel germà de Ricard, Joan sense Terra, que va intentar recuperar la corona anglesa. És llavors Alix de Thouars, la filla que Constança de Bretanya va tenir amb Guiu de Thouars després d'un nou matrimoni, qui hereta. Massa jove per exercir el poder, va ser el seu pare qui va assegurar la regència fins al seu matrimoni amb Pere de Dreux, establint una nova dinastia a Bretanya.
Els Plantagenet són a l'origen de diversos avenços a la Bretanya, sent els creadors d'un autèntic poder ducal, basat en una cancelleria amb personal propi, així com en un poder administratiu basat localment en vuit senescals revocables. Es comença a codificar una llei escrita, essent la més antiga l'Assise du comte Geoffroy que va introduir el 1185 el dret de primogenitura al ducat, posant així fi a la fragmentació dels feus. Econòmicament, aquest període de pau va afavorir el desenvolupament de la flota marítima bretona. Aquest mateix text especifica que la Bretanya tenia llavors nou baronies: Ancenis, Penthièvre, Châteaubriant, Fougères, La Roche-Bernard, Pontchâteau, Léon, Retz, Rohan i Vitré. Però a causa dels matrimonis que es produïren, les baronies de La Roche-Bernard i Vitré passaren a la casa de Laval i la de Pontchâteau s'uní a la de Léon, mentre que les de Fougères i Penthièvre es fusionaven en el domini ducal. Al segle xiv es van crear altres baronies: Derval, Malestroit, Quintin sota el regnat de Pere II, després les d'Avaugour i Lanvaux, portant el seu nombre de nou a nou.

#### Sota el control dels Capets
Quan Guiu de Thouars va ascendir al rang de baillistre (regent) de Bretanya el 1203, va intentar inicialment reivindicar la independència del ducat, però el 1206 el rei francès Felip August va tornar a la regió amb un exèrcit per fer valer la seva autoritat. Va forçar l'hereva ducal Alix de Thouars a casar-se amb un príncep capet Pere de Dreux. Aquest últim es va mantenir lleial al rei francès, participant en diverses operacions militars els anys següents, com la croada albigesa. Les relacions van començar a deteriorar-se durant la regència de Blanca de Castella, i Pere de Dreux va participar en quatre revoltes contra ella entre 1227 i 1234. Amb l'ascens de Joan I de Bretanya com a cap del ducat el 1221, s'inicia a Bretanya un període de pau, per una submissió indefectible al regne de França, que s'estén fins a la seva mort en 1286; Aquesta política va ser continuada posteriorment pels seus successors fins al duc Joan III, que va morir el 1341.
El domini ducal coneix un període de creixement, en detriment de les possessions dels altres poderosos del ducat. El 1222, el comtat de Penthièvre es va unir al domini, després altres senyors en deute amb el duc van haver de cedir Dinan, Morlaix i fins i tot Brest. Es continua implantant una administració eficient, sovint copiada al model reial al llarg del segle xiii, tant és així que a la seva mort l'any 1305 el duc Joan II de Bretanya va llegar de 166.000 lliures torneses, una suma considerable per a l'època. El ducat va ser ascendit al rang de duché-pairie l'any 1297, la qual cosa va reforçar el control del rei de França imposant un cert nombre d'obligacions al duc.
La influència francesa continua penetrant al ducat per altres mitjans. Com que la regió no té universitat, els estudiants bretons estan obligats a anar als de París, Angers o Orleans. Després tornen imbuïts d'una nova cultura que després s'estén per tot el ducat. El primer compendi jurídic bretó, La Très Ancienne Coutume de Bretagne, es va redactar entre 1312 a 1325 segons un model més parisenc que local.

### La Guerra de Successió de la Bretanya
El Ducat de Bretanya es troba compromès en la Guerra dels Cent Anys quan el duc Joan III mor sense hereu el 1341. Dos pretendents s'oposen a succeir-lo: el germanastre del difunt, Joan de Montfort, i la seva neboda, Joana de Penthièvre. El bàndol de Montfort va obtenir el suport del rei Eduard III d'Anglaterra, mentre que el de la Penthièvre va obtenir el del rei Felip VI de França; els dos reis estaven en conflicte obert des del 1337. El ducat representava aleshores una regió estratègica els primers anys de la Guerra dels Cent Anys. El bàndol francès va veure una oportunitat per recuperar recursos en homes, vaixells i subministraments, mentre que el bàndol anglès va veure la possibilitat d'assegurar la ruta marítima fins a les seves possessions de Bordeus i Gascunya. La guerra civil que s'obre fa reviure una antiga oposició política, cultural i lingüística, amb la Baixa Bretanya recolzant en general el bàndol dels Montfort, mentre que l'Alta Bretanya s'alinea amb els Penthièvre (i amb ells, els bloisistes, a través del marit de Joana de Penthièvre).

La primera fase del conflicte va durar de 1341 a 1343. Joan de Montfort va ser fet presoner per les forces franceses el desembre de 1341 i va ser la seva esposa Joana de Flandes qui, el juny de 1342, al final del setge d'Hennebont, va gestionar per assegurar un desembarcament de tropes angleses a la regió. La situació militar es va aturar (cap dels dos bàndols volien participar en una batalla oberta que pogués ser decisiva), i la treva de Malestroit va ser signada el 19 de gener de 1343 a la capella de la Madeleine de Malestroit per Eduard III d'Anglaterra i Felip VI de França.

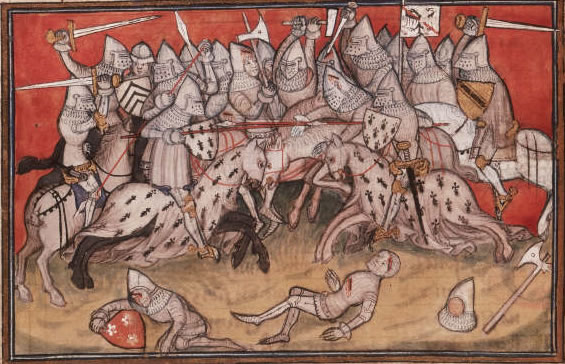
La batalla d'Auray va posar fi a la segona fase de la Guerra de Successió Bretona el setembre de 1364. Cançó de Bertrand du Guesclin, c. 1380-1392, British Library

Una segona fase, de menor intensitat, es va estendre del 1345 al 1364. Joan de Montfort va trencar la treva el 1345 per anar a Anglaterra a buscar reforços al rei Eduard III d'Anglaterra, però va morir el setembre del mateix any durant un setge davant de Quimper. Al mateix temps, la seva esposa Joana de Flandes es va tornar boja i el seu fill encara era massa petit per succeir-lo. Pel bàndol dels bloisistes, Carles de Blois va ser fet presoner el 1347 durant la batalla de La Roche-Derrien i va ser tancat durant nou anys a la Torre de Londres. Els aliats anglesos dels Montfort van haver de limitar la seva despesa militar en aquell moment, mentre que la major part de la lluita contra els francesos es va desenvolupar en altres fronts. Les tropes angleses cometen un cert nombre d'abusos durant el període i rescaten les ciutats al voltant dels seus reductes per poder mantenir les seves tropes. El conflicte va acabar finalment a la batalla d'Auray el setembre de 1364 quan es van enfrontar els dos pretendents, el jove Joan IV (fill de Joan de Montfort) i Carles de Blois; aquest últim va ser assassinat i el Tractat de Guérande de 1365 va arreglar temporalment la situació instituint Joan IV com a nou duc.
No obstant això, va ser complicat construir la pau, i fins i tot Joan IV va haver d'exiliar-se a Anglaterra del 1373 al 1379. No va ser fins a la signatura d'un segon tractat de Guérande el 1381 que es va produir la neutralitat del ducat en la guerra entre anglesos i francesos, reconegut pel rei de França. A canvi d'aquest reconeixement, el duc bretó va prometre lleialtat formal al rei francès, i les darreres tropes angleses van ser evacuades.

### Un ducat que lluita per la seva independència
A partir del segle xiv fins al 1789, els Estats de Bretanya són la cort sobirana del Ducat de Bretanya amb poders principalment financers i fiscal, per decidir els impostos, el seu capital, la seva quantia, la seva distribució i la seva recaptació, però també de la guerra, de tot allò relacionat amb l'administració del país.

#### La societat dels seglesxivixv

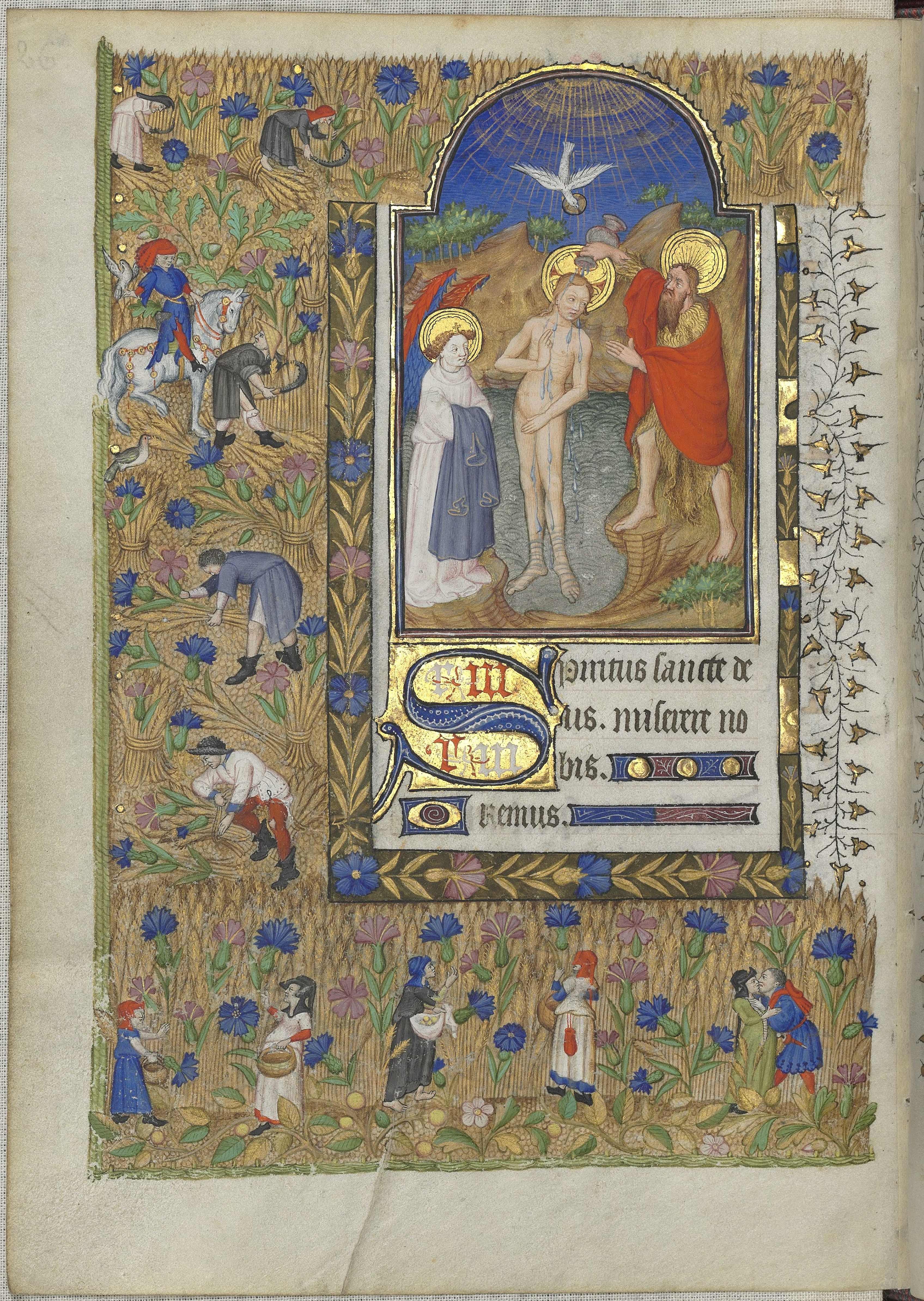
Baptisme de Crist i escenes de sega. Hores de Margarida d'Orléans, pintada a Rennes cap al 1430. Biblioteca Nacional de França (BNF)

La població de Bretanya comença a disminuir abans que una epidèmia de pesta negra afecti la regió l'any 1348. Si no es coneixen les xifres de població en aquesta data, s'estimen en 1 o 1,1 milions d'habitants cap a finals de la dècada del 1390, després de 850.000 el 1430. Després d'un període d'estabilitat del 1430 al 1460, es produí una recuperació demogràfica, malgrat els episodis de pesta el 1462-1463 després el 1473, després la guerra franco-bretona a finals de segle.
Al camp, les finques de més de 1.000 hectàrees són propietat d'una aristocràcia i representen una minoria de senyories al costat de les quals les «seuries» de dimensions inferiors (menys de vint hectàrees) poden representar el 90% del total de senyories. Aquests estan experimentant desenvolupaments oposats. Entre finals del segle xv i mitjans del segle xvi, els grans senyorius van haver d'afrontar la caiguda de les seves rendes i una reducció de la superfície de les seves terres com a conseqüència dels arrendaments i l'enfortiment de l'administració ducal; alhora els senyors, més dinàmics, construïen molins o compraven terres o drets senyorials. La servitud desapareix, encara que es pugui abordar la quévaise i altres formes de tinença a la baixa Bretanya. Un estudi fet a Carnac l'any 1475 mostra al voltant d'un 10% dels camperols benestants, per un 40% vivint bé, un 30% amb condicions de vida precàries i un 20% vivint en la misèria.
El món urbà continua limitat i al final del període una seixantena de pobles només tenien 80.000 habitants per una població d'1,25 milions d'habitants. Les ciutats són de dimensions modestes per a l'època (14.000 habitants a Nantes, 13.000 a Rennes, 5.000 a Vannes, 4.000 a Fougères, Guérande i Morlaix). Els pobles costaners estan més orientats al comerç, mentre que a l'interior viuen de les seves fires i mercats. Les seves instal·lacions, construïdes sense un autèntic pla urbanístic, estan exposades a catàstrofes naturals com les freqüents inundacions del Loira i la Vilaine, incendis (Nantes en va experimentar tres grans el 1405, 1410 i 1415) o d'altres tipus (Nantes va ser afectada per un terratrèmol el 1401). De totes les infraestructures necessàries per a les ciutats, les muralles són les que més pesen en les seves finances (una trentena es van construir al segle xv), en un moment en què el progrés de les tècniques militars comportava regularment la construcció de millores. Durant el segle i mig d'aquest període, els municipis bretons es van posar al dia amb les ciutats franceses i van adquirir un cert nombre d'avantatges polítics, administratius i socials.

#### Una economia diversificada aprofitant la neutralitat bretona

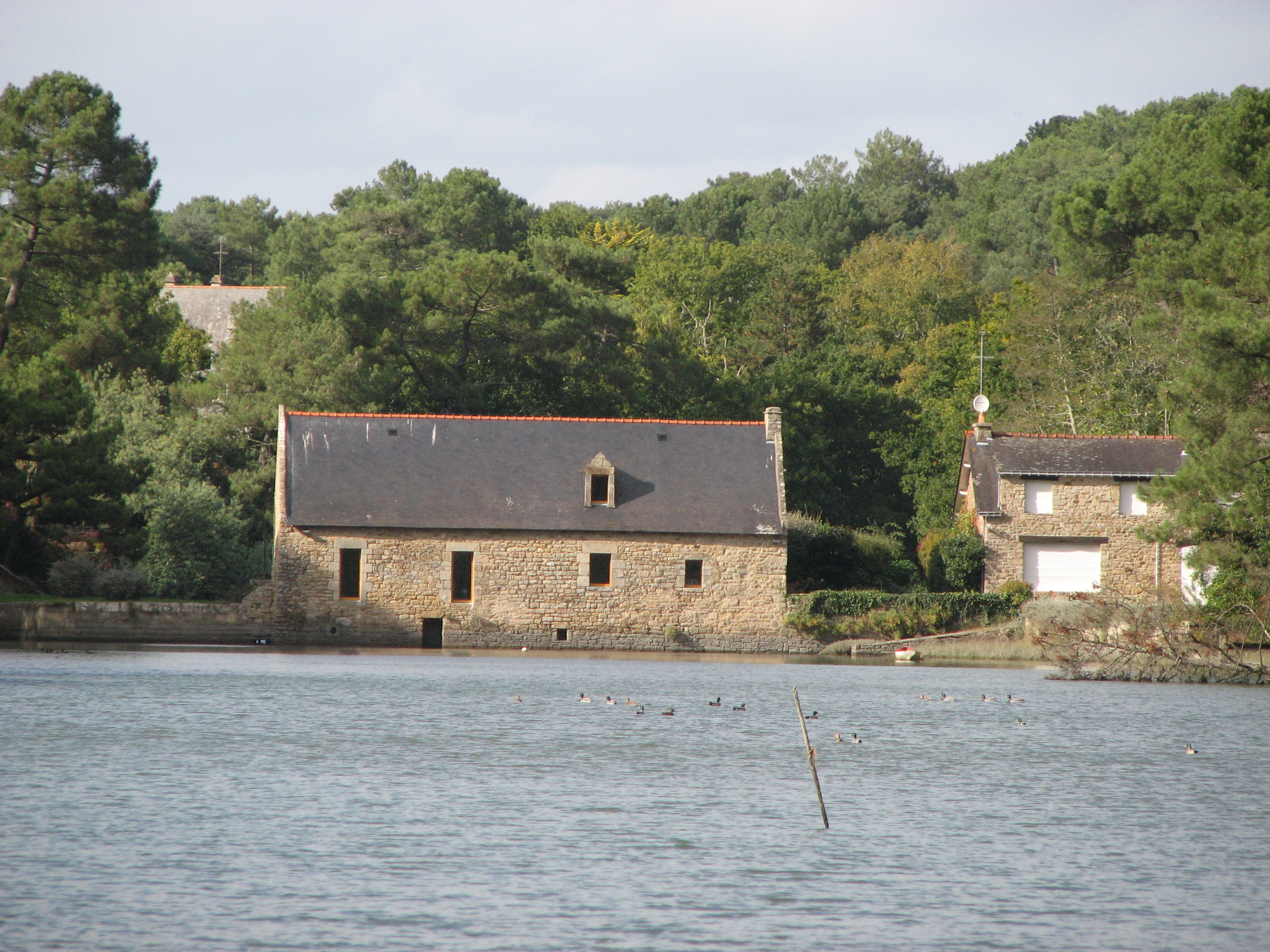
El molí de marea de Campen, al golf de Morbihan, està documentat des del

La regió encara és molt boscosa, principalment al centre (Duault, Loudéac, Paimpont) i a l'est de la Bretanya (Fougères, Rennes, Châteaubriant, Sautron, Touffou), cosa que permet als senyors generar ingressos i als camperols tenir accés a recursos addicionals, però un inici de sobreexplotació comença a notar-se a partir de mitjans del segle xv. L'erm coneix un període d'extensió fins a finals del segle xv abans de patir també una davallada a causa del desenvolupament de les activitats humanes. El creixement demogràfic de finals del segle xv s'acompanya en el camp del recultiu de terres ermes, així com l'establiment de terraplens i séquies, avançant així les zones de boscatge sobre les zones de camp obert.
L'agricultura continua composta principalment per cereals pobres, dels quals només una petita part s'exporta a Anglaterra o Espanya via Bordeus. El sègol i la civada es conrea als sòls pobres d'Argoat, mentre que el blat ocupa una proporció important dels sòls més rics de la zona costanera. A això s'hi afegeix un cultiu vegetal diversificat com la col, la xirivia, la ceba o l'all. Les granges de boví i porcí es troben a tota la regió. L'extensa fragmentació dels camps representava aleshores un hàndicap, mentre que les millores tècniques eren poques en el seu moment (alguns sectors només tenien un nombre limitat d'arades per poble); el progrés més notable és llavors la proliferació de molins de vent prop de Guérande o Bourgneuf i la dels molins de marea al golf de Morbihan i a les costes de Léon. Al marge d'aquesta agricultura de subsistència, estan sorgint conreus orientats a l'exportació. A més de la vinya, el conreu de la qual es concentra des del golf del Morbihan fins a la regió de Nantes, també hi ha el conreu de plantes tèxtils com el cànem i el lli (a la costa nord per aquest últim). Aleshores sorgeix una classe de pagesos-mariners les activitats dels quals evolucionen al llarg de l'any; es reuneixen sobretot al llarg de les costes, però les seves activitats irriguen el centre de la Bretanya, pagesos dels monts d'Arrée podent aprofitar a la segona meitat del segle xv el ral espanyol per a determinats pagaments.

Pescadores a peu d'ostres a Cancale. Pintura de John Singer Sargent (1878)

A les costes es continua practicant la pesca en aigua dolça (igual que la pesca a peu) i es destina essencialment al consum local. Només s'exporten unes poques espècies com el salmó, l'anguila, l'esturió i la llamprea. La pesca costanera amb vaixell està en auge al segle xiv, sobretot pel lluç, mentre que la pesca d'altura encara era limitada, una espècie com el bacallà només va aparèixer als mercats de la comarca durant la primera meitat del segle xv.
Conviuen diversos tipus d'indústries. Si les pedreres de pedra i els boscos només proporcionen una demanda local, les pissarres de l'alta Bretanya i l'argila per rajoles de Penthièvre s'exporten fora del ducat. Les fargues a les zones forestals han d'utilitzar ferro estranger. La construcció naval produeix diferents tipus de vaixells (fins a 1000 tones) per a diferents clients exportadors (Rei de França, Zelanda, Escòcia). La producció d'objectes manufacturats és pròspera i les exportacions de cuirs bretons són, amb les de teixits, les més dinàmiques, especialment cap a Anglaterra i Espanya.
El comerç bretó es limita a l'interior del seu territori. El seu comerç marítim també es limita al segle xiv, però creix després. La capacitat comercial de la seva flota a finals del segle xv va arribar als vint mil barrils. La neutralitat bretona assegura punts de venda arreu d'Europa i la seva moneda independent, més resistent a les dificultats monetàries, també afavoreix el comerç. No obstant això, les tècniques financeres bretones es van mantenir més senzilles que les que es practicaven al mateix temps a Flandes o Bordeus. L'àrea de cobertura del comerç bretó està en expansió; mentre que a finals del segle xiv es limita a una zona que va des de Flandes fins al nord d'Espanya, s'estableix a Anglaterra a principis del segle xv, i coneix una extensió màxima a mitjans d'aquest mateix segle, encara que alguns a principis del segle xvi es va aventurar fins al Brasil (1528) o Terranova (el Canadà va ser descobert el 1534 per un mariner de Sant-Maloù: Jacques Cartier). Tanmateix, aquesta prosperitat marítima va contribuir poc al creixement de l'economia bretona.

#### Una via cultural marcada pel final de l'Edat Mitjana

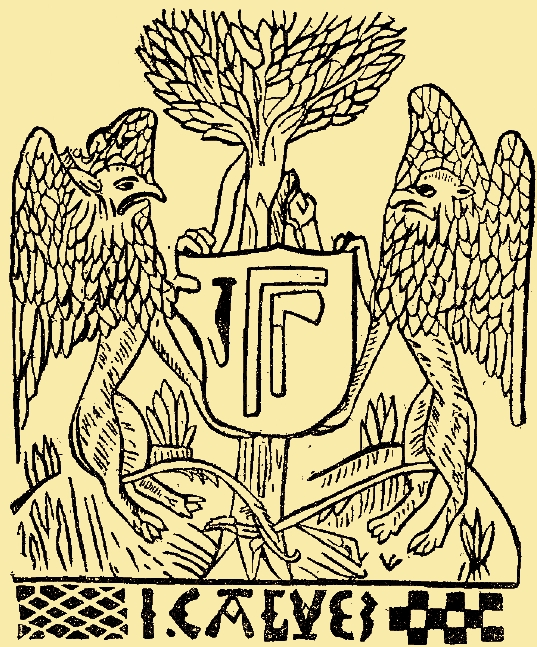
El Catholicon és el primer diccionari de bretó i francès, publicat l'any 1499 a Tréguier

Afavorida pel context polític i econòmic, la vida cultural va experimentar una dinàmica particular al final de l'edat mitjana. Present des del segle xiii, les escoles de primària de les poblacions i parròquies rurals es van multiplicar, l'ensenyament es va poder continuar aleshores en alguns establiments religiosos. L'obertura d'una universitat bretona es va planificar a partir del 1414 i es va acabar el 1460 a Nantes. La impremta va arribar a la Bretanya el 1484, primer a Bréhan, després a Tréguier, Rennes i finalment a Nantes. Al costat dels llibres religiosos també s'imprimeixen produccions locals com les Lunnettes des princes el 1493, o el Catholicon el 1499, el primer diccionari trilingüe del món, però també el primer diccionari bretó i francès. La literatura en francès i bretó està en auge en aquest període.
L'arquitectura gòtica trobada a l'època va estar influenciada per estils de diferents regions i certes construccions s'acosten a les que es poden trobar a Île-de-France, a Normandia (façana occidental de la catedral de Saint-Pol-de-Léon) , a Anglaterra (nau de Saint-Mathieu a Plougonvelin), o fins i tot d'estil angeví (volta de la catedral de Vannes). L'escola Pont-Croix es limita a Pays Bigouden. El gòtic radiant es troba al cor de la catedral de Quimper i molts campanars de Cornualla són gòtics flamíger. Un signe de l'evolució política del ducat, la flor de lis, l'emblema de la reialesa francesa, va aparèixer als edificis després del matrimoni d'Anna de Bretanya i Lluís XII el 1499. El final del període ducal va estar marcat per l'arribada del primers edificis renaixentistes, estil escollit el 1522 per a la torre de l'església Notre-Dame de Croaz Batz de Roscoff.

#### Una política d'independència afirmada al llarg del seglexv

Expansió del domini ducal del 1400 al 1428

Ajudat per una forta demografia i economia, el ducat va aconseguir afirmar la seva autonomia al llarg del segle xv. El poder ducal pot comptar llavors en una petita noblesa que li és fidel, així com en un poble més aviat partidari de la política d'independència, però ha d'enfrontar-se a una aristocràcia que ressenti el reforç de la casa de Montfort. Entre ells, els Rohan, els Rieux, els Laval i els Penthièvre són els més poderosos. Mantenien estretes relacions amb l'administració i els exèrcits dels Capets i després dels Valois, i controlaven certs sectors estratègics com el castell de Clisson.
El duc Joan V, que va regnar del 1402 al 1442, va dur a terme una política de neutralitat entre els regnes de França i Anglaterra, permetent així el subministrament de tropes angleses a Normandia el 1417, mentre que posteriorment va deixar bretons com Artur de Richemont, Ricard d'Étampes, o fins i tot Gilles de Rais per comprometre's individualment al costat francès, fins i tot pot oferir la seva mediació entre els dos poders, com el 1415 i el 1419. S'estableix una tradició de mecenatge, que permet al duc imposar la seva imatge, ja present. a les monedes, coberta amb una corona símbol de sobirania reivindicada. Es practica l'encunyació de monedes d'argent, però també d'or, un privilegi sobirà (Lluís XI no reconeix aquest privilegi fins al 1465). Finalment, gràcies a una hàbil política dirigida al papat, Joan V va aconseguir que els successius pontífexs sobirans aportessin les seves garanties a l'emancipació del ducat (i autoritzessin a partir de 1452 que els seus successors nomenessin ells mateixos cinc dels nou bisbes bretons).
Els seus successors van governar el ducat durant menys temps (Francesc I de Bretanya del 1442 al 1450, Pere II del 1450 al 1457, i Artur III del 1457 al 1458), però el règim va ser prou poderós perquè poguessin dur a terme una autèntica política d'independència. L'ajuda militar bretona de Francesc I de Bretanya va ser essencial per al rei francès Carles VII durant la seva reconquesta de Normandia, i després a Guyenne. El seu successor Pere II va reduir la influència francesa perfeccionant les institucions ducals, i va dotar al ducat d'un pressupost a l'alçada dels estats mitjans de l'època. Estableix relacions directes amb sobirans estrangers (Castella, Portugal) i rebutja l'homenatge a Carles VII, igual que el seu successor al capdavant del ducat Artur III.

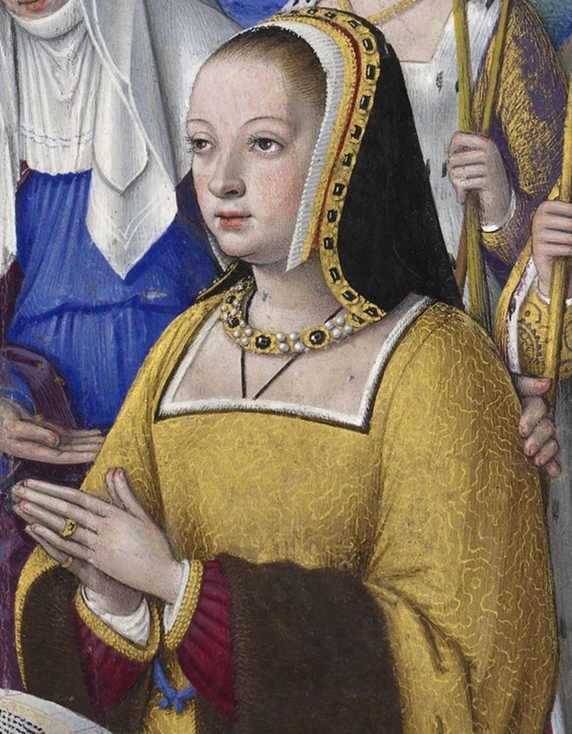
Representació d'Anna de Bretanya, de Jean Bourdichon. Detall d'una miniatura de les Grans hores d'Anna de Bretanya, c. 1503-1508, BNF

El context geopolític va canviar amb l'arribada al poder del duc Francesc II. La Guerra dels Cent Anys va acabar el 1453 i la guerra civil que després va afectar Anglaterra del 1455 al 1485 va privar la Bretanya d'un potencial aliat. En aquestes condicions, el rei francès Lluís XI pretén sotmetre el ducat. Sota l'impuls del seu conseller Pierre Landais, el duc va respondre reforçant la seva xarxa de fortificacions, donant suport a les revoltes feudals contra el rei i establint vincles amb Savoia, Milà, Escòcia i Dinamarca. La corona francesa dona suport a l'aristocràcia bretona i paga grans pensions als grans senyors feudals del ducat. Va ser als territoris d'aquests darrers que el 1487 va esclatar una revolta, que va provocar l'entrada al territori bretó d'una força francesa de 12.000 homes per donar-los suport. L'exèrcit reial va ser recolzat pel vescomte de Rohan, el mariscal de Rieux, el comte de Laval, Pere de Rohan (Senyor de Quintin), Pierre du Pont, Rolland de Rostrenen, Jean du Périer, etc., mentre que entre els nobles bretons que es van mantenir lleials al duc inclou el senyor de Léon (l'únic dels Rohan que es va mantenir lleial al duc), els senyors du Parc, Jacques Le Moyne, de Coëtquen, de la Moussaye, etc...
En menys de dos anys de conflicte, les tropes bretones van ser finalment derrotades a la batalla de Saint-Aubin-du-Cormier el 28 de juliol de 1488. El Tractat del Verger resultant va ordenar que el duc retés homenatge al rei i que les seves filles no es poden casar sense el seu permís. També són ocupades les fortaleses de l'est del ducat. El duc va morir menys de dos mesos després, deixant com a hereva la seva filla Anna de Bretanya, de 12 anys.

### La integració de la Bretanya al Regne de França

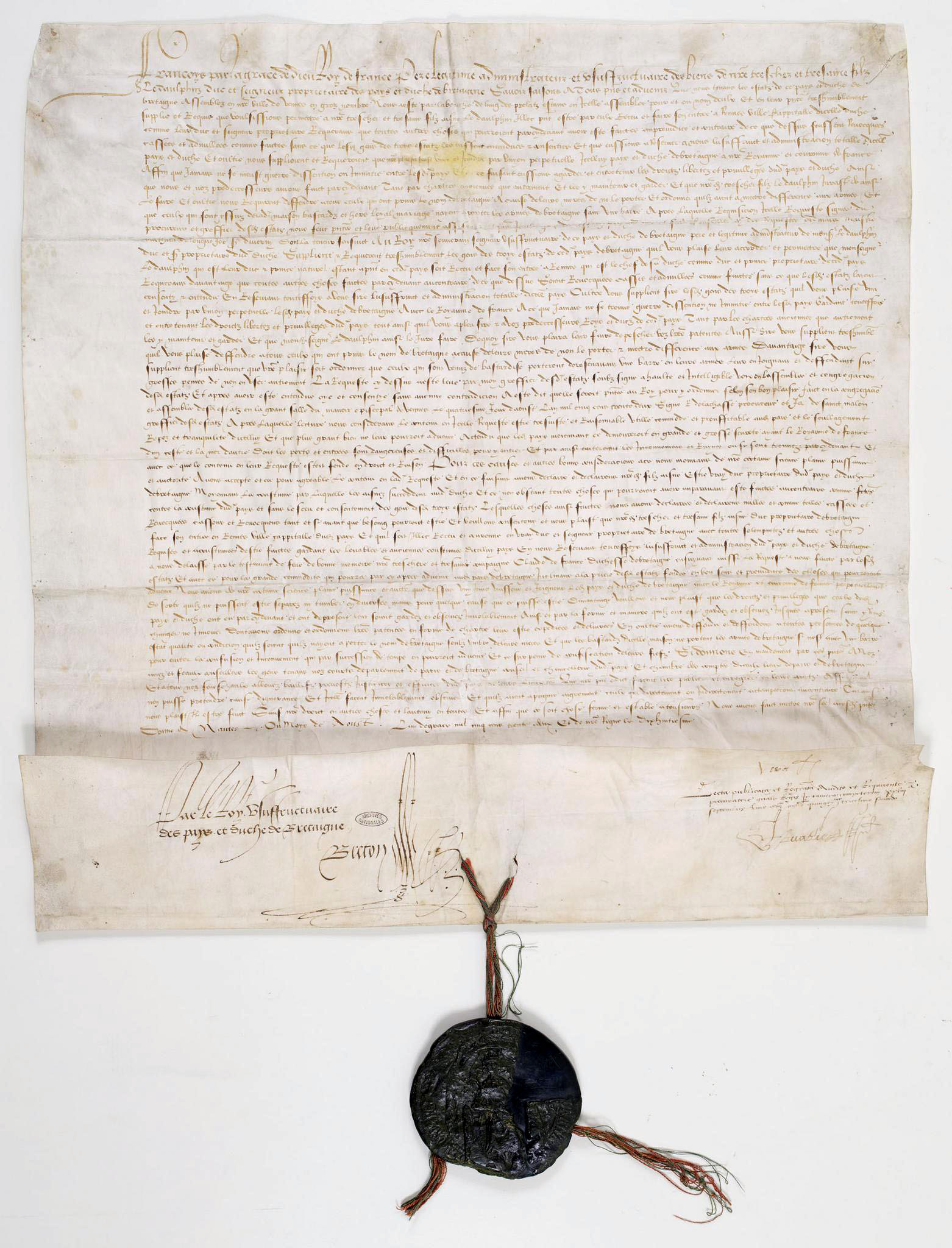
Cartes patents proclamant la unió perpètua del Ducat de Bretanya amb la Corona de França, agost de 1532. Arxius Nacionals de França

La guerra amb França es va reprendre el gener de 1489, però el Ducat va poder comptar aquesta vegada amb l'ajuda militar dels seus aliats; els reforços alemanys van desembarcar a Roscoff, 6.000 anglesos a Morlaix i les tropes del comte de Salinas van recuperar alguns llocs forts per part dels francesos (però Guyon du Quélennec, aleshores almirall de Bretanya, va romandre fidel al rei, que va conservar Brest i la flota bretona gràcies a ell).
S'aconsegueix una nova treva, signada el juliol del mateix any a Frankfurt entre Carles VIII i Maximilià d'Àustria. La duquessa Anna va concloure un matrimoni amb aquest darrer el 1490 per tal d'enfortir l'aliança contra França; això es tradueix en una nova incursió francesa que porta aquesta vegada a un nou matrimoni (l'anterior no havent-se consumat) entre Anna i Carles VIII, conclòs el desembre de 1491. La duquessa cedeix llavors al seu marit tots els drets sobre el ducat. Això va renovar els privilegis de què gaudien els bretons el 1492, però va abolir diverses administracions pròpies del ducat per tal d'impulsar la seva integració al regne. Però la mort de Carles VIII el 1498 va posar fi a aquest procés i Anna va recuperar alguns dels seus drets al ducat. El seu nou matrimoni amb el nou rei de França, Lluís XII, va tenir lloc el 1499, però aquesta vegada els termes del matrimoni van preservar la independència del ducat.
El regne de França recupera els drets del ducat l'any 1514 arran del matrimoni de Clàudia de França, la filla hereva d'Anna de Bretanya, amb el futur rei de França Francesc I de França. A diferència del seu predecessor Carles VIII, no va fer grans canvis institucionals a Bretanya, però va anar posant homes de confiança durant les vacances d'office. També assegura la lleialtat de la noblesa local, permetent així una presa de control del ducat sense problemes per part del rei.
L'any 1532 culmina aquest procés d'integració. Els Estats de Bretanya reunits a Vannes van adoptar el 4 d'agost de 1532 un vot pel qual es reconeixia el delfí com a duc, que va donar lloc a la promulgació de l'Edicte d'Unió el 13 d'agost a Nantes, unint les dues entitats, tot garantint els drets i privilegis del antic ducat «sense canviar-hi ni innovar-hi res». L'Edicte de Plessis-Macé signat el setembre de 1532 delimita les llibertats fiscals, judicials i eclesiàstiques de la província.

## La província francesa

### L'Edat d'or dels seglesxviixvii

#### Alteració del poder local en benefici de la reialesa
Arran de la seva unió amb França l'any 1532, la Bretanya va deixar de tenir relacions polítiques directes amb els països estrangers, però va aprofitar la favorable situació econòmica per desenvolupar el comerç marítim exportant els seus productes agrícoles i manufacturats, fet que la converteix en «el primer poble navegant de l'Europa del segle xvi»; l'economia bretona passa a dependre de les opcions reials. Tanmateix, la província disposa de determinades llibertats previstes per l'Edicte d'Unió i determinades administracions específiques. Els Estats de Bretanya, estats generals amb determinades atribucions polítiques i administratives, estaven encapçalats aleshores per un governador escollit pel poder reial i estaven formats per representants dels tres ordes globalment dominats per la noblesa. Es basen legalment en el costum de la Bretanya que els garanteix tres llibertats fonamentals: l'absència de recaptació d'impostos sense acord previ per part dels Estats, els càrrecs eclesiàstics només poden recaure en bretons, i els bretons només són jutjats davant els tribunals bretons i segons el costum. A aquesta primera institució s'hi suma el Parlament de Bretanya, un tribunal de justícia creat el 1554 i reunit des del 1561 a Rennes. Està format per setze bretons i setze no bretons més un president no bretó. El Parlament i els Estats s'oposaven regularment al poder reial, i aquest últim sovint havia de jugar amb la rivalitat entre aquestes dues institucions per afirmar la seva autoritat.
Les primeres oposicions entre el poder reial i la Bretanya s'emmascaren inicialment per tensions religioses, prenent com a rerefons les guerres de religió que veuen l'oposició dels catòlics i els hugonots. Aleshores, la Reforma va tenir poc control a la província per la seva llunyania, i es va concentrar principalment a l'Alta Bretanya als grans nuclis urbans, quasi exclusivament pel que fa a la noblesa. L'oposició al poder reial d'Enric III va començar quan aquest va voler imposar la conscripció de 40.000 homes a les ciutats tancades l'any 1574, per després crear oficines que van tensar el pressupost provincial els anys següents. L'assassinat del duc de Guisa, cap de la Lliga Catòlica, per Enric III el 1588 va cristal·litzar aquesta resistència. El duc de Mercœur, cunyat del rei i governador de Bretanya, va aprofitar la situació per intentar tallar-se el seu propi poder a la Bretanya aprofitant l'oposició local al poder reial. L'assassinat d'Enric III el 1589 desencadena l'inici d'una guerra de successió, l'hereu designat, el duc de Navarra, sent protestant. A Bretanya, cada bàndol va demanar aliats estrangers, espanyols per als catòlics que es van establir a Brest, o anglesos per als protestants que es van establir a Paimpol. La regió va quedar dividida. Els bandolers i les jacqueries van fer estralls, i el duc de Mercœur no va poder establir el seu poder sobre Bretanya. La conversió d'Enric IV al catolicisme, després la signatura de l'Edicte de Nantes el 1598, va permetre restablir el poder reial sobre la província.
El primer quart del segle xvii està marcat per les intrigues del proper governador, el duc de Vendôme, que conspira contra la regent Maria Mèdici i després contra el seu germanastre el rei Lluís XIII. Però el duc de Vendôme no va aconseguir el suport dels notables locals ni de la població. A petició dels Estats, és destituït del càrrec i se'n demana el seu substitut. Richelieu va aprofitar per ser nomenat per a aquest càrrec, cosa que li va permetre en els anys següents soscavar el poder provincial, aconseguir la creació de diferents oficines i augmentar les donacions gratuïtes en diverses ocasions. Aquest procés de centralització s'accentua encara més sota la regència d'Anna d'Àustria.

#### Prosperitat econòmica
En el domini marítim, la Bretanya està experimentant una evolució de les seves activitats. El comerç marítim va florint fins a mitjans del segle xvi abans de patir una davallada. En efecte, durant la Guerra de la Lliga, la majoria dels ports bretons, amb l'excepció de Brest, van fer costat als catòlics; els seus combois esdevenen l'objectiu dels corsaris anglesos o de La Rochelle. Aquesta activitat es va reprendre moderadament un cop va tornar la pau el 1598, però va haver d'afrontar noves limitacions. A nivell tècnic, els ports bretons, nombrosos però de dimensions modestes, es veuen perjudicats per l'augment del tonatge dels vaixells. Políticament, la fi de la independència impedeix als bretons enviar ambaixadors a l'estranger per defensar els seus interessos, i la política francesa cap a la guerra és un fre amb el comerç. Finalment, humanament parlant, els bretons es limiten a oficis mariners mal pagats sense arribar a ser comerciants, limitant l'entrada de riquesa a la regió. Paral·lelament, el cabotatge, que prevalgué sobre el trajecte, va experimentar un punt màxim d'activitat cap al 1670 abans de patir al seu torn un declivi.
La fesomia de la costa també està canviant; mentre que a mitjans del segle xvi hi ha uns 130 ports repartits per tot el litoral, el segle xvii veu una contracció de les activitats en ports mitjans com Audierne o Pénerf i sobretot cap als tres grans ports de l'època que són Morlaix (i els seus ports exteriors de Saint-Pol-de-Léon i Roscoff), Nantes i Sant-Maloù.
La encara limitada ingerència de l'autoritat reial (que permet als bretons gestionar la seva pròpia economia en el seu millor interès), i el florent comerç marítim, permeten que la balança comercial bretona sigui en bona part positiva durant aquests dos segles. Les exportacions es refereixen a productes com els cereals (sobretot el Trégor i la costa sud des de la desembocadura del Vilaine fins a la del Laïta) cap a la península Ibèrica, i especialment els teixits de lli i cànem el valor per exportació dels quals arriba fins als 9 a 10 milions de lliures a la dècada del 1690 a Trégor, Leon o el país de Sant Maloù). Finalment, la posició de la Bretanya a mig camí entre el nord i el sud d'Europa li permet redistribuir fàcilment les seves activitats segons la situació econòmica, beneficiant-se durant el segle xvi de la prosperitat espanyola, i després al segle següent de la d'Holanda i Anglaterra.
Aquesta prosperitat econòmica drena una gran quantitat de metalls preciosos a la Bretanya. Així, entre 1581 i 1590, la seca (hôtel de la Monnaie) de Rennes va ser la primera de França, molt per davant de la de París. Entre el 1551 i el 1610 les seques de Rennes i Nantes, entre elles, van assolir el 35% de la plata francesa; tanmateix, aquesta proporció va baixar al 16% durant el període 1610-1680, centralitzant-se part de la producció a París. Aquest enriquiment va permetre el desenvolupament de les arts i un augment important de la construcció de castells senyorials i grans residències mercantils. L'enriquiment dels juloded també va permetre la construcció de moltes esglésies i recintes parroquials ricament decorats, especialment a la baixa Bretanya. Aquesta prosperitat també és a l'origen de la introducció d'estils artístics estrangers a la regió. Els artistes de la marina reial que treballen a l'arsenal de Brest i formats en el classicisme es veuen així portats a treballar per a les parròquies de Léon i Cornualla.

#### Fort creixement demogràfic i canvis socials
En l'àmbit de l'agricultura, són pocs els desenvolupaments tècnics destacables en aquest moment. A part del cinturó daurat que es beneficia d'adobs marins com el maerl, el goémon o varech, els sòls silicis afavoreixen la ramaderia per sobre dels cultius. A més, tècniques molt utilitzades com la neteja o la crema controlada a empobrir el sòl. El blat xeixa es conrea majoritàriament al llarg de les costes nord i sud, mentre que el sègol, més adequat per a sòls pobres, es conrea terra endins. L'arribada del cultiu del blat negre a principis del segle xvi canviarà la situació, aquesta adaptant-se molt bé als sòls pobres de l'interior alhora que presenta uns rendiments molt elevats per a l'època. Això permet reservar sòls rics per a cereals més nobles destinats a l'exportació. La ramaderia, principalment bovina, també està especialment desenvolupada respecte a la resta del regne, fet que permet una economia rural més diversificada i permet compensar les males collites que, en altres comarques, provoquen crisis demogràfiques.
- Brest es va consolidar com a port important a finals del segle xvii. Gravat de Matthäus Merian, c. 1630-1640
- Taula utilitzada per Michel Le Nobletz al segle xvii

Demogràficament, Bretanya destaca de la resta de França. Mentre que al segle xvi un fort augment després d'un alentiment demogràfic s'enregistra a tot arreu, la població bretona coneix una nova dinàmica d'augment després de finals d'aquest segle, per arribar a un màxim cap a 1670-1680. La regió va experimentar llavors una densitat de població del mateix ordre que les regions europees més desenvolupades com el nord d'Itàlia o els Països Baixos. Tanmateix, aquest creixement afecta de manera diferent les zones rurals i urbanes; en aquestes darreres l'augment és més fort, sobretot a les zones costaneres. Entre finals del segle xv i finals del segle xvi, Nantes passa així de 14.000 a 25.000 habitants i Sant-Maloù de 4.000-5.000 a 10.000-11.000 habitants. Altres ciutats com Vannes, Quimper, Morlaix o Saint-Brieuc també estan experimentant un creixement demogràfic, sense arribar al llindar dels 10.000 habitants. Hi ha un èxode rural per l'atractiu de les ciutats, però també amb crisis com la guerra de la Lliga a finals del segle xvi que hi va reduir molt el nombre de bateigs. Cap a finals del segle xvii, la població de la província arriba als 2 milions d'habitants, enfront d'1,3 a 1,5 milions a finals del segle xv, o el 10% de la població del regne. Al mateix temps, Nantes tenia 40.000 habitants, Saint-Malo 25.000 i Rennes entre 15.000 i 20.000 habitants. El final del comerç marítim penalitza petits ports com Le Croisic, Le Conquet o Roscoff, mentre que altres ports es beneficien d'importants desenvolupaments guiats per inversions externes: Brest sota l'acció de Colbert, que decideix fer-ne un port militar de primer ordre, passa de 2000 habitants el 1661 a 15.000 habitants a principis del segle xviii; Lorient, creada ex nihilo el 1666 per la Companyia Francesa de les Índies Orientals, tenia 6000 habitants el 1702. L'evolució de la població rural és més irregular i la dinàmica varia d'una regió a una altra.
- Representació de blat negre a Les Grandes Heures d'Anne de Bretagne. BNF, c. 1503-1508
- Menhir de Saint-Uzec cristianitzat

La religió catòlica va experimentar un ressorgiment de vitalitat a l'època i va influir molt en determinades formes artístiques. La província té aproximadament un sacerdot per cada 150 habitants, però l'alt clergat es caracteritza pel seu absentisme. Les missions iniciades després del Concili de Trento van provocar moltes conversions i van ser a l'origen de l'ús del taolennoù (taules de missió) per ensenyar religió als bretons que encara eren en gran part analfabets. Un important repertori d'himnes es constitueix des de principis del segle xvii manllevant cançons i paraules del gwerzioù. Una forma de sincretisme és també perceptible a l'època, amb l'ús de la figura de l'Ankú per part dels missioners i la seva entrada en la decoració de les esglésies, però també amb la cristianització de monuments pagans com el Menhir de Sant-Uzec.
- Ankú represent a l'ossari de Ploudiry
- Retaule ricament decorat de l'església de Commana
- Castell de Kerjean, construït a finals del segle XVI, és representatiu de l'arquitectura renaixentista a Bretanya.[285]

A nivell cultural, hi ha literatura en llengua francesa, sota la influència creixent d'elements fora de la província, i que tracta temes laics o religiosos. La producció en llengua bretona també existeix però es fa oralment; els contes i les cançons populars es coneixen gràcies als col·leccionistes de melodies del segle xix, però la datació encara planteja interrogants.
A nivell arquitectònic conviuen els estils gòtic i renaixentista. Va ser primer en la creació dels vitralls que va començar a sorgir l'estil renaixentista, abans d'imposar-se més tard a l'escultura i després a l'arquitectura. Les residències senyorials i les dels comerciants rics marquen aquestes evolucions: les decoracions d'inspiració antiga són essencials des del segle xvii; es destrueixen patis i tancaments a favor de terrasses i jardins francesos. Les cases amb entramat de fusta s'estan substituint gradualment per cases de pedra i hôtels com a Sant-Maloù, Locronan, Roscoff o Rochefort-en-Terre.

### Dificultats de finals delxviifins a la Revolució francesa

#### Afirmació posterior a l'erosió de l'absolutisme reial a la Bretanya
A partir del regnat de Lluís XIV, la política bretona va estar marcada per la creixent intervenció de l'estat anant de la mà de l'establiment d'un absolutisme que tendia a situar totes les províncies franceses sota l'autoritat del govern, però també per desenvolupaments estratègics nacionals. El tàndem Lluís XIV-Colbert buscarà reduir el pes polític dels Estats per aconseguir el finançament de les guerres portades a terme per la reialesa. Malgrat l'ajuda del germà de Colbert, Charles Colbert de Croissy, comissari del rei per als Estats de Bretanya, aquesta política va comportar la resistència dels tres estaments: els nobles temien que perjudicaria els seus privilegis, les categories populars que perjudicava els avantatges fiscals de la província i la burgesia se senten amenaçades en aquests dos punts. L'oposició, però, continua dividida.
Aquesta resistència experimentarà un punt àlgid amb la revolta dels Barrets Vermells el 1675. Si bé la guerra francoholandesa que va començar el 1672 resulta ser més llarga i costosa del que s'esperava, es prenen mesures fiscals que afecten a nobles i pagesos per aportar diners a les arques reials. Els Estats de Bretanya, on domina la noblesa, intenten l'any 1674 redimir amb donacions gratuïtes els edictes reials a l'origen d'aquests impostos, però aquests són restaurats l'any següent sense que se'ls consultin. Aleshores van esclatar disturbis per tota la Bretanya, liderats per certs parlamentaris però també per bretons més modestos. El duc de Chaulnes, governador de la província, no va poder restablir la calma i les tropes reials van haver d'intervenir. Políticament, la repressió es va produir a diferents nivells: el parlament de Bretanya va deixar Rennes i es va establir a Vannes on va ser exiliat del 1675 al 1690; el governador va ser assistit i després substituït per una intendència que es va constituir el 1689; i com a represàlia, els campanars són enderrocats als pobles on l'aixecament va ser més fort. Els Estats de Bretanya ja no van poder oposar-se a la introducció de nous impostos: la capitació (taxa per cap) va ser introduïda el 1694, la desena (impost sobre el 1/10 0 10% dels ingressos declarats) introduïda el 1710 va ser substituïda per la vintena (impost sobre el 1/20 o 5% dels ingressos declarats) el 1749 i 1756. No obstant això, la distribució d'aquests impostos romanen fixats pels Estats, que fan que la major part caigui sobre el món camperol.
- Organització administrativa del Regne de França durant l'Antic Règim
- Campanar decapitat a Lanvern, conseqüència de la Revolta dels Barrets Vermells

A nivell econòmic, la regió també ha de patir les conseqüències de la política reial; el proteccionisme posat en marxa per Colbert (el colbertisme) porta a l'establiment d'una política semblant a Anglaterra, que talla els punts de venda bretons a diversos productes com la tela. El trànsit als principals ports i el cabotatge també es van veure afectats durant les guerres contra Anglaterra, aquesta darrera tenint el control dels mars. Aquest descontentament contra la fiscalitat és a l'origen de la conspiració de Pontcallec entre 1718 i 1720, recolzada per la noblesa menor però no per la població.
La mort de Lluís XIV l'any 1715 va provocar l'inici d'una època de recuperació del poder pel bàndol bretó. Incapaços d'oposar-se de manera efectiva a la introducció de nous impostos, els Estats de Bretanya van aconseguir tanmateix condicionar-los a l'obtenció de nous drets, cosa que va proporcionar a la Bretanya avantatges administratius i financers sense precedents al regne. Aquesta política de negociació esdevé especialment intens a partir de 1750 i culmina amb «l'afer de Bretanya» que veu oposar-se de 1760 a 1774 a un Parlament dirigit per La Chalotais i el duc d'Aiguillon, comandant en cap de Bretanya. Aquest últim s'ha de retirar definitivament l'any 1768, a favor del Parlament. Però a nivell local, els Estats de Bretanya van experimentar una creixent divisió entre la noblesa i el Tercer Estat, marcada especialment després de 1776 i que va prefigurar la Journée des bricoles el 1789.

#### Contraccions i reconversions econòmiques
En el domini marítim, la Bretanya conserva el seu lloc a nivell francès. La flota bretona representa en tonatge el 25% de la del regne i el 35% en termes de construcció naval durant el període 1762-1785. A nivell comercial, el port de Lorient, de nova creació, s'ha situat entre els tres primers classificats format per Nantes i Sant-Maloù, mentre que els petits ports segueixen sent igual de nombrosos. Morlaix va caure en decadència després de diverses expedicions comercials fallides a Terranova i a Amèrica del Sud. En conjunt, es percep un fenomen de concentració, fet necessari per l'augment de capital necessari per emprendre operacions comercials de major envergadura. Nantes, afavorida per la seva llunyania en cas de guerra i per un rerepaís que afavoria els seus punts de venda, va pujar al segon lloc a França darrere de Bordeus. El port és també el primer port d'esclaus de França; els vaixells de Nantes han transportat entre 310.000 i 350.000 esclaus d'un total d'aproximadament 400.000 per a tots els ports bretons. La pesca també està experimentant canvis notables; la pesca del bacallà està experimentant el mateix fenomen de concentració de capitals que el comerç, afavorint Saint-Malo i la badia de Saint-Brieuc; la pesca de la sardina es desenvolupa principalment a la costa sud, de Le Conquet a Le Croisic i especialment a Douarnenez, Concarneau i Belle-Île-en-Mer.
- Creat l'any 1666, Lorient va sorgir del segle xviii entre els primers ports bretons. Quadre de Jean-François Hue, 1792
- Munt d'escòries de l'antiga mina de galena de Poullaouen

En l'àmbit industrial, la Bretanya continua centrada principalment en la producció de tela, alhora que experimenta un cert desenvolupament de la seva indústria minera. Tanmateix, la seva indústria tèxtil va haver de fer front a les guerres i la posterior pèrdua de la seva sortida anglesa. La indústria de la tela concentrada al voltant de Josselin, Ploërmel i Malestroit va triplicar el seu valor entre 1733 i 1778, venent la seva major part de la producció a la població local. Les regions productores de teixits de lli gruixut com Morlaix i Landerneau, els clients de les quals eren anglesos, van intentar vendre els seus productes a Espanya, però sense arribar al segle xviii l'assoliment de la producció assolida al segle xvii. D'altra banda, els teixits de millor qualitat produïts a l'interior de Saint-Brieuc aconsegueixen vendre's més, principalment a Amèrica del Sud gràcies a l'explotació en aquestes regions de mines d'or i de plata. Tanmateix, aquesta regió no veu l'aparició de comerciants rics com el juloded de Leon del segle anterior, i va patir els efectes de la Guerra d'Independència americana a partir de 1775. El drap de cànem, concentrat en una regió des de Sant-Maloù fins a Vitré, va trobar una nova sortida a l'Àfrica i les Índies Occidentals i el seu valor es va duplicar entre 1751 i 1775. Nantes també va experimentar el desenvolupament de teixits de cotó i tela pintada, autoritzat a França a partir de 1759. En el moment de la revolució, la regió produïa 120.000 peces per any, enfront de les 180.000 de París.
En el sector miner, les mines de plata i plom de Pont-Péan i Poullaouen proporcionen una sisena part de les necessitats de plom del país i representen el 0,4% de la producció mundial de plata. Tanmateix, la regió no es beneficia d'aquestes explotacions, perquè el capital, essent majoritàriament en mans de parisencs, els beneficis no es queden a la Bretanya. Els directius i els tècnics estrangers també són causa de reaccions xenòfobes a la població.
L'agricultura progressa a França, però la Bretanya es manté al marge d'aquests desenvolupaments. De fet, la noblesa bretona no pretenia introduir nous mètodes costosos, preferint augmentar els seus ingressos augmentant els seus drets senyorials, i el subministrament de fertilitzants marins a l'interior es veu frustrat per la mediocre xarxa de transport de l'època. Els cereals conserven un lloc important, sense experimentar cap guany de productivitat. A mesura que la població de la província continua augmentant, el resultat és una pujada dels preus, més important al segle xviii a la Bretanya que a la resta del nord de França. L'horta està experimentant un augment al cinturó daurat, així com als voltants de Nantes i Rennes. A la segona meitat del segle xviii, la pomera de la sidra es va fer cada cop més popular cap a l'oest de la Bretanya i la sidra tendia a substituir gairebé completament els vins entre les begudes de la pagesia. Paral·lelament, les vinyes es van retirar per la regió de Nantes. La cria de cavalls s'està desenvolupant de manera important, especialment a Lleon, així com la d'ovelles de prat salat a la badia del Mont Saint-Michel.

#### Una societat en evolució i dels centres urbans en mutuació
La població evoluciona més feblement al segle xviii, experimentant un augment del 10% entre 1680-1690 i 1789 enfront del 30% de la població francesa alhora. A la Bretanya, la població va passar així de 2 milions a 2,2 milions d'habitants durant aquest període, després d'haver assolit un màxim de 2,3 milions d'habitants el 1770. La regió va viure dues crisis demogràfiques durant aquest període, el 1693-1694 i el 1741-1743, però també 1760 per un creixement natural negatiu. La davallada del nivell de vida de les classes treballadores les fa més exposades a les males collites i les epidèmies que es desenvolupen durant aquest període. La verola, el tifus, la febre tifoide o la disenteria també afecten ocasionalment la regió, de vegades introduïdes per les tripulacions dels vaixells que tornen de l'estranger. El dèbil creixement demogràfic és absorbit per les ciutats. Amb l'excepció de Sant-Maloù, que va passar de 25.000 habitants a 15.000 entre 1690 i 1750, la resta de ciutats van veure augmentar la seva població; Nantes tenia entre 80.000 i 90.000 habitants el 1789, Rennes entre 40.000 i 1750, al voltant de Brest i Lorient entre 40.000 i Lorient. 20.000 i 25.000 habitants.
- Mapa dels bisbats bretons de l'Antic Règim (de Pitre-Chevalier a La Bretagne ancien et moderne, 1844)
- Edifici a la Place du Parlement-de-Bretagne, construït a Rennes després de l'incendi de 1720

El món urbà es transforma sota l'acció combinada de les guerres marítimes de França i Anglaterra del 1688 al 1815, i de les fortunes del comerç. La regió va viure una quarantena d'incursions angleses a les seves costes entre 1683 i 1783. Des de finals del segle xvii, les obres defensives es multipliquen al voltant dels principals ports. Les rodalies de Brest, atacades el 1694 per un desembarcament a Camaret i a Saint-Malo es van fortificar primer; el sud de la Bretanya segueix al segle xviii arran del setge de Lorient el 1746. El Moll de la Fosse de Nantes va veure instal·lar-se les mansions dels rics comerciants, Rennes va ser reconstruïda després de ser devastada per un incendi el 1720, Brest concentrava la meitat de l'activitat de la construcció naval militar francesa, i Lorient continua creixent. El moviment preromàntic és perceptible per la construcció de petits palaus al camp que envolta les principals ciutats. Allà hi és força important la barreja de població, famílies no bretones, sobretot d'Irlanda, Normandia o Baiona, que venen a conformar-se amb l'alt comerç. Aquestes mescles són menys importants a les ciutats més petites com Sant-Maloù o Morlaix. El món rural continua, per la seva banda, dominat pels poders senyorials. S'accentua l'explotació dels pagesos per part de la noblesa, amb la qual cosa augmenten les usurpacions com els impostos.
L'ensenyament secundari, reservat a una minoria majoritàriament de la burgesia mitjana, està dominat per una banda pels jesuïtes que, des del segle anterior i fins al 1763, van dirigir tres col·legis a Quimper, Vannes i Rennes, i per l'altra, pels oratorians que gestionen el de Nantes. La Universitat de Nantes va ser amputada el 1735 de la seva facultat de dret que va ser traslladada a Rennes per tal d'estar més a prop del Parlament de Bretanya. Un total d'unes 20.000 persones tenien accés als llibres i novetats de la Il·lustració en aquell moment (és a dir, l'1% de la població de la regió). Rennes i Brest eren els dos principals centres intel·lectuals de l'època, els intercanvis tenien lloc a salons literaris o lògies maçòniques. La publicació d'obres cada cop més compromeses va obligar a partir de 1743 a accentuar el control de llibreters i impressors; entre 1778 i 1780 es van confiscar 177.000 impresos (200 títols). El juliol de 1784 va començar a publicar-se el primer setmanari bretó, L' Affiche de Rennes. Lingüísticament, la zona bretona tendeix a contraure's a l'oest d'una línia que va de Saint-Nazaire a Saint-Brieuc i passa per Josselin i Loudéac. Reuneix al voltant del 42% de la població provincial, o al voltant d'un milió de parlants. A part dels dos centres francesats (Brest i Lorient), aquesta zona és homogènia. A l'est, les ciutats de l'Alta Bretanya tenen llars bretones, formades per emigrants de la Baixa Bretanya.
- Castell de Soye, a la regió de Lorient
- El Moll de la Fosse de Nantes, amb les seves cases de comerciants
- La torre Vauban construïda a Camaret-sur-Mer per protegir la rada de Brest

L'estructura social roman dividida en tres estaments. La noblesa compta amb 25.000 persones, o gairebé l'1% de la població bretona, i el 56% es concentra al 20% de la costa. L'antiga noblesa d'origen medieval és la més important; només 303 famílies van ser ennoblides al segle xviii. Aquesta classe té una influència important en l'economia; la seva riquesa augmenta durant aquest segle. El clergat reclutava principalment de la mitjana i petita burgesia, així com de la part benestant de la pagesia; la noblesa només aportava el 10% de la seva mà d'obra. El Tercer Estat representa el 98% de la població bretona. Arran d'això, una burgesia cada cop més nombrosa i culta s'oposava a la noblesa en un procés que va anar creixent fins a la Revolució Francesa.

## De la Revolució francesa a l'Imperi napoleònic

### Els inicis de la Revolució
El rei Lluís XVI va prendre la iniciativa el 5 de juliol de 1788 de convocar els Estats Generals per al 1r de maig de l'any següent. A Bretanya, la seva preparació va estar marcada per una forta oposició entre la noblesa i el tercer estat, aquest últim exigint un augment del nombre dels seus representants i una distribució més equitativa dels impostos. Els Estats de Bretanya es van obrir a Rennes el 29 de desembre de 1788 al convent dels Cordeliers. Els dies 26 i 27 de gener de 1789 esclatà a la ciutat la journée des bricoles, la noblesa empenyen les classes baixes de la ciutat contra la burgesia, amb tres morts com a conseqüència. Davant la impossibilitat d'arribar a un acord entre el Tercer Estat i la noblesa per al nomenament de diputats, Lluís XVI va imposar normes específiques a Bretanya. Aleshores, la noblesa va decidir no enviar cap representant a Versalles en senyal de protesta.
Els diputats bretons del tercer estat comencen a reunir-se tan bon punt arriben a Versalles, a finals d'abril de 1789, en un «club bretó», per tal de coordinar les seves accions i la seva correspondència amb la seva província. Le Chapelier s'afirma com a líder allà; el club s'està obrint progressivament a diputats d'altres regions. El club i els diputats bretons van tenir un paper central durant la nit del 4 d'agost, la qual cosa va tenir com a efecte abolir els privilegis i, per tant, els drets particulars de la Bretanya. Pocs dels seus diputats s'hi van oposar; aquests privilegis provincials garantits per l'edicte d'unió de 1532 beneficiaven sobretot la noblesa, però aquesta supressió va ser menys unànime entre els votants d'aquests diputats a Bretanya.
A Bretanya, la regió roman en gran part al marge de la Gran Por, amb l'excepció dels seus passos a l'est. El Parlament i els Estats de Bretanya es van dissoldre respectivament el 3 i el 5 de novembre de 1789. La província va cedir el pas des de 1790 a cinc departaments que es van solapar amb les divisions existents de la província: Côtes-du-Nord, Finistère, Ille-et-Vilaine, Loire-Inférieure i Morbihan. Durant un temps es va plantejar la idea d'un sisè departament format al voltant de Saint-Malo, però finalment es va abandonar. La burgesia aconsegueix ocupar la major part dels nous càrrecs i funcions a partir de 1789, però, per la seva banda, els pagesos no han aconseguit la fi de la domaine congéable i les condicions econòmiques empitjoren en aquest període de problemes. Va ser novament la burgesia qui va aconseguir recuperar la major part dels béns de l'Església i dels nobles emigrats a partir de 1791. La confiscació de la Revolució per part de la burgesia va provocar l'oposició de la resta de classes socials; els nobles s'organitzaven, el clergat va sacsejar l'oposició, i la pagesia es desmarcava cada cop més de la burgesia. La Constitució Civil del Clergat aprovada el juliol de 1790 va canviar la situació al lloc com a la resta de l'oest de França.

### Moviments d'oposició a la Revolució

#### Els inicis desorganitzats
La Constitució civil del clergat s'enfronta a una forta oposició a Bretanya, on entre el 75 i el 90% dels sacerdots es neguen a prestar jurament. Van ser recolzats pels camperols, especialment a Leon, Vannetais i l'Alta Bretanya, regions que es van començar a agitar a finals de 1790 o principis de 1791. El ressentiment es va girar cap a les ciutats, on es van prendre les decisions. Un primer enfrontament va tenir lloc el 13 de febrer de 1791 a Vannes entre camperols i revolucionaris, que va provocar una desena de morts entre els pagesos. Però la situació és diferent a les altres ciutats, on la presència de l'exèrcit i la compra de blat per part dels burgesos permeten mantenir la calma. L'establiment del servei militar per sorteig l'estiu de 1792 va provocar nombrosos enfrontaments al camp, com ara a Fouesnant al juliol, i les tropes camperoles de diversos milers d'homes van atacar Lannion i Pontrieux al setembre.
- La defensa de Rochefort-en-Terre. Alexandre Bloch, 1885
- Els revoltats de Fouesnant, retornats per la Guàrdia Nacional de Quimper el 1792. Jules Girardet, c. 1886

L'aristocràcia també va ser l'origen de diversos moviments de reacció contra la revolució durant els primers anys. Encara que privats dels seus drets feudals que alienen els camperols, els aristòcrates van recuperar una certa influència sobre ells. Després de la fugida de Lluís XVI el juny de 1791, alguns van intentar un aixecament a Malestroit i Machecoul, però van ser fàcilment derrotats per la Guàrdia Nacional. Millor preparada, tampoc no es va materialitzar la insurrecció preparada per l'Associació Bretona i dirigida per La Rouërie, descoberta el juny de 1792. No obstant això, va tenir un paper en l'inici de la Chouannerie a partir de 1793.

#### Cap a una oposició molt massiva
El primer moviment d'oposició va ser d'inspiració republicana. Cap al final de l'Assemblea Legislativa, el 1792, va començar a aparèixer l'oposició dels diputats bretons cap als sans-culottes parisencs. L'agost de 1792, Côtes-du-Nord va enviar una circular als altres departaments bretons demanant que s'escollia una ciutat diferent de París com a seu de la Convenció; l'administració de Loire-Inférieure va escriure al mateix temps «si els parisencs obliden que són francesos i els nostres germans, mai oblidarem que som bretons i enemics nats dels tirans». En conjunt, els diputats de la regió voten amb els girondins; l'oposició als montagnards va augmentar després de la condemna a mort de Lluís XVI el 15 de gener de 1793. Després de la victòria dels montagnards el 2 de juny, això va provocar una insurrecció federalista. Del 19 al 25 de juny, els diputats dels municipis dels cinc departaments es van reunir a Rennes i van votar a favor d'aixecar algunes tropes. Aquests, procedents principalment d'Ille-et-Vilaine, Morbihan i sobretot de Finisterre (les Côtes-du-Nord i Loire-Inférieure preferien mantenir les seves tropes per lluitar contra els chouans), es van unir als federalistes normands a Caen. Tanmateix, la derrota d'aquestes tropes durant la batalla de Brécourt el 13 de juliol de 1793 va posar fi a aquesta insurrecció.
Una altra insurrecció va afectar el camp de la regió a la primavera de 1793. La decisió de la Convenció, el 24 de febrer, d'imposar la lleva de 300.000 homes per sorteig a tot el país va ser mal acceptada a Bretanya, sobretot perquè els funcionaris propers al poder revolucionari estaven exempts per no pertorbar el funcionament de l'administració. La primera revolta va esclatar el 10 de març de 1793 a Saint-Philbert-de-Grand-Lieu abans d'estendre's gairebé per l'Alta Bretanya i part de Leon. Els reforços republicans van arribar a la regió a partir del 25 de març; a partir d'abril la situació es va convertir en el seu avantatge. A partir de la tardor del mateix any, l'arribada a la regió de chouans procedents de Vendée va reactivar l'agitació, en particular amb el Gir de Galerna a l'est de l'Alta Bretanya. La repressió d'aquesta es va produir en el marc del Terror: per exemple a Nantes, Carrier va ordenar l'afusellament i l'ofegament milers de persones. La naturalesa d'aquesta repressió, dirigida especialment contra la religió, va precipitar els pagesos des de principis de 1794 dirigits per pagesos locals com Pierre Guillemot o Georges Cadoudal en una forma de guerra de guerrilles que va afectar el camp en diferents graus. La caiguda de Robespierre el juliol de 1794 va permetre als termidorians negociar una pau amb els revoltats, que va donar lloc al Tractat de La Mabilais el 20 d'abril de 1795, que va garantir l'amnistia als revoltats i va establir la llibertat de culte.
L'aristocràcia també va ser a l'origen dels aixecaments a la regió; el comte de Puisaye va aconseguir estructurar les restes de la chouannerie de 1793 i va marxar a Londres el setembre de 1794 per obtenir suport per a l'organització d'un desembarcament anglès a Bretanya per crear un nou front. Tot i que ràpidament va obtenir el suport del primer ministre britànic William Pitt, el contingent britànic no va arribar a Bretanya fins al 25 de juny de 1795. Al moment que va desembarcar a Quiberon, el cos expedicionari va ser derrotat pels republicans del general Hoche.
L'establiment del Directori, sobretot a causa de la cancel·lació el 1797 d'unes eleccions que proporcionaven nombrosos diputats reialistes, va reactivar un període d'agitació a la regió. No obstant això, va romandre limitada i la situació es va empantanar fins al 1799. L'arribada al poder de Napoleó Bonaparte, arran del cop d'estat del 18 de Brumari, va comportar una política més conciliadora en els seus primers anys de regnat (llibertat religiosa, suspensió de les lleves) i ajuda a recuperar la calma.

### Consequències socio-polítiques de la Revolució i de l'Imperi
El balanç econòmic del període és important per a la regió. La majoria dels grans ports van ser molt afectats; l'abolició del monopoli de la Compagnie des Indes va reduir les activitats de Lorient, l'abolició de l'esclavitud durant el període revolucionari així com les dificultats de comerç amb les Índies Occidentals van afectar Nantes, mentre que Sant-Maloù es rellança a la guerra de cors que, malgrat els èxits de Surcouf, només aporta èxits mixts. Brest, per la seva banda, va estar subjecte al bloqueig anglès i va veure traslladar les seves activitats de construcció naval i armament a Anvers. A l'interior, la indústria del llenç també es va veure molt afectada, tallada dels seus clients a causa de les guerres contra Anglaterra, però les fargues van registrar nombrosos encàrrecs per la mateixa raó i es van desenvolupar durant aquest període.
Políticament, la regió va perdre tota l'autonomia en aquell moment. Els cinc departaments creats ja no tenen cap vincle entre ells, tot i que la Cort d'Apel·lació de Rennes creada el 1800 es va fer càrrec de la divisió de l'antiga província. Els prefectes situats al capdavant de cada departament tenen més poder que els intendents de l'Antic Règim i estan estretament controlats pels ministeris de l'Interior i la Policia. La majoria dels executius administratius, com ara prefectes, bisbes, professors de secundària o professors, són escollits fora de la regió. Localment, els funcionaris i els consellers municipals de les poblacions de més de 5.000 habitants eren escollits directament per l'emperador.
Culturalment, la llengua bretona va quedar exclosa de l'ensenyament dels tres instituts de nova creació a Rennes, Nantes i Pontivy el 1802-1803, així com les facultats que es van reobrir a Rennes el 1808. Costums locals com la soule, o el la representació dels misteris també s'oposa de tant en tant.
La regió també estava dotada de noves infraestructures en aquell moment. La construcció del canal de Nantes a Brest comença per alliberar els ports de Brest i Lorient del bloqueig costaner. També es va desplegar una línia telegràfica, la segona a França, entre París i Brest entre 1795 i 1799. De la mateixa manera es va crear una xarxa de carreteres estratègiques al voltant de Pontivy que, situada al centre de la península, es va traçar i desenvolupar per permetre un millor control de la comarca; també va prendre el nom de «Napoléonville» durant l'Imperi. A l'est, Clisson va ser reconstruït segons un pla d'estil italià després d'haver estat devastat per la chouannerie.

## Edat contemporània

### Un seglexixmarcat per fortes disparitats

#### El pes de les tradicions i l'aïllament
Didier Masseau, evocant el relat que van fer Louis René Villermé i Louis-François Benoiston de Châteauneuf durant el seu viatge a la Bretanya el 1840-1841, resumeix les seves impressions de la següent manera: «Les carretes que encara són rares, muntanyes que separen les poblacions veïnes, una llengua totalment incomprensibles per al viatger procedent de la capital (...), costums ancestrals que es perpetuen, tot sembla allunyar aquesta regió perifèrica del progrés de la societat moderna (...) Regió de tots els arcaismes, la Bretanya és el reservori les supersticions més arrelades (...) i el fa preferir les històries mentideres al llenguatge de la veritat».

#### Dels sectors econòmics en crisi i d'altres portadors d'innovacions
Al segle xix, l'economia bretona ha d'afrontar l'enfonsament d'algunes de les seves activitats tradicionals.
Les fargues, solicitades per les necessitats de l'Armada durant el Primer Imperi, després per la construcció de ferrocarrils a mitjans de segle i finalment per la mecanització de l'agricultura, es va enfrontar a un declivi a partir de 1860, a causa de l'arcaisme dels seus mètodes i competència d'altres regions franceses que estaven més industrialitzades. Només les fargues situades prop del mar i, per tant, punts de venda específics, com Basse-Indre i Hennebont, aconsegueixen mantenir la seva existència modernitzant-se. Arran de les fargues, la majoria de mines van tancar durant el segle, fins i tot a principis del segle xx, com les de ferro, galena o carbó.
De la mateixa manera, la producció de teixit continua a la baixa, marcada per la manca de modernització i la creixent competència amb les filatures mecàniques de Nord. El 1914, les fàbriques tèxtils només quedaven a les conques de Nantes i Rennes. 
En l'àmbit comercial, la majoria de ports secundaris van intentar convertir-se en cabotatge, en particular construint bassin à flot (per exemple, Le Légué el 1878 o Paimpol el 1884), però no van poder fer front a la competència del ferrocarril. Finalment, la pesca del bacallà a Terranova, actius en una part de la costa nord que va de Cancale a Paimpol, va disminuint progressivament per la dificultat de la professió, l'augment dels costos de l'armament i la baixada del preu de la tornada. A principis del segle xx, l'activitat es manté amb dificultat a la regió de Sant-Maloù i desapareix de la de Saint-Brieuc.
El segle xix és també un període de modernització de les vies de comunicació. El canal del Blavet es va acabar el 1826, el de Nantes a Brest el 1842 i el d'Ille-et-Rance el 1843. La dècada següent, el ferrocarril va arribar a la regió; Nantes estava connectada amb la resta de França el 1851, Rennes el 1857, Lorient i Guingamp el 1862, Quimper i Pontivy el 1864, i Brest el 1865. La xarxa viària duplica la seva longitud al segle xix, sobretot gràcies a les polítiques d'ordenació territorial de la Monarquia de Juliol; la creació d'una xarxa de carreteres estratègiques a les zones afectades per les guerres de Vendée (al sud-est del departament d'Ille-et-Vilaine i al Loira-Inférieure) i millora dels camins reials, especialment entre Rennes i Brest. No obstant això, aquestes connexions es fan principalment per proveir els arsenals (Brest, Lorient, Indret) i per connectar la regió amb París amb vista a la centralització. Les connexions nord-sud no han millorat i segueixen sent difícils. Aquests desenvolupaments permeten evolucionar positivament determinats sectors econòmics com l'agricultura o la pesca, o fins i tot són a l'origen de la seva creació com en el cas del turisme.
- El canal de Nantes a Brest a Rohan (Morbihan) el 1865.Dibuix de Félix Benoist
- Construït el 1883, el Gran Casino, enderrocat el 1937 i el Grand Hôtel de Paramé, transformat en banys marins el 1963

Altres sectors van sorgir aleshores gràcies a l'evolució tecnològica. El descobriment de la conserva va permetre, al llarg de la costa sud, el desenvolupament d'una indústria conservera centrada en la sardina. El seu apogeu va ser cap al 1880, quan la Bretanya va concentrar 132 de les 160 fàbriques de sardines franceses. Aquestes fàbriques són sovint controlades per capital de Nantes i s'hi creen grups com Cassegrain (el 1861) o Saupiquet (el 1877). S'està desenvolupant una nova generació de foneries modernes que produeixen llaunes per subministrar aquestes conserveries. Les fargues de Hennebont, que comptaven amb 250 treballadors quan es van crear el 1858, en tenien 3.000 el 1914. La modernització de la construcció naval també va ser una font de creixement: Saint-Nazaire, amb l'ajuda de l'escocès John Scott, va obrir el 1861 una drassana per a construir vaixells de ferro. El 1881, els Ateliers et Chantiers de la Loire i els Chantiers de l'Atlantique creats amb capital de Nantes van seguir el camí de la construcció de vaixells de ferro. La marina militar va seguir aquest desenvolupament: els arsenals de Brest i Lorient també van passar a la construcció de vaixells de ferro. D'aquest últim arsenal va sortir la fragata blindada La Couronne el 1861, seguida el 1876 i el 1879 dels cuirassats La Dévastation i Le Redoutable. L'any 1913, el 50% dels vaixells de la marina nacional van sortir de les drassanes bretones. Finalment, el ferrocarril permet a la darrera part del segle xix per desenvolupar el turisme al llarg de les costes, primer per als habitants rics de les ciutats de la regió, després per als parisencs i els estrangers. Pobles com Paramé o Dinard estan veient construir viles per acollir aquesta darrera clientela.
- Forges d'Hennebont, al marge dret del riu Blavet canalitzat. Principis del segle xx
- Cartell antic de Saupiquet, que descriu al consumidor la tècnica d'obrir una llauna de sardines en quatre idiomes (francès, anglès, castellà, alemany)

Els sectors més tradicionals també van experimentar un desenvolupament important en aquest moment. Fougères va veure el desenvolupament d'una indústria del calçat; la primera basada en esclops, aprofitant els boscos del voltant, després a partir de la dècada del 1860 a base de cuir. Nantes va veure el desenvolupament d'una indústria del sucre, amb la creació per part de Cossé-Duval d'una refineria de sucre candi el 1836, o l'obertura de les fàbriques de galetes Lefèvre-Utile el 1846. La petita indústria dominava el paisatge regional; el 1896, hi havia 325.000 establiments industrials als cinc departaments bretons.

#### Una agricultura en mutuació
El segle xix va veure la modernització de l'agricultura bretona gràcies a diversos factors. La difusió de mètodes moderns requereix la formació dels operadors actuals i futurs. Jules Rieffel va tenir un paper clau en estar a la iniciativa l'any 1830 de la creació d'una escola agrícola a Nozay que es va convertir en una escola agrícola regional el 1848 després es va traslladar a Rennes el 1895, però també per la creació de revistes destinades a difondre noves idees. Segon factor, la mecanització només va començar a agafar impuls a partir de 1870, encara que la introducció de noves eines es va produir abans. El 1823, el nantès Pierre Athénas va adaptar una vertedora helicoïdal a una arada. A finals de la dècada del 1830 es va començar a popularitzar a la regió l'arada creat per Mathieu de Dombasle. L'any 1882, Finisterre ocupava la quarta posició nacional pel que fa al nombre de trilladors, Côtes-du-Nord en vuitè i Ille-et-Vilaine en onzena posició. Un tercer factor, el subministrament d'adobs fosfatats es va desenvolupar a partir de 1850, inicialment lentament i després ràpidament després de 1880, ajudat per la modernització dels modes de transport.
La landa continua ocupant un lloc important en l'agricultura bretona des del segle xix, sobretot gràcies a la seva disponibilitat gratuïta per als pagesos més pobres, per als quals aquest sistema és essencial per a la supervivència. S'hi continua practicant el desbrossament del terreny; els pagesos treuen la vegetació amb una aixada i aquesta s'utilitza com a jaç per animals i després com a fem. Les zones desbrossades s'utilitzen llavors com a pastures. Segueix un cicle de guarets. Les parts llenyoses dels ajoncs es poden utilitzar com a llenya. L'any 1834, prop del 27% de la superfície de la regió estava coberta de bruc, és a dir, 900.000 hectàrees, però aquesta proporció va arribar al 40% als departaments de Finisterre i Morbihan. El desbrossament va afectar primer l'Alta Bretanya, abans d'estendre's a la Baixa Bretanya, sobretot després de 1880. Així, les superfícies van caure a 785.000 hectàrees el 1862, després a 422.000 hectàrees el 1913.
- L'escola regional d'agricultura, creada el 1830, es va traslladar a Rennes el 1895
- Roscoff: enviament de cebes a Anglaterra (c. 1920)

La producció agrícola es diversifica. Durant el període, el blat va augmentar d'una quarta a la meitat de la superfície, l'ordi i la civada van augmentar fins a ocupar un terç de la superfície de cereals, mentre que el sègol i el fajol van perdre cadascun la meitat de la seva superfície. La patata va doblar la seva superfície de cultiu i els naps, encara desconeguts a principis de segle, ocupaven una setena part de la superfície l'any 1913. El balanç també anava canviant en la ramaderia, en detriment de la ramaderia ovina. La ramaderia bovina ha augmentat un terç en un segle. Ajudat per una alimentació millorada, el pes dels animals es duplica; el nombre de porcs també es duplica, gràcies a l'auge del cultiu de la patata. La cria de cavalls de tir es va beneficiar del desenvolupament del ferrocarril, especialment a Landivisiau.
Es van desenvolupar exportacions; per exemple, els productors de ceba de la regió de Roscoff van exportar els seus productes a Anglaterra a partir de 1828. N'hi havia fins a 200 Johnnies el 1860. De manera més general, l'arribada del ferrocarril va permetre una exportació més ràpida de la producció a l'exterior. món (particularment a París), i comporta un augment dels preus de venda, favorable als pagesos però penalitzant els treballadors de les ciutats petites.

#### Pressió demogràfica i emigració
La població bretona va créixer aproximadament un milió d'habitants entre 1815 i 1914, la qual cosa va permetre que la regió romangués al voltant del 8% de la població francesa total. Aquest creixement demogràfic es deu a la combinació d'una elevada taxa de natalitat i un lent descens de la taxa de mortalitat. El resultat és una població jove, de la qual els menors de 20 anys representen aproximadament el 40% de la població durant el període, mentre que l'esperança de vida dels bretons supera els 41 anys en tots els departaments del període 1891-1900. La densitat de població de la regió continua sent superior a la mitjana francesa, situant-se en 92 habitants/km2 l'any 1911 enfront dels 75 de la resta del país.
La població es va mantenir predominantment rural, la proporció «d'habitants urbans» només va augmentar del 20% al 26% entre 1876 i 1911. Aquesta taxa es va mantenir molt per sota de la mitjana francesa que va superar el 54% el 1911. Van ser a les petites ciutats rurals les que van experimentar un fort creixement, més que a les ciutats grans. Algunes petites ciutats de la costa sud es van desenvolupar ràpidament gràcies al boom de les conserveries: Le Guilvinec va passar de 500 a 3000 habitants en pocs anys, Concarneau de 2500 a 5000, i Douarnenez de 1800 a 7500. A la majoria d'aquestes ciutats, l'estil de vida roman molt propera a la del camp dels voltants i el bretó com el galó hi va persistir fàcilment fins a la Primera Guerra Mundial. No obstant això, algunes grans ciutats van destacar en aquell moment. Nantes va passar dels 74.000 habitants l'any 1801 a gairebé 200.000 en vigílies de la guerra, i va ser l'única ciutat bretona que va tenir una indústria diferenciada i que va estar dotada de capital propi, així com del primer tramvia francès. Rennes va passar de 25.000 habitants el 1801 als 80.000 el 1911 i es va consolidar com a ciutat administrativa i universitària. Brest i Lorient depenen tots dos de les activitats de la Marina, el primer amb 85.000 habitants el 1911 (per una aglomeració de 115.000) i el segon 45.000 habitants per a una aglomeració de 55.000. Saint-Nazaire, impulsada per la construcció naval, va passar de 4.200 habitants el 1846 a 19.000 habitants el 1865.
- Densitat de població a la Bretanya el 1887
- Saint-Nazaire va experimentar un fort creixement al segle xix que la porta a 19.000 habitants l'any 1865

A partir de 1850 es va produir un moviment emigratori, a causa de diversos fenòmens. A l'interior de la Bretanya és notable la sortida dels camperols de l'interior de la regió cap a les zones costaneres, provocada pel tancament de fargues, mines i fàbriques de teles que constituïen complements financers essencials i pel desenvolupament del terreny que és massa lent per absorbir l'augment de la població rural. Paral·lelament, unes 500.000 persones van marxar de la Bretanya cap a altres regions entre 1871 i 1911. Aquesta emigració es va veure facilitada per l'arribada del ferrocarril a la regió l'any 1852. La meitat dels emigrants van anar a la regió de París, on hi treballaven sobretot les dones com a treballadores domèstiques i homes com a artesans. Els mariners bretons es van instal·lar als principals ports francesos; mariners de l'Estat a Toló o Cherbourg, mariners comercials a Le Havre i pescadors a Boulogne-sur-Mer o La Rochelle. S'hi van crear barris bretons, com el de Saint-François a Le Havre o el de Saint-Sauveur a La Rochelle. Al contrari, pocs d'ells van emigrar a l'estranger o a les colònies.
La població continua marcada per nombrosos problemes de salut i durant el segle van esclatar diverses crisis de subsistència. L'any 1910, els bretons eren els més nombrosos de França exempts del servei militar per raquitisme, idiotisme o tuberculosi. Les epidèmies van disminuir en general durant el segle, però malalties endèmiques com el tifus, la disenteria, la verola i sobretot la tuberculosi van continuar afectant la regió. S'expliquen per la mediocritat de l'alimentació, que es manté desequilibrada i poc proveïda de carn fresca, però també per una manca d'higiene generalitzada al camp. L'educació va experimentar un important retrocés després del període revolucionari. El 1832, 952 comunes bretons de 1475 no tenien escoles. El progrés es va mantenir lent; el 1878, Finistère ocupava el 87è dels 89 departaments francesos pel que fa a la taxa d'escolarització dels 6-13 anys, Morbihan al 85è lloc, Côtes-du-Nord al 82è, Loire-inférieure al 77è, i Ille-et-Vilaine al 67a. L'alcoholisme i el nombre de suïcidis també van augmentar a la segona meitat del segle.
En conjunt, la Bretanya continua sent una terra necessitada de modernització i es presenta com a tal durant les exposicions universals parisenques que marquen la fi del segle xix i principis de segle xx.

#### Política, sindicats i Església: evolució de les relacions de poder

##### Una terra conservadora
Durant la Restauració i la Monarquia de juliol, el mètode de sufragi es va mantenir censal. La Bretanya té menys càrrecs electes que la resta de França: 1 votant per 423 habitants el 1820, enfront d'1 per 300 de mitjana. Aquesta taxa només va augmentar un 20% el 1830. Els càrrecs electes, majoritàriament nobles o grans terratinents, eren majoritàriament Ultras. Durant la revolució de juliol de 1830, només Nantes van ocòrrer aldarulls.
L'electorat es va duplicar entre 1830 i 1848, arran de la progressiva rebaixa dels llindars d'elegibilitat, però la regió es va mantenir per sota de la mitjana francesa, amb 1 votant per cada 220 habitants a la Bretanya el 1848 enfront d'1 per cada 150 habitants de mitjana a la resta del territori del país. Paral·lelament, es va constituir una associació republicana d'oposició, la «Associació Republicana d'Occident», dirigida per Guépin a Nantes o Morhéry a Loudéac.
La revolució que va establir la Segona República el 1848 va ser rebuda en general favorablement. Les eleccions d'abril de 1848 van proporcionar a la Bretanya representants electes majoritàriament de les professions liberals (37 d'un total de 70 diputats), de dretes (48) i recolzats pel clergat, mentre que els de la vida econòmica eren minoritaris (16). Durant les eleccions presidencials del mateix any, Bretanya va votar per majoria Louis-Napoléon Bonaparte, però Cavaignac va obtenir una millor puntuació que a la resta de França (53% per Bonaparte a Bretanya enfront del 74,2% a nivell francès, 43,06% per a Cavaignac a la Bretanya enfront del 19,4% a nivell francès). Els diputats bretons, majoritàriament legitimistes, es van oposar al cop d'estat del 2 de desembre de 1851 (44 sobre 59), però durant el plebiscit del 20 i 21 de desembre de 1851, com durant les eleccions legislatives del 19 de febrer de 1852, els bretons va votar per majoria pel Partit Imperial, malgrat les baixes taxes de participació al voltant del 67%. El clergat, per la seva banda, també va donar suport local al nou emperador, arran del seu suport a l'expedició de Roma de 1849 per donar suport al Papa i a la Llei Falloux de 1850 relativa a la llibertat d'educació.

##### La fugida d'idees republicanes
El Segon Imperi va experimentar un suport limitat que es va deteriorar des de principis de la dècada del 1860. El nou suport de Napoleó III a la unitat italiana va alienar el clergat. En els darrers anys d'aquesta dècada, la burgesia bretona va passar a l'oposició republicana. Però el plebiscit de 1870 va suposar una gran victòria del «sí» amb un 90,6% dels votants favorables a la nova constitució imperial (en comparació amb el 81,3% a nivell nacional), però el «no» va obtenir una bona majoria a les grans ciutats com Brest (on va ser majoritari), Nantes (40,1%), o Lorient (27%).
La caiguda de l'Imperi durant la guerra de 1870 va veure que els bretons participaren activament en la constitució del nou govern provisional; el general Trochu de Belle-Île-en-Mer n'era el president, Jules Simon de Lorient n'era el ministre d'instrucció pública, el general Le Flô de Lesneven el ministre de la Guerra, i Alexandre Glais-Bizoin de Quintin és membre de la delegació de Tours. Tanmateix, la mobilització bretona també va provocar l'episodi de Conlie, on el contingent de 60.000 bretons mobilitzat pel general de Kératry per a la contraofensiva contra els prussians, va ser estacionat desarmat en condicions insalubres per Léon Gambetta i els republicans tement «un nou exèrcit de chouans».
La Tercera República té dificultats per afirmar-se a la regió, a causa de les diferències econòmiques existents entre Bretanya i la resta de França (grans propietats de nobles verss petites propietats privades) i per la seva oposició a l'Església mentre és forta a la regió. L'auge del republicanisme a la dècada del 1870 es va produir a través de les ciutats, grans i mitjanes, en detriment dels elements més radicals. Per primera vegada durant les eleccions legislatives de 1881, els republicans van prendre la majoria dels conservadors. L'encíclica Inter Sollicitudines de 1892 del papa Lleó XIII, demanant als catòlics francesos que acceptessin la República, provocà l'enfonsament dels candidats monàrquics a les eleccions legislatives de 1893. Però les qüestions religioses van ressorgir des de principis del segle xx, amb el teló de fons de l'afer Dreyfus (el judici del qual va ser revisat a Rennes el 1899) i la política anticlerical d'Émile Combes entre 1902 i 1905, que també apuntava a l'ús del bretó. Aquestes accions contra el que es perceben com dos pilars de la identitat bretona (la religió i la llengua), són a l'origen del desenvolupament dels partits polítics del primer Emsav com la Unió Regionalista Bretona el 1898, que aviat arribaran a comptar amb un miler de membres, el Bleun Brug del mossèn Perrot el 1905, la Federació Regionalista de Bretanya o el Partit Nacionalista Bretó el 1911. Però aquests dos últims moviments només van tenir un públic molt limitat. També va ser durant el període 1902-1914 que l'esquerra va fer més progressos a la Bretanya i que els radicals es van afirmar.

##### Inicis del moviment obrer
La Llei Ollivier de 1864, que atorgava el dret de vaga, va tenir una influència limitada en l'aparició d'un moviment obrer a Bretanya. No va ser fins al 1869 que es va crear la primera cambra sindical a Nantes; el desenvolupament va tenir lloc per primera vegada al voltant d'aquesta ciutat, abans que Rennes va seguir el 1877 amb la creació de la seva primera cambra sindical. La Llei Waldeck-Rousseau de 1884 que autoritzava els sindicats va donar lloc a la creació de 27 sindicats entre 1880 i 1887, especialment a les regions de Nantes, Rennes, Saint-Nazaire i Fougères. La progressió es va accelerar a partir de l'última dècada del segle (el moviment va passar de 55 sindicats per a 5.774 sindicalistes el 1892 a 300 sindicats per a 36.330 sindicalistes el 1908). El moviment bretó va desenvolupar contactes amb la resta del moviment francès arran del congrés de Nantes de la Federació Nacional de Sindicats de 1894. Es va crear una xarxa de borses de treball; la primera a Saint-Nazaire el 1892, després Nantes i Rennes el 1893, Fougères el 1900, Lorient el 1903, Brest i Saint-Brieuc el 1904, Quimper el 1905, Vannes el 1907 i Sant-Malòu el 1909.
Les idees socialistes es van desenvolupar a Bretanya, primer a Brest amb la creació de la secció de Brest de la Primera Internacional el 1869 per part de Constant Le Doré. A Rennes, el primer grup socialista s'organitza el 1876 i fou seguit per la creació d'un grup de Nantes el 1880. El 1878 un conseller municipal d'aquest grup fou elegit a Rennes, seguit el 1884 per altres a Brest i Lambézellec. El moviment es va estructurar a nivell regional amb la creació de la Federació Socialista de Bretanya l'any 1900, però la seva pertinença a la Secció Francesa de la Internacional Obrera (SFIO) va fer que es separes en cinc seccions departamentals, aquest partit només acceptava federacions departamentals. Brest va proporcionar a Bretanya el seu primer alcalde socialista el 1904, Victor Aubert, i després el seu primer diputat el 1910, Émile Goude.
Una sèrie de grans conflictes van afectar la regió des del 1892 fins al 1914, amb un total de 1.297 vagues que van reunir 246.804 vaguistes i que van sumar més de 3 milions de dies no laborables. Els principals moviments de l'època van afectar la regió de Nantes el 1893, Trignac el 1894, els pescadors de la costa sud el 1896-1897, Finisterre el 1905, les fargues de Hennebont el 1906, Fougères el 1906-1907 i de nou el 1914, i els estibadors de Nantes el 1907.

#### Una cultura entre romanticisme francès, redescobriment del patrimoni i desenvolupament endogen
En l'àmbit literari i artístic, amb el desenvolupament de la celtomania a finals del segle xviii i el moviment romàntic de principis de segle xix a França, la Bretanya va ser redescoberta per molts artistes i semblava idealitzada. Després de la mort de Chateaubriand el 1848, la seva tomba a Sant-Malòu es va convertir en un lloc de pelegrinatge per als seus admiradors i altres artistes. Aquesta atracció per la Bretanya es va veure reforçada amb la publicació de Barzaz Breiz el 1838 per Théodore Hersart de La Villemarqué i l'èxit de les seves reedicions durant la dècada següent. Una visió estereotipada de la regió, portada per la imatge de camperols vestits amb la seva millor roba per al pardon, es va popularitzar fora de la Bretanya a partir de la dècada del 1850 quan Eugène Boudin va presentar Le Pardon à Sainte-Anne-la-Palud a París el 1859 i va tenir un cert èxit, que va portar pintors a la comarca a la recerca d'aquests paisatges i aquests temes. Pont-Aven els va acollir en gran nombre a partir de 1865 i sobretot Gauguin el 1888. El turisme emergent també va participar en aquest procés de folklorització. L'any 1845 es va publicar la primera guia turística de la comarca. La faiança de Quimper va crear el seu primer plat de temàtica «bretona» l'any 1878.
- Mapa històric de la creació de balnearis a la Bretanya
- La tomba de Chateaubriand a Sant-Malòu
- El pardon a Sainte-Anne-la-Palud, d'Eugène Boudin de 1859

En l'àmbit acadèmic, s'estan desenvolupant estudis sobre la regió. L'Acadèmia Cèltica, activa a París de 1804 a 1813, va tenir un paper pioner. El canonge Mahé va posar en marxa la Societat Polimàtica l'any 1826 a Vannes amb l'objectiu de salvaguardar els alienaments de Carnac. Arran de la creació de l'Associació Bretona el 1843, es van crear diverses societats departamentals d'arqueologia els anys següents. Arthur de La Borderie es va establir com el principal organitzador de la recerca sobre aquestes qüestions des de mitjans de segle i va publicar de 1899 a 1906 una Història de Bretanya en sis volums. La Universitat de Rennes comença a prendre mesures per obrir una càtedra celta. Aleshores se'ls demana als cinc departaments bretons que aportin part del finançament necessari per a la seva obertura; el 1892, Finisterre va ser el primer departament que va proporcionar finançament, per un import de 300 francs dels 3000 necessaris per a la càtedra, i finalment es va obrir el 1903.
- La visió després del sermó de Gauguin de 1888
- Faiança de Quimper amb tema «bretó», produïda a partir de 1878
- El turisme i els ferrocarrils van ajudar a transmetre els estereotips de l'època

En l'àmbit de la creació artística local hi treballen diversos moviments. Jean-François Le Gonidec és a l'origen d'una gramàtica i d'un diccionari del bretó, així com d'una proposta d'unificació de la llengua escrita. Les cançons i contes orals d'aquesta llengua es van començar a publicar en aproximadament 1500 exemplars a la primera meitat del segle xix en forma de fullets de 6 a 8 pàgines. A partir de la Restauració, nobles com Aymar de La Calande van començar a interessar-se per aquesta cultura popular. En francès, autors de la regió com Chateaubriand, Ernest Renan i Jules Verne gaudeixen d'una gran popularitat, igual que les col·leccions de François-Marie Luzel o Anatole Le Braz (aquest últim va publicar La Légende de la mort en Basse-Bretagne el 1893). També és de la segona meitat del segle xix que el vestit tradicional bretó, sobretot les còfies bretones, comença a diversificar-se. Dedicades a festes i cercaviles, aquestes darreres eren imprescindibles entre l'alta i mitjana pagesia.

### La Primera Guerra Mundial
Durant la Primera Guerra Mundial, la reconversió a l'economia de guerra va afectar la Bretanya. El camp es veu afectat per la sortida d'homes i cavalls cap al front, que pertorba el treball del camp; dones i nens que han de prendre el relleu. La superfície cultivada només va disminuir lleugerament durant el període, però els rendiments van baixar. Al mateix temps, l'augment dels preus de venda dels productes agrícoles va permetre als productors enriquir-se; la mantega va passar de 2,20 francs abans de la guerra a 12 francs a finals de 1918; una dotzena d'ous de 0,80 francs a 5,50 francs durant el mateix període. La indústria també experimenta una reconfiguració. Les àrees prioritàries per a l'esforç bèl·lic van ser afavorides per l'Estat; la indústria tèxtil necessària per a la confecció de la roba dels soldats, la metal·lúrgia per a la fabricació de d'obusos, així com la indústria conservera. Però altres estan alentint-se; les drassanes per manca de subministrament de ferro i carbó, o fins i tot el sector de la construcció. Amb la pujada dels preus a la ciutat, el moviment sindical es va reestructurar i va esclatar una primera vaga a les Drassanes de la Loire el 20 d'octubre de 1916, abans que aquest moviment es desenvolupi durant la primavera i l'estiu de 1917.
La regió també està lluny del front terrestre, cosa que la converteix en un lloc adequat per acollir tant refugiats com presoners. Es van obrir camps d'internament a Guérande, Pontmain o Île Longue. Els civils aliats també són benvinguts, especialment de Bèlgica o Sèrbia. En total, Loire-Inférieure va acollir 60.000 refugiats durant la guerra, Côtes-du-Nord i Morbihan 30.000, Ille-et-Vilaine 25.000 i Finisterre 22.800. Els ports de Brest i Saint-Nazaire van veure passar nombroses tropes aliades i el seu equipament; poc menys de 800.000 soldats estatunidencs van passar per aquest primer port durant el conflicte. Les infraestructures dels ports del Loira estan desenvolupades per l'enginyeria estatunidenca per permetre la descàrrega massiva d'equips.
- Pintura d'Edward Reginald Frampton que mostra una vista de la Bretanya durant la Primera Guerra Mundial
- Ferits marroquins i xinesos recuperant-se a Dinan
- Placa commemorativa a l'Hôtel des Invalides de París que mostra la xifra de 240.000 morts

La població bretona, jove (el 1914 el 40 % dels bretons tenien menys de 20 anys) i menys industrialitzada (per tant, menys propensa a ser recordada a les fàbriques amb «afecte especial»), va proporcionar molts soldats d'infanteria. La xifra de 240.000 morts va ser molt citada després de la guerra per diferents partits polítics, abans de ser presa com a símbol pel Moviment Bretó. Estudis més recents dels historiadors porten aquesta xifra entre 140 i 150.000 morts, o al voltant del 22% dels bretons mobilitzats, enfront d'una mitjana francesa que oscil·la entre el 16 i el 17%.
Després de la guerra, els monuments commemoratius de guerra de la regió van destacar dels de la resta de França; les estàtues posant més èmfasi en la desolació i la contemplació i representant més camperols amb roba de treball o dones amb roba de dol, més que el caràcter heroic dels poilus. A més, la majoria dels memorials es construeixen en un espai religiós o funerari, l'església o el cementiri. Alhora, les cerimònies commemoratives de l'11 de novembre van ajudar a acostar la Bretanya a França, establint una commemoració comuna, mentre que el 14 de juliol no s'havia consolidat mai entre els pagesos de la Baixa Bretanya.

### Periode d'entreguerres

#### Canvi de resultats electorals
Políticament, la regió va a contracor de la resta de França. Durant la victòria del Bloc Nacional a les eleccions legislatives de 1919, Bretanya va donar el 54% dels vots i el 60% dels escons a l'esquerra. El primer alcalde comunista francès és elegit per a les eleccions municipals de Douarnenez. Durant la victòria del Cartel des gauches a les eleccions legislatives de 1924, la regió va donar el 45% dels vots i el 60% dels escons a la dreta, a causa de la qüestió de la laïcitat i l'educació escolar que va reforçar encara més l'oposició catòlica forta a la Bretanya. Paral·lelament, l'escissió resultant del Congrés de Tours va ser favorable a la SFIO, mentre que les xifres del PCF van baixar a partir de 1923. De nou, durant les eleccions legislatives de 1932, Bretanya va destacar; mentre el Cartel des gauches s'imposa de nou a nivell nacional, a nivell local els demòcrates cristians i els centristes no anticlericals aconsegueixen 17 escons, la dreta 10, els socialistes 4 i els radicals 13. Durant les eleccions legislatives de 1936 que van portar al poder el Front Popular, el progrés de els socialistes van anar en detriment dels radicals i l'esquerra va sortir debilitada i en minoria a partir d'aquestes eleccions de 1936. També es van destacar les expressions polítiques més locals durant el període d'entreguerres. El moviment demòcrata cristià liderat pel Partit Demòcrata Popular comptava amb nombroses seccions a la regió i es va beneficiar del suport del diari Ouest-Éclair fins al 1933. El moviment bretó també va tenir una expressió política amb l'existència del Partit Autonomista Bretó, actiu des del 1927 al 1931, abans de viure una escissió entre la Lliga Federalista de Bretanya (més ancorada a l'esquerra), i el Partit Nacional Bretó (nacionalista); Tanmateix, només apleguen uns quants centenars de persones i tenen una petita audiència electoral.
En l'àmbit sindical, la CGT, més moderada que la CGT-U fruit d'una escissió, avançà fins al 1928, però la sindicalització de l'època afectava sobretot als arsenals, la funció pública i algunes grans empreses. La situació va evolucionar amb una sèrie de vagues relacionades amb els treballadors que treballaven a les conserves de la costa atlàntica, sobretot a Douarnenez el 1925-1926 on va afectar 1.600 persones i on compta amb el suport del nou alcalde comunista de la ciutat, que permet al partit comunista establir-se de manera duradora als ports pesquers de la comarca. El sindicalisme cristià també va experimentar un creixement important després de la creació de la CFTC el 1919, sobretot a Rennes, Fougères, Brest i Nantes. El nombre de sindicalistes va augmentar fins a la crisi de 1929, després va disminuir abans de viure una nova dinàmica de creixement després de la fusió de la CGT i la CGT-U el 1936. El mateix any, la Bretanya comptava amb uns 100.000 sindicalistes. La signatura dels acords de Matignon l'any 1936 va provocar un cert nombre de vagues a la regió, però només un terç de les fàbriques estaven ocupades durant aquests, enfront dels dos terços a nivell nacional. En conjunt, les accions sindicals es van mantenir controlades i moderades durant el període d'entreguerres, recolzades per una majoria reformista entre els empleats bretons.
L'Església Catòlica aconsegueix mantenir un lloc important, sobretot a través de grans esdeveniments: la Federació Nacional Catòlica aconsegueix així reunir 200.000 manifestants a la regió, dels quals 70.000 a Nantes, en reacció a la política del Cartel des Gauches el 1925, i entre 100.000. i 150.000 persones van ser presents a la inauguració del memorial de Sainte-Anne-d'Auray el 1932. L'agrupament de la població va continuar, sobretot al món rural amb la creació de la Joventut Agrícola Catòlica el 1929. El seu lloc en l'educació continua sent forta; les escoles catòliques privades matriculen el 57% dels infants a l'educació primària gràcies a una preeminència en l'escolarització de les noies, però el desenvolupament de l'educació secundària, que és més cara, fa que perdi presència. Només matriculaven el 53% de la població a finals de la dècada del 1930 enfront del 62% el 1910.

#### Canvis econòmics i la crisi de 1929
En l'agricultura, la primera dècada del segle xx va ser força favorable als agricultors. La creació del Crédit Agricole Mutuel va permetre als agricultors adquirir les seves terres i els preus de venda van ser rendibles fins a finals de la dècada del 1920, però la crisi de 1929 va canviar la situació. El preu dels productes agrícoles va baixar a partir d'aquesta data i, a partir de 1931, Anglaterra va deixar d'importar patates a causa de la crisi de l'escarabat de la patata, tallant així el nord de Bretanya dels seus punts de venda. Els pagesos recorren llavors a altres produccions com el lli, accentuant la sobreproducció en aquests sectors, o emigren (sobretot del Finisterre al Périgord), per iniciativa d'Hervé Budes de Guébriant, president de l'oficina agrícola central de Landerneau. L'Estat va implementar una política de recompra i destrucció d'excedents, però la baixa indemnització va reduir el poder adquisitiu dels agricultors i va augmentar el nombre d'embargaments, especialment a Leon i Trégor occidental i interior. Es van desenvolupar moviments socials contraris a aquesta política, sobretot dels camises verdes de Henri Dorgères, però l'inici de la recuperació econòmica a la tardor de 1934 la va frenar i els preus de venda van començar a pujar de nou.
- Els inicis del turisme: la platja de Dinard i les seves cabanes, entre 1890 i 1900
- La posada en funcionament del port pesquer de Keroman a Lorient a principis de la dècada del 1920 va permetre que la ciutat assoleixi la segona posició entre els ports pesquers francesos durant la dècada següent

Al sector primari, l'augment de la producció d'hortalisses i llegums verdes va tenir un efecte positiu en les conserves de la regió, afavorit també per la posada en funcionament del port pesquer de Keroman a Lorient a principis de la dècada del 1920 i que va augmentar des de finals de la dècada del 1930 fins a segon lloc entre els ports pesquers francesos. En conjunt, la situació només va beneficiar la costa sud, amb el declivi de la costa nord continuant en aquell moment. L'auge del ferrocarril també va permetre desenvolupar la venda de productes frescos a les principals ciutats franceses.
Al sector secundari, la indústria està experimentant un desenvolupament específic de la regió. La distància amb Alemanya també permet a la regió desenvolupar activitats industrials, com l'aeronàutica i la refinació de petroli. A la vigília de la Segona Guerra Mundial, dos terços dels vaixells de guerra i la majoria dels vaixells de línia francesos es van construir en una zona situada entre Brest i Nantes. La qüestió energètica comença a aparèixer. La presa de Guerlédan es va començar a construir l'any 1921 i es va formular un projecte per a una central maremotriu a l'Aber-Wrac'h. Paral·lelament, els diputats de les mines de carbó del Nord van aconseguir imposar l'ús del carbó de la seva regió, més car i de menor qualitat que el carbó procedent de Gal·les, que després s'utilitzava a la Bretanya, penalitzant així diverses indústries. La crisi de 1929 va afectar moltes indústries nanteses, i a la resta de la regió les activitats vinculades a la pesca, la metal·lúrgia i el trànsit portuari van ser els sectors més afectats.
En el sector terciari, el turisme comença a massificar-se al litoral. La Baule-Escoublac i Dinard tenien, respectivament, 50 i 86 hotels el 1926 (acollint un total de 70.000 visitants en la mateixa data) i en determinades zones costaneres es desenvolupava un complex turístic de luxe. La crisi de 1929 va afetar part d'aquest turisme de luxe i diversos casinos van tancar després d'aquesta data. Les vacances pagades van donar una nova vida a aquesta activitat l'estiu de 1937 amb l'arribada de mig milió d'estiuejants francesos i 100.000 estrangers a la regió, augmentant l'assistència a unes 150 estacions balneàries de la regió i els seus 12 casinos.

#### Societat tradicional en retirada i resposta cultural de l'Emsav

El Gwenn ha Du va ser proposat el 1923 per Morvan Marchal, del moviment Seiz Breur

La població continua disminuint. La regió va perdre 200.000 persones entre 1911 i 1921, i 38.000 més durant la dècada següent. L'emigració és la principal explicació; el camp perd 300.000 habitants mentre que els pobles només en recuperaven 87.000. Aquest moviment es nota especialment a Côtes-du-Nord i Morbihan, que van perdre, respectivament, 66.000 i 41.000 habitants en l'espai de vint anys. Els de 20 a 39 anys són els més afectats per aquest fenomen i només representen el 29% de la població a Bretanya, tres punts menys que la mitjana francesa. Els problemes de salut també afecten la regió. L'alcoholisme augmenta al camp afectat per la manca de perspectives i per una legislació que afavoreix la concessió de llicències a les vídues de guerra. El nombre de suïcidis segueix la mateixa corba per les dificultats econòmiques i el celibat rural. La tuberculosi causa la mort d'un de cada cinc habitants de la ciutat i el 40% de les morts entre els 15-44 anys. Tanmateix, alguns col·lectius proporcionen vincles socials, com les associacions de veterans que aglutinaven 50.000 membres el 1928 i 125.000 el 1933.
El bretó ha assolit el seu màxim històric de parlants, al voltant d'1,2 milions, igual que galó, però s'enfronta a una política repressiva a les escoles on l'administració escolar fomenta l'ús del symbole. Un ministre d'Educació de l'època, Anatole de Monzie, va declarar el 1925 que «per a la unitat lingüística de França, la llengua bretona ha de desaparèixer». La imatge de la regió es veu devaluada als mitjans, sobretot pel personatge de Bécassine. Al camp també es percep una forma d'estandardització de la indumentària, i la pràctica del cant i la música tradicional està disminuint. En conjunt, aquests desenvolupaments són acceptats per una població que veu en aquests canvis la possibilitat d'una promoció social.
La qüestió cultural bretona va ressorgir a partir de 1923, impulsada per l'aparició del segon Emsav. Els cercles celtes creats a París a la dècada del 1910 van estendre la seva expansió a la Bretanya durant la postguerra. Festivals amb dimensions culturals com el Bleun-Brug també van tenir un cert èxit a l'època. El grup Seiz Breur, inspirat en Jeanne Malivel i creat l'any 1923, pretén crear l'artesania bretona contemporània i prova l'arquitectura, l'ebenisteria, la pintura, la ceràmica, etc. La literatura en llengua bretona es va veure afavorida per la publicació de la revista Gwalarn a partir de 1925. La qüestió de l'ensenyament de la llengua va ser plantejada per un grup de professors laics propers a Yann Sohier i l'associació Ar Falz. La comuna de Guerlesquin va adoptar l'any 1934 un desig sobre l'ensenyament del bretó a l'escola, al qual s'hi van unir 24 comunes més el mateix any, després 207 el febrer de 1936 i 305 el 1938, és a dir, gairebé la meitat dels municipis de la Baixa Bretanya. Però el moviment continua sense seguiment malgrat l'elecció de diputats que defensen un «programa del Front Bretó».

### La Segona Guerra Mundial

#### La vida de la població durant la guerra
La regió va experimentar importants fluxos de població a l'inici del conflicte. A més de la sortida dels mobilitzats, seguint l'ordre donada el 1r de setembre de 1939, la Bretanya, designada com a zona d'acollida per l'administració, va registrar des de principis de setembre de 1939 l'arribada de poblacions del nord i nord-est de França. Després de l'avenç de Sedan el maig de 1940, un nou flux de refugiats que fugien de l'avanç alemany va arribar a la regió, i al juny gairebé 750.000 persones més vivien en una regió amb una població d'uns 2,5 milions d'habitants. També hi havia molts presoners bretons capturats durant les operacions de l'exèrcit alemany, i encara n'hi havia 137.000 als oflags (camps d'oficials presoners) i stalags (camps de presoners) el 1940.
A causa de l'ocupació alemanya, es va generalitzar l'ús de passos per accedir a la zona costanera en una amplada de 15 a 20 km, també es va establir un toc de queda des de les 23.00 a les 5.00 hores, i es va limitar sota autorització l'ús d'automòbils i motocicletes. El racionament dels aliments pesa molt sobre l'economia, sent la Wehrmacht la prioritat, i és l'origen de l'important creixement del mercat negre. A més, hi ha escassetat d'altres productes com el cautxú o l'oli produïts fora de la regió.
A diferència de la Primera Guerra Mundial durant la qual la Bretanya, lluny del front, no va ser bombardejada, aquest conflicte va portar la destrucció. Els principals ports van ser objectiu de la RAF des dels primers mesos de l'ocupació. A partir de 1941, les bases de submarins i les drassanes van ser objectiu per limitar les sortides d'U-boots que atacaven els combois aliats durant la batalla de l'Atlàntic. Els objectius es van diversificar entre 1942 i 1943, i es van centrar les infraestructures vinculades al transport. La població és sovint víctima d'aquestes operacions, i els serveis de propaganda exploten la situació, però l'opinió bretona es gira molt ràpidament i molt massivament contra l'ocupant. El 1943 es van evacuar els principals ports de la regió i el 1944 es va prohibir la pesca.

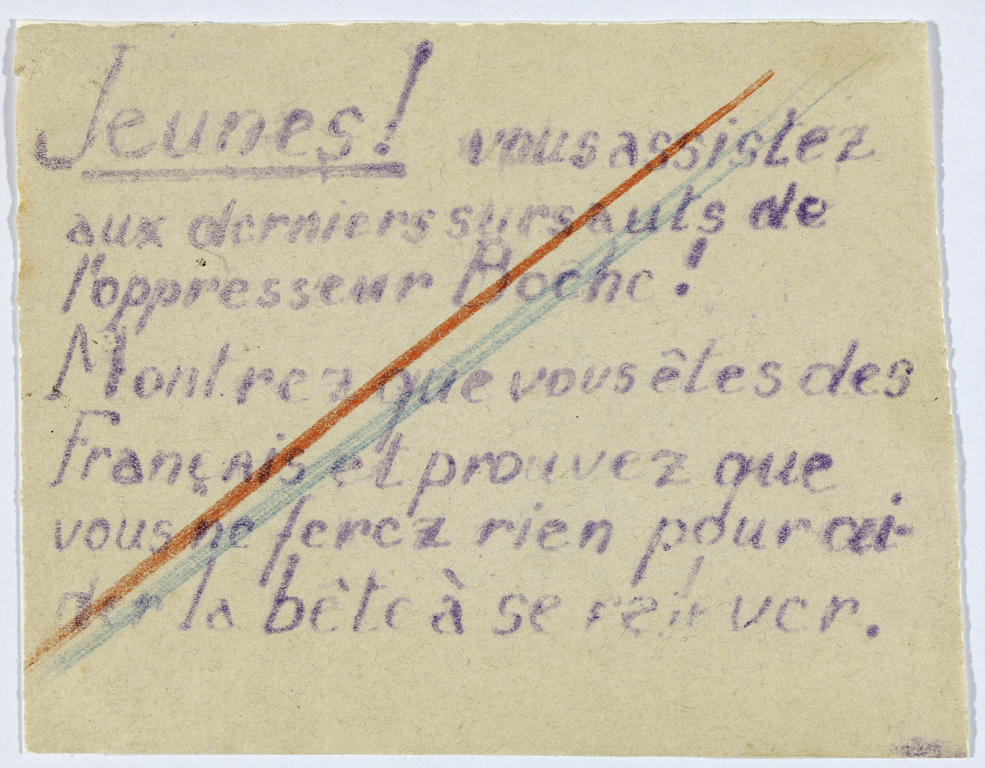
Tríptic distribuït per la Resistència
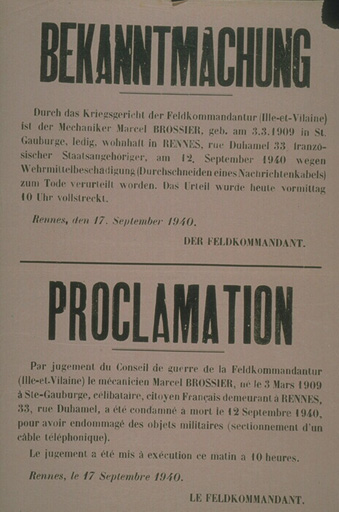
El 1940, un resistent, Marcel Brossier, va ser condemnat a mort per tallar un cable telefònic

Com a la resta de l'Europa ocupada, van aparèixer fenòmens antagònics de resistència i col·laboració. Aquest darrer fenomen és més limitat a la Bretanya que a la resta de França, i les principals organitzacions com el Rassemblement National Populaire, el Partit Popular Francès i el Partit Francista només tenen entre 600 i 833 afiliats per departament, o al voltant del 0,15% de la població. Paral·lelament a aquesta col·laboració francesa, també s'està desenvolupant una forma de col·laboració provinent de la branca política del moviment bretó, que representa aproximadament una setena part del nombre de col·laboracions a la Bretanya. Estructurat al voltant del Partit Nacional Bretó, un partit minoritari lluitarà amb les SS a la unitat paramilitar Bezen Perrot. La Resistència a Bretanya es va desenvolupar inicialment per a les operacions de recollida d'informació, en particular amb la confraria de Notre-Dame del coronel Rémy, abans d'embarcar-se en operacions de sabotatge a partir de 1941. El 1942, es va iniciar una major utilització de la regió per part dels serveis secrets anglesos i comencen els primers lliuraments d'armes. Els maquis es desenvolupen especialment a l'oest d'una línia Saint-Brieuc-Vannes, principalment al centre de la Bretanya.

#### Ocupació i operacions militars a la regió
La regió va quedar sotmesa a finals de juny de 1940; Rennes capitula el 18 de juny, Brest i Nantes el 19, i Lorient el 21. Per la seva ubicació, la regió era estratègica per a l'ocupant; preparació per a un possible desembarcament a Anglaterra, la batalla de l'Atlàntic, i l'objectiu potencial d'un desembarcament aliat a França. Va ser el 25è Cos d'Exèrcit el que va assegurar l'ocupació, amb Karl Ritter von Prager al capdavant des del juny de 1940 fins al maig de 1942, i després Wilhelm Fahrmbacher fins al final de l'ocupació. Va començar la construcció o ampliació de les infraestructures militars; les bases de submarins de Brest, Saint-Nazaire i Lorient van començar a principis de 1941, i l'obra del Mur de l'Atlàntic el 1942. L'Organització Todt va ser la responsable de les obres i 82.000 persones van treballar en aquestes obres llocs a la Bretanya el juny de 1943.

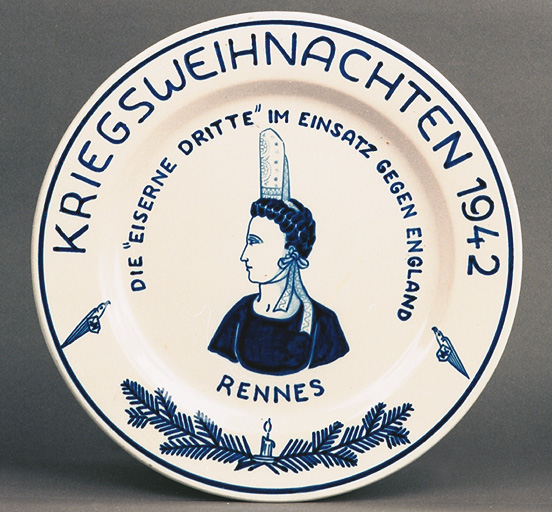
Plat de record fet per Nadal de 1942 per a les tropes alemanyes que ocupaven Rennes i la seva regió
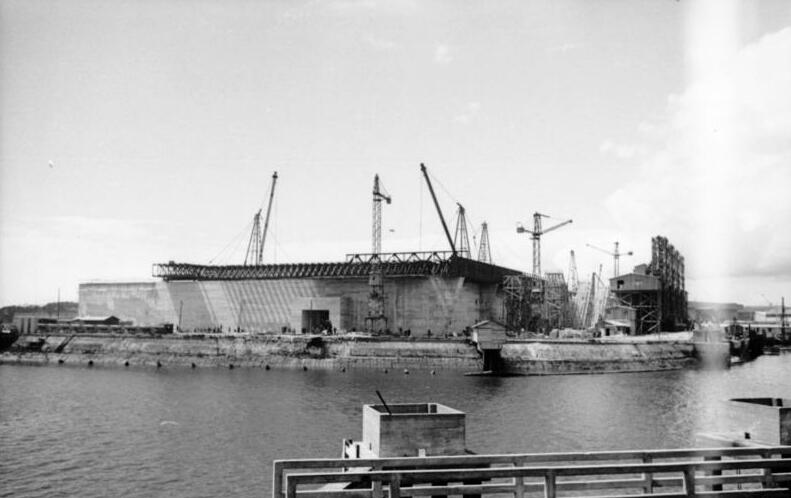
La base de submarins de Lorient en construcció l'any 1942, segons els plans de l'Organització Todt

A partir del 4 de juny de 1944, la resistència va ser cridada per desorganitzar l'ocupant en preparació del desembarcament de Normandia. El 6 de juny, a les 12:30h del matí, paracaigudistes del Servei Aeri Especial van saltar successivament a Morbihan i després a Côtes-du-Nord per entrenar els combatents de la resistència bretons com a part de l'operació Overlord. El 18 de juny, el maquis de Saint-Marcel va patir la repressió alemanya. La força de la resistència va augmentar de 150 persones el 6 de juny a 9.000 a finals de juliol i després a 30.000 el 8 d'agost. La presència bretona a les forces franceses lliures és especialment forta i ràpida. El setembre de 1940 representava més del 70% del seu nombre, abans d'estabilitzar-se al voltant del 40% durant la resta del conflicte, i es va organitzar a Londres dins del Sao Breiz.
L'alliberament de la regió va començar amb l'avenç d'Avranches el 31 de juliol de 1944, amb el 3r Exèrcit Americà comandat pel general Patton. Els alemanys van haver de retrocedir en uns quants ports ben defensats mentre esperaven una possible ajuda per mar. Sant-Maloù va ser alliberat el 17 d'agost de 1944 després de dues setmanes de setge, i Brest va ser alliberat el 19 de setembre de 1944 (quatre setmanes després de l'alliberament de París). En ambdós casos, el bombardeig va reduir aquestes ciutats a ruïnes. Al voltant de Lorient i Saint-Nazaire es van formar bosses de resistència que no es van rendir fins entre el 7 i 11 de maig de 1945.

### Després de la guerra

#### Els Trenta Gloriosos

##### Modernització econòmica

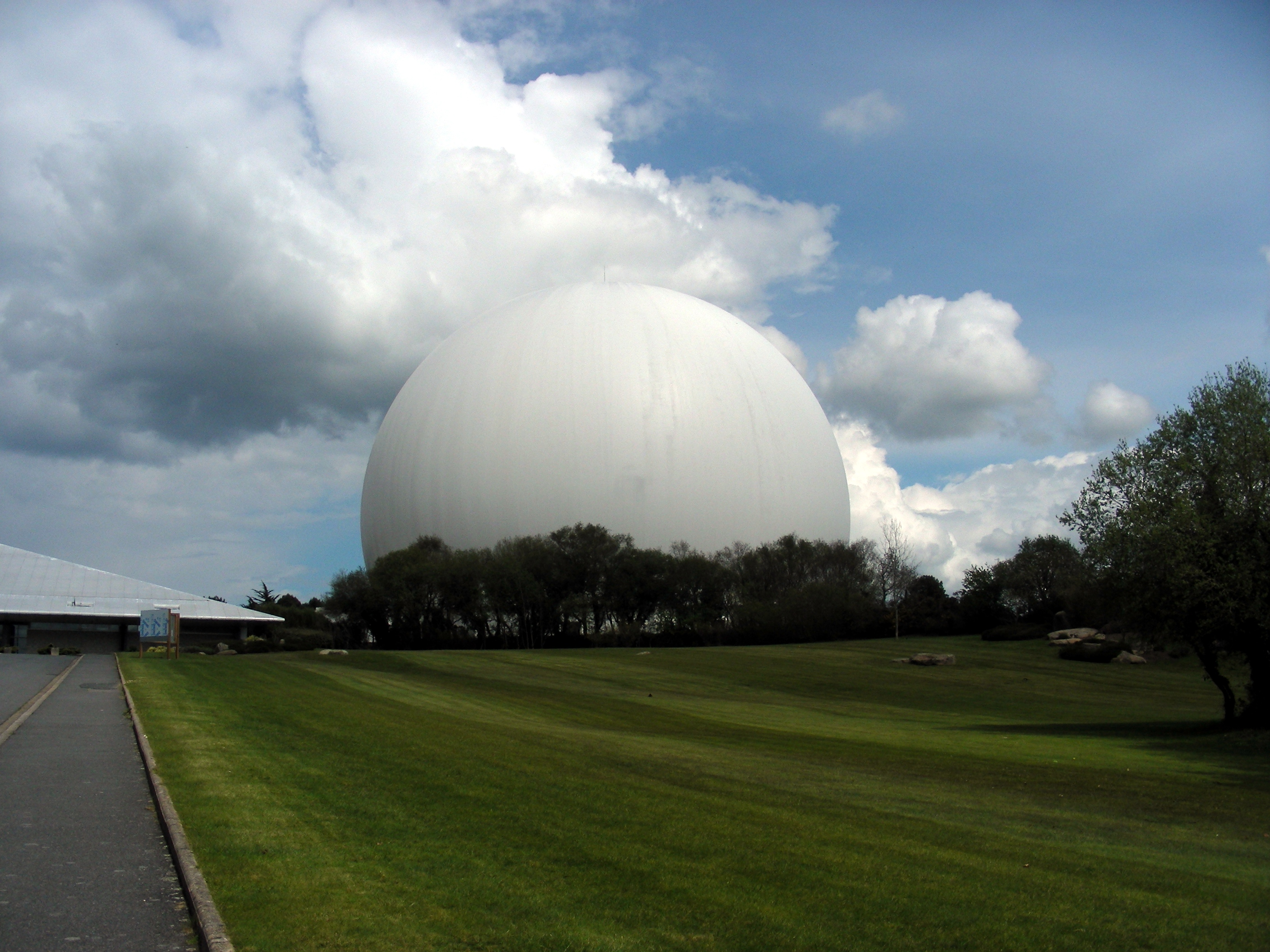
El centre de telecomunicacions per satèl·lit de Pleumeur-Bodou, símbol del sector emergent de les telecomunicacions a la Bretanya

El camp viu una fase de modernització tècnica i estructural arran de la popularització de les idees de la Joventut Agrícola Catòlica, amb l'establiment de parcel·les més grans i el desenvolupament de la indústria agroalimentària. L'electrificació del camp es va completar entre 1952 i 1960, mentre que abans d'aquesta època només hi tenia accés el 40% de les llars. El tractor es va generalitzar a la dècada del 1960 i la inseminació artificial es va estendre al mateix temps que s'adoptaven races lleteres més productives, com la normanda o la frisona. La cria intensiva va aparèixer a partir de 1955 en l'avicultura, abans d'afectar també la cria de porcs a partir de 1965. La cria de cavalls de tir es va reorientar cap a la producció de carn per al mercat italià. Els cultius de cereals i hortalisses, debilitats per l'augment dels costos de producció i la baixada dels preus, van viure una sèrie de crisis entre 1957 i 1967. Cal destacar el desenvolupament de les grans cooperatives, motivades per la voluntat d'evitar la intervenció del capital estranger afavorit per grups locals com Bridel o Doux. El creixement del sector es va veure afavorit aleshores per l'augment del consum francès i europeu, però també per la política agrícola comuna que, a partir de 1962, va garantir preus i ajuts a l'exportació. La pesca va experimentar un procés de modernització comparable, amb el doblament del tonatge de captures entre 1947 i 1958, mentre que l'ocupació va baixar de 20.000 a 8.000 pescadors a mesura que es renovava i modernitzava la flota.
El Comité d'Estudi i de Relació dels Interessos Bretons (CELIB) posat en marxa pel periodista Joseph Martray a partir de 1949 va dur a terme una tasca de difusió i legitimació de les idees de modernització econòmica i va influir fortament en la vida política i econòmica fins a finals de la dècada del 1960. Amb el suport polític de René Pléven, aplega una gran part dels electes bretons. L'any 1953 es va publicar un primer informe o «pla bretó» i va identificar l'equipament rural com a prioritari. La comissió parlamentària del CELIB, que agrupa tots els parlamentaris bretons, actua com a grup de pressió eficaç, mentre que els governs de la IV República només tenen majories fràgils al parlament. El gener de 1955 van obtenir un decret de Mendès France que pretenia el reequilibri territorial evitant la concentració industrial i demogràfica a la regió de París. La regió es beneficia del primer pla de desenvolupament regional, que permet la posada en marxa de grans projectes públics com la central mareomotriu de Rance o la central nuclear de Brennilis. Les deslocalitzacions industrials a la regió es van intensificar i, del 1954 al 1957, la Bretanya va acollir 600 llocs de treball i deu noves empreses a l'any. El moviment va assolir un màxim del 1961 al 1963 amb 4.000 llocs de treball i 26 noves empreses per any, abans d'estabilitzar al voltant de 3.300 nous llocs de treball per any fins al 1968. Els últims avenços es van aconseguir l'any 1968 amb el pla d'automatització telefònica, un pla de carreteres bretones, un port d'aigües profundes a Roscoff i una refineria de petroli a Brest.
A nivell industrial, la reconstrucció de la flota de la marina mercant francesa va afavorir les drassanes de Nantes i Saint-Nazaire des del 1945 fins al 1952, però molt ràpidament, aquest darrer emplaçament va concentrar la majoria de les construccions, com la del transatlàntic SS France varat el 1960. De la mateixa manera, la construcció es va veure afavorida per la reconstrucció, i el sector encara concentrava el 8% de l'ocupació de la regió l'any 1958. En canvi, les conserveries de la costa sud, com les fargues Hennebont, estan experimentant una pèrdua de mà d'obra. L'electrònica va començar a implantar-se a la regió el 1955 a Lannion. El Centre Nacional d'Estudis de Telecomunicacions hi va obrir el seu primer edifici l'any 1961, i el juliol de 1962 va tenir lloc la primera «mondovision» des del Centre de telecomunicacions per satèl·lit Pleumeur-Bodou. Aquest sector de les telecomunicacions es va desenvolupar després a Rennes i després a Brest durant els deu anys següents.

##### Renovació cultural i la«primera onada bretona»
A nivell cultural, el tercer Emsav va establir diverses estructures culturals en la postguerra. La confederació Kendalc'h es va crear l'any 1950 i té com a objectiu mantenir la cultura bretona.
En l'àmbit musical, sota el lideratge de Polig Monjarret i el Bodadeg ar Sonerion, es va crear a Carhaix el 1947 el primer bagad (el Bagad Karaez), basat en el model de les bandes de gaiters escoceses; n'hi havia una trentena l'any 1954 i un centenar a la dècada del 1960. El fenomen fest-noz també va sorgir després de la guerra sota el lideratge de Loeiz Roparz a partir de la dècada del 1950, tornant a posar de moda la cançó Kan ha diskan.
En l'àmbit de l'ensenyament del bretó, la Llei Deixonne de 1951 autoritzava l'ensenyament de les llengües regionals a l'escola amb caràcter opcional, i a partir de 1957 Loeiz Ropars va enregistrar amb els alumnes de l'institut de Quimper el primer mètode audio-oral del bretó. La regió tenia en aquella època al voltant d'un milió de residents bretons i, el 1966, una petició perquè s'ensenyès el bretó a les escoles va obtenir 16.0000 signatures; tanmateix, les famílies deixen de transmetre la llengua als seus fills, veient-se com un hàndicap.

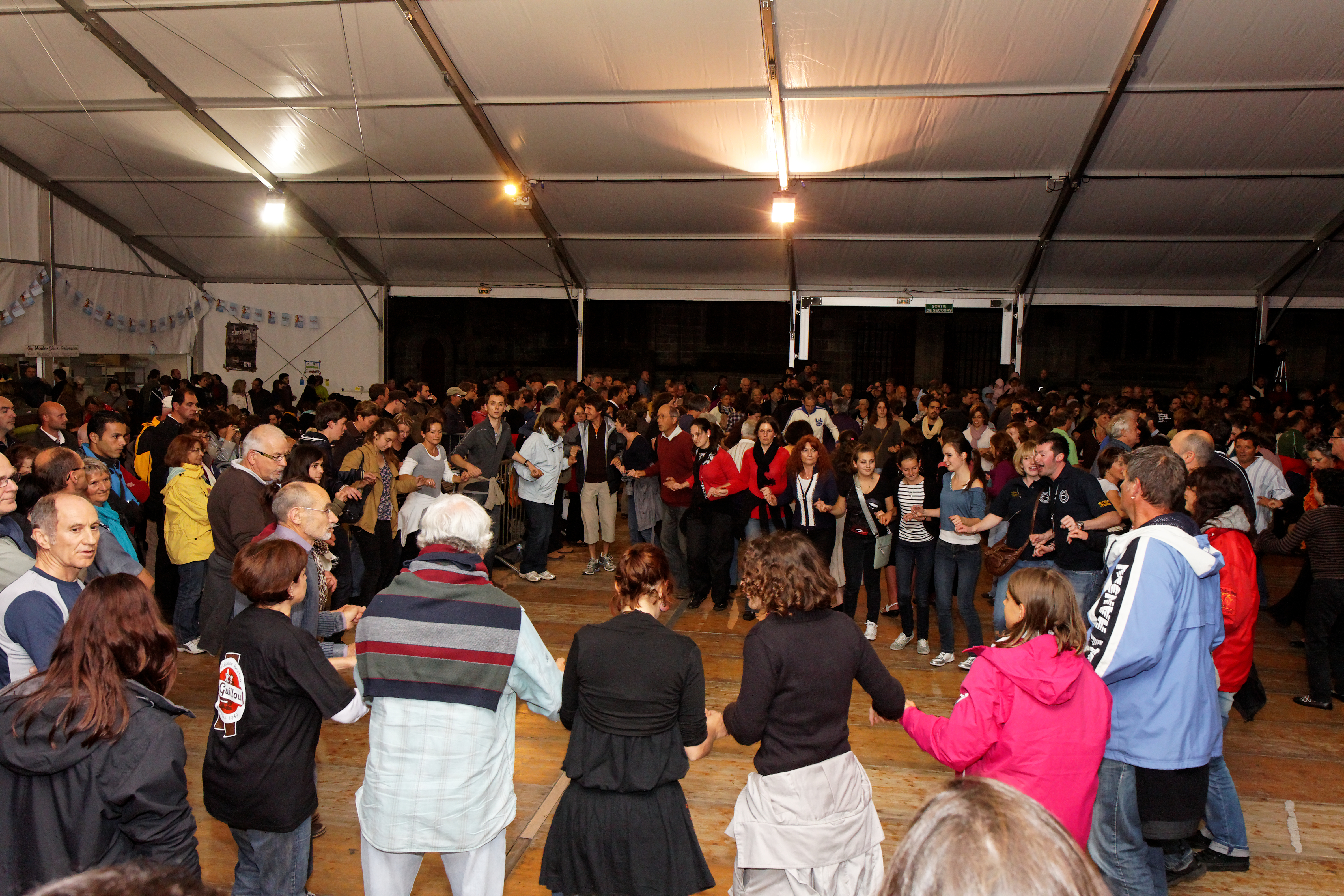
La forma del fest-noz va néixer després de la guerra sota l'impuls de Loeiz Roparz
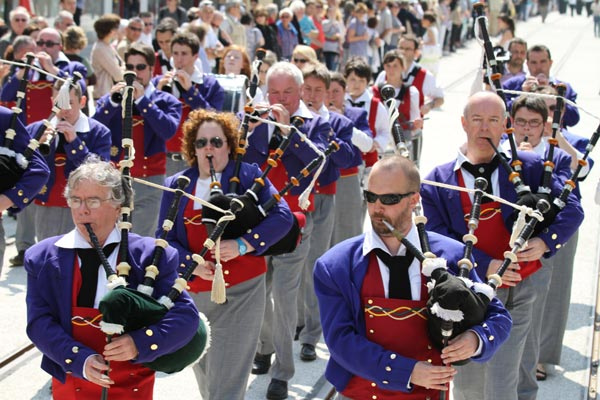
Els bagadoù van ser creats el 1947 per Polig Monjarret

El camp de la cançó servirà de motor a partir de la dècada del 1960. Aleshores, Glenmor va omplir diverses sales parisenques com La Mutualité i va publicar el seu primer LP el 1969. Per la seva banda, Alan Stivell va signar el seu primer contracte internacional amb la discogràfica Philips Records el 1967. El seu espectacle a l'Olympia es va emetre el 28 de febrer de 1972 a Europe 1, que va suposar l'inici de la «primera onada bretona»; posteriorment, el seu àlbum va vendre prop de dos milions de còpies a Europa i fins i tot va arribar a la portada de Melody Maker al Regne Unit. Després d'aquest èxit sorgeixen altres cantants com Gilles Servat o Tri Yann. A més, aquest fenomen es va estendre a altres aspectes culturals; els cursos de bretó van experimentar un augment a l'època i les escoles Diwan es van crear l'any 1977. La Carta Cultural Bretona es va signar el 4 d'octubre de 1977.

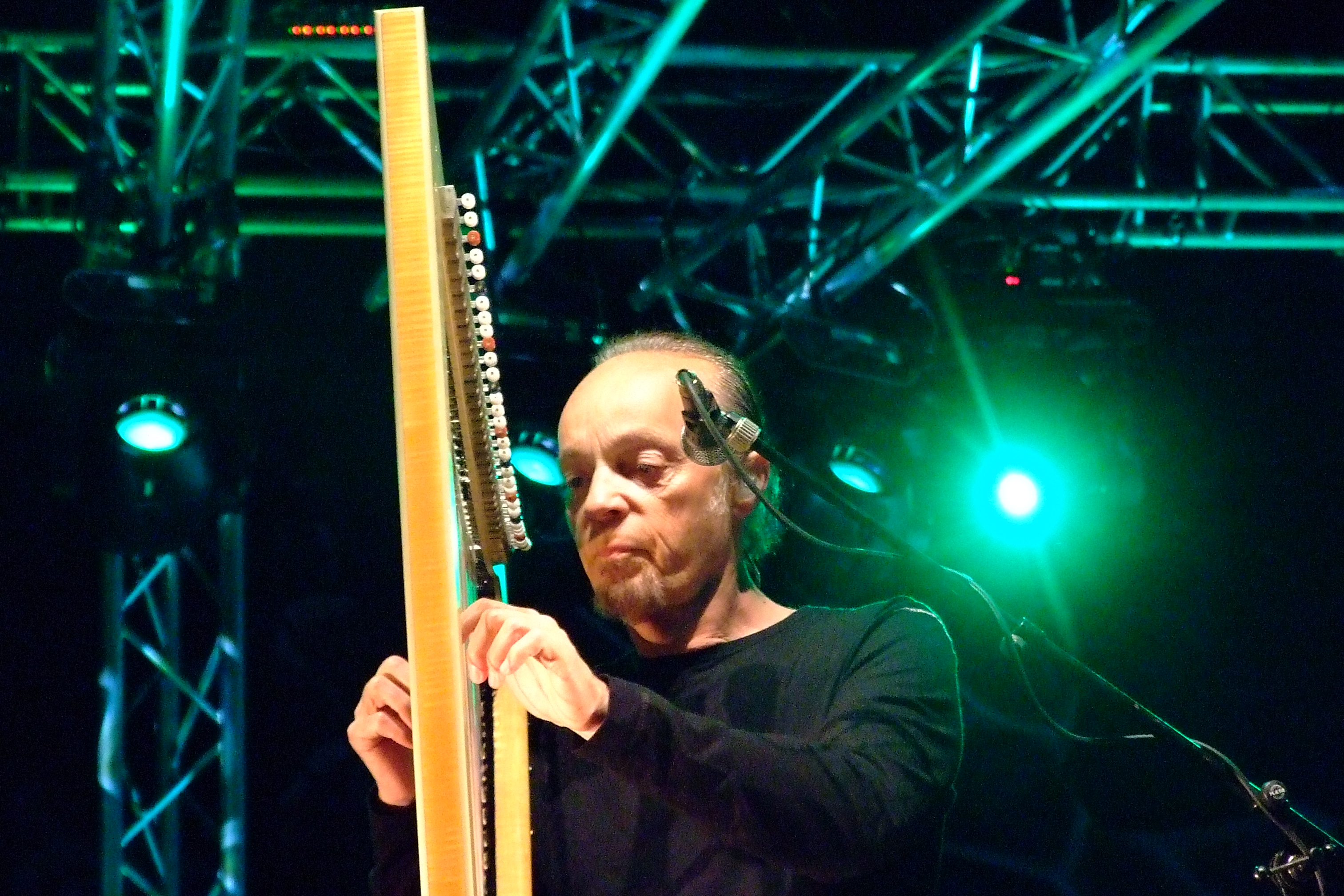
Alan Stivell marca l'inici de la «primera onada bretona» a principis de la dècada del 1970
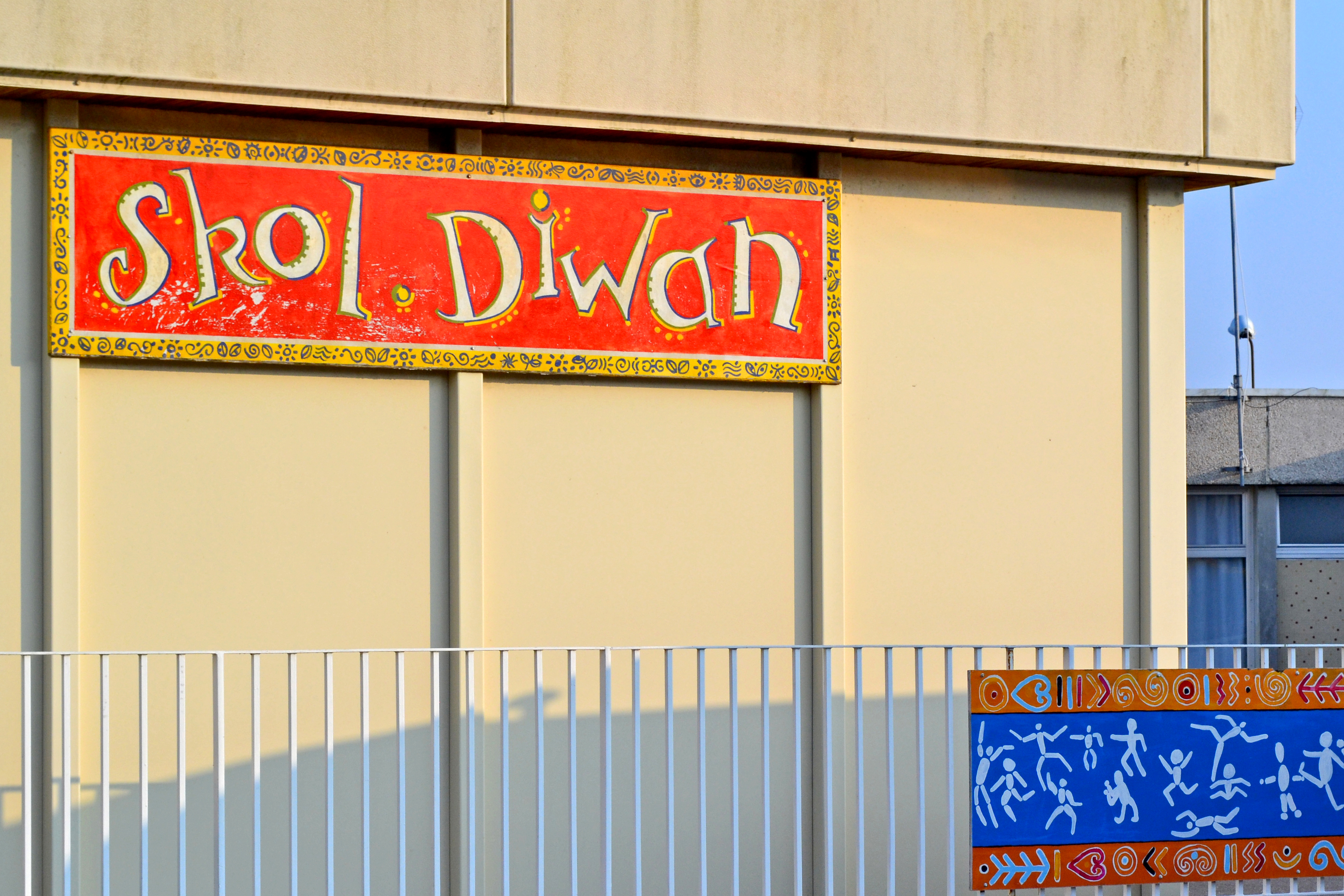
La xarxa d'escoles Diwan es va crear el 1977

El camp literari també es veu afavorit per aquesta onada. Pierre-Jakez Hélias va publicar Le Cheval d'orgueil (El cavall de l'orgull) l'any 1975 i va tenir un gran èxit en aquell moment, igual que Comment peut-on être breton? (Com es pot ser bretó?) publicat per Morvan Lebesque l'any 1970. Tanmateix, aquesta primera onada va començar a esgotar-se a partir de 1977.

##### Renovacions socials y polítiques

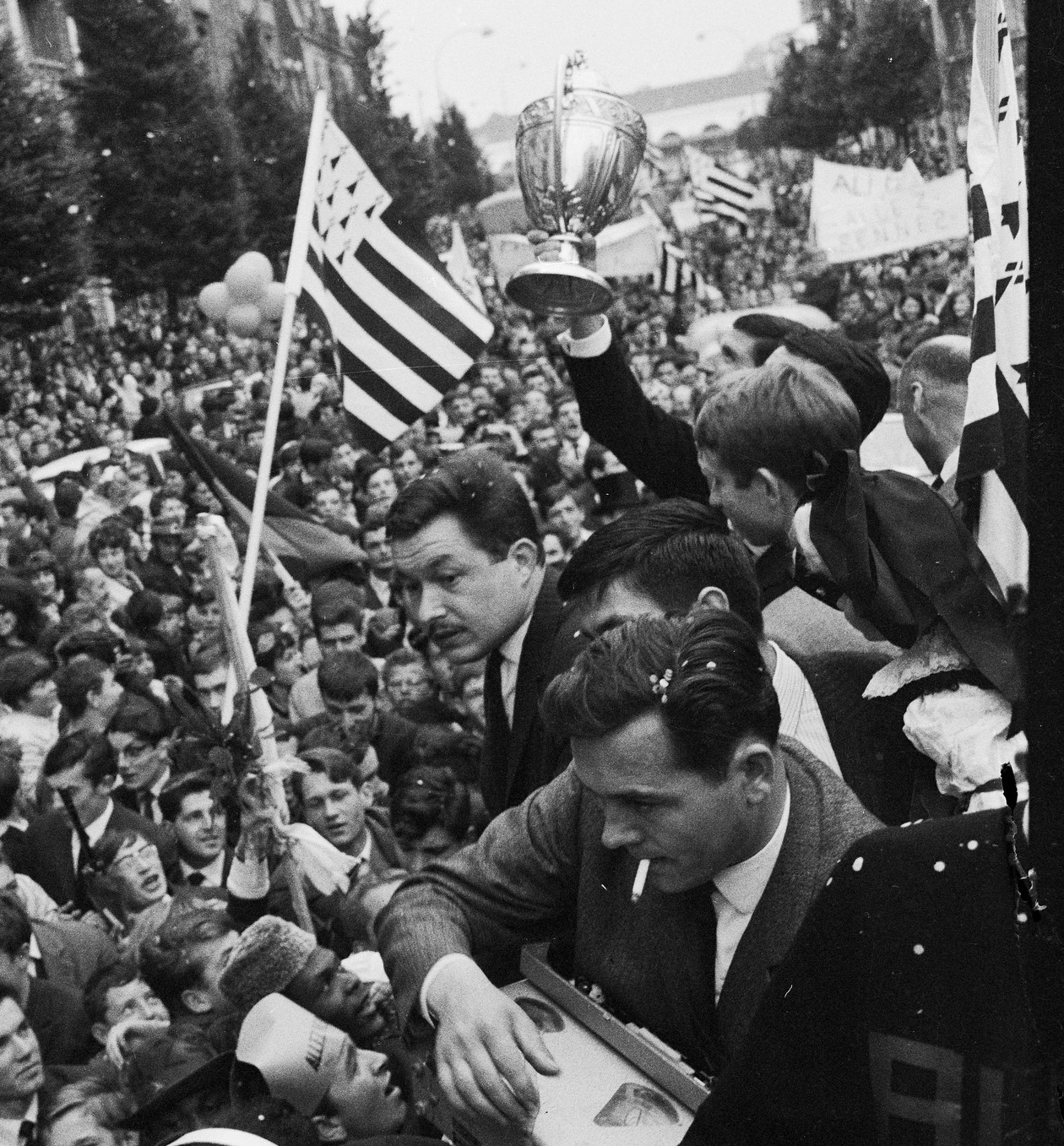
Gwenn ha Du utilitzat durant la victòria de l'Estadi Rennes a la Copa de França el 1965

A l'inici de la IV República, la majoria de ciutats i departaments estaven gestionats per aliances de la Tercera Força, que permetien que el centre governés amb la SFIO malgrat l'oposició de comunistes i gaullistes. El retorn dels gaullistes de les eleccions legislatives de 1958 marca una davallada de la Secció Francesa de la Internacional Obrera (SFIO) que s'accentua més en les de 1962. La revifalla de l'esquerra passa llavors per l'ascens del PSU, més descentralitzada que la SFIO, que va registrar el seu primer èxit el 1962 amb l'elecció d'Antoine Mazier a Saint-Brieuc. No obstant això, durant les eleccions presidencials de 1965, François Mitterrand va obtenir només el 26,5% dels vots a la primera volta, sis punts menys que la mitjana francesa, i tant que l'electorat d'esquerra a Bretanya durant les eleccions legislatives de 1962, que mostra un alentiment avall del moviment. Però el gir cap a l'esquerra va continuar augmentant en les següents eleccions, amb l'excepció de les eleccions legislatives de 1968 que van marcar un moviment de reacció als fets del maig del 68.
La qüestió regional també sorgeix en l'àmbit polític. El Moviment per l'Organització de Bretanya (MOB) creat el 1957 va promoure idees federalistes. Després, la Unió Democràtica de Bretanya (UDB) creada a partir d'una escissió el 1964 es va situar molt més a l'esquerra; aquest últim va progressar sobretot després del 1968, fet que va obligar la resta de partits d'esquerres a posicionar-se en relació als problemes bretons. El Front d'Alliberament de Bretanya (FLB) va demostrar la seva existència a través d'un cicle d'atacs dirigits a les representacions de l'Estat francès entre 1966 i 1968, i després en un segon cicle de 1972 a 1985, especialment contra l'emissora Roc'h Trédudon el 1974 o el Palau de Versalles el 1978. El procés de regionalització també va ser recolzat per la població durant el referèndum de 1969, a diferència de la resta de França. No obstant això, la Llei 72-619 del 5 de juliol de 1972, «que realitza la creació i l'organització de les regions» estableix un Consell Regional de Bretanya, del qual queda exclòs el departament del Loira Atlàntic.
Els moviments socials també van ser notables a l'època, especialment fora dels reductes industrials. Els tancaments de fàbriques en la metal·lúrgia (a Guingamp el 1966), el calçat (Fougères) o la indústria naval (Nantes) van provocar grans manifestacions de suport. Després de 1968 es va desenvolupar un nou tipus de conflicte, més centrat en la qüestió de la paritat salarial, mentre que els treballadors bretons es van mantenir menys ben pagats que alguns treballadors d'altres regions. Va ser en aquest context que va esclatar la vaga de Joint français a Saint-Brieuc el març de 1972; després de vuit setmanes, la direcció va cedir a les demandes. La CFDT avançava aleshores a la CGT, els sectors d'activitat recentment desplaçats a la regió estaven menys controlats per l'aparell d'aquesta última. Gwenn ha Du es va començar a popularitzar en aquesta època, especialment durant aquestes lluites socials, a més d'estar present en actes esportius i festius; va ser visible des del maig del 68 a la Sorbona i després durant la vaga de Joint français de 1972 abans d'imposar-se a la majoria de manifestacions.

#### Història recent

##### Ancoratge a l'esquerra, la qüestió de la reunificació i l'auge de l'ecologia política
Políticament, l'esquerra va progressar durant les eleccions legislatives de la dècada del 1970, fins a ser majoritària amb 19 diputats per 33 circumscripcions durant les eleccions legislatives franceses de 1981. La majoria de les grans ciutats de la regió ja s'havien desplaçat a l'esquerra durant les eleccions municipals de 1977. Aquesta tendència política es va mantenir més forta a la Bretanya que a la resta de França durant les eleccions següents. A més, els votants de la regió van votar menys durant aquest període que a la resta del país pel Partit Comunista Francès o el Front Nacional, mentre que l'extrema esquerra, els ecologistes i els centristes van registrar puntuacions superiors a la seva mitjana nacional. El Consell Regional de Bretanya es va desplaçar a l'esquerra durant les eleccions regionals de 2004, amb poc menys del 59% dels vots. A més, durant les eleccions europees, la taxa d'abstenció es manté entre les més baixes del país i els votants de la regió es van expressar a favor del Tractat de Maastricht el 1992 i del projecte de constitució europea el 2005.

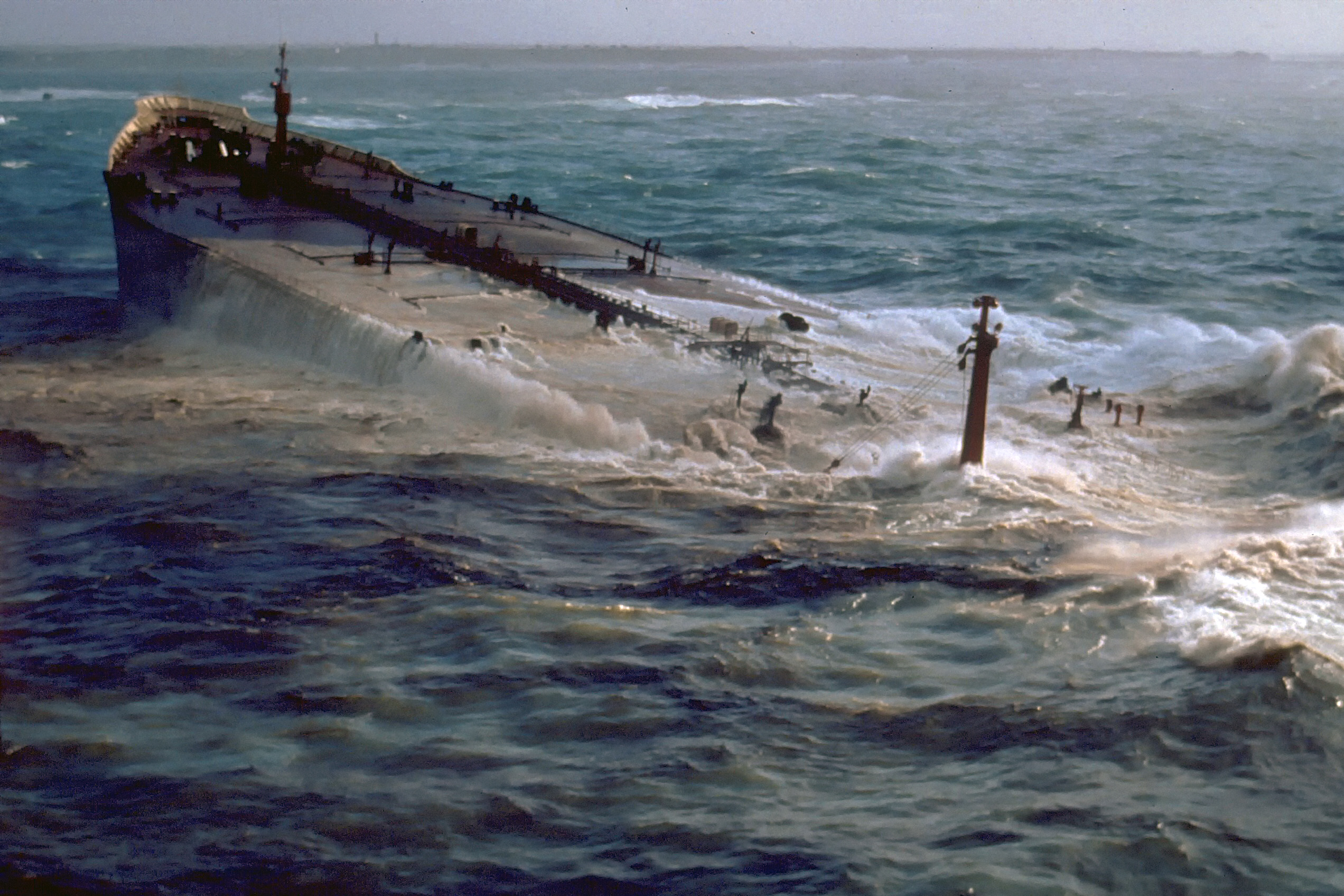
L'enfonsament del petrolier Amoco Cadiz el març de 1978 a Portsall (Finisterre), i el vessament de petroli que se'n va fer, van conscienciar els bretons sobre la qüestió del medi ambient
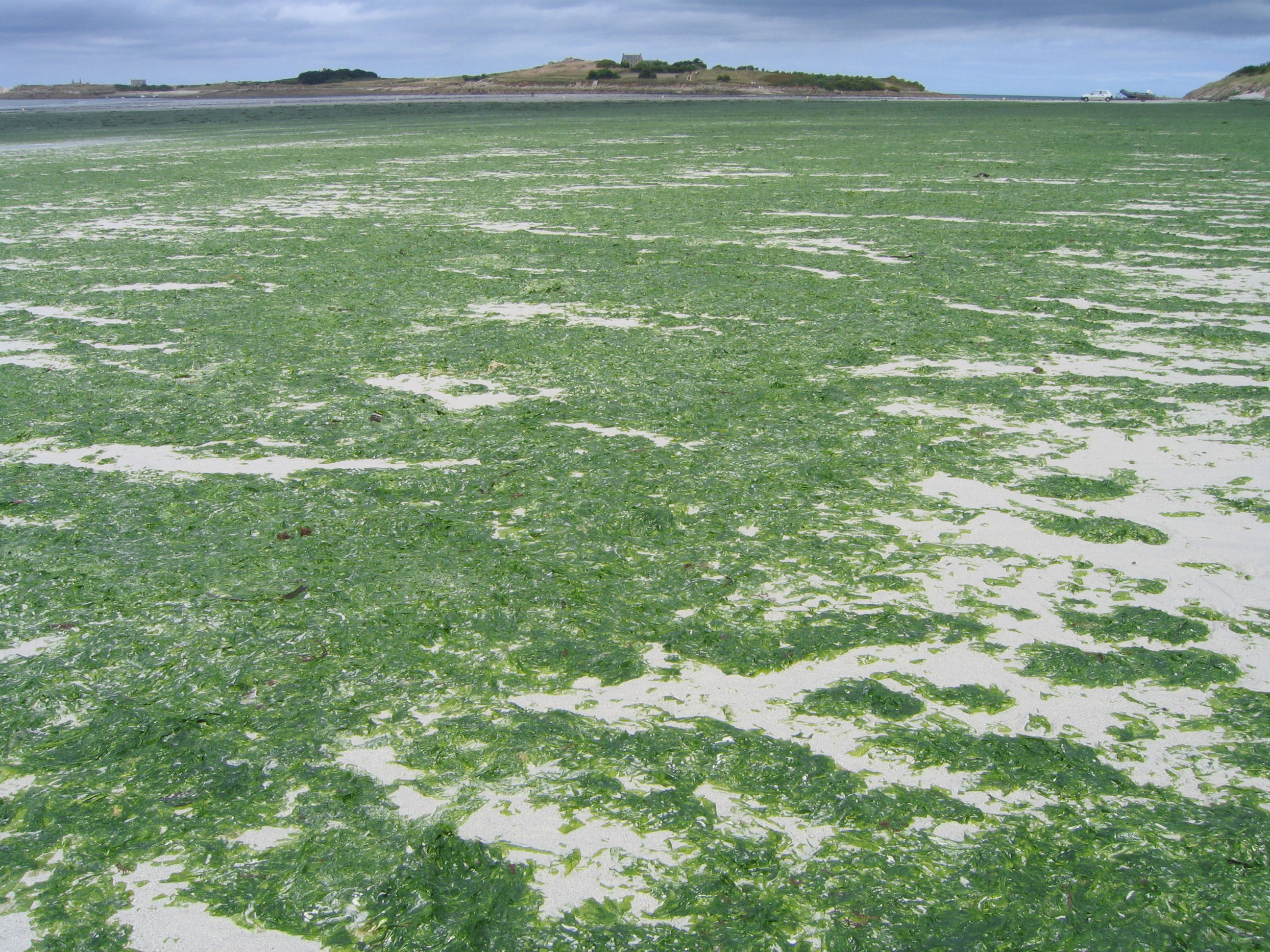
Marea verda arran d'una proliferació d'Ulva rigida, al nord de Finisterre
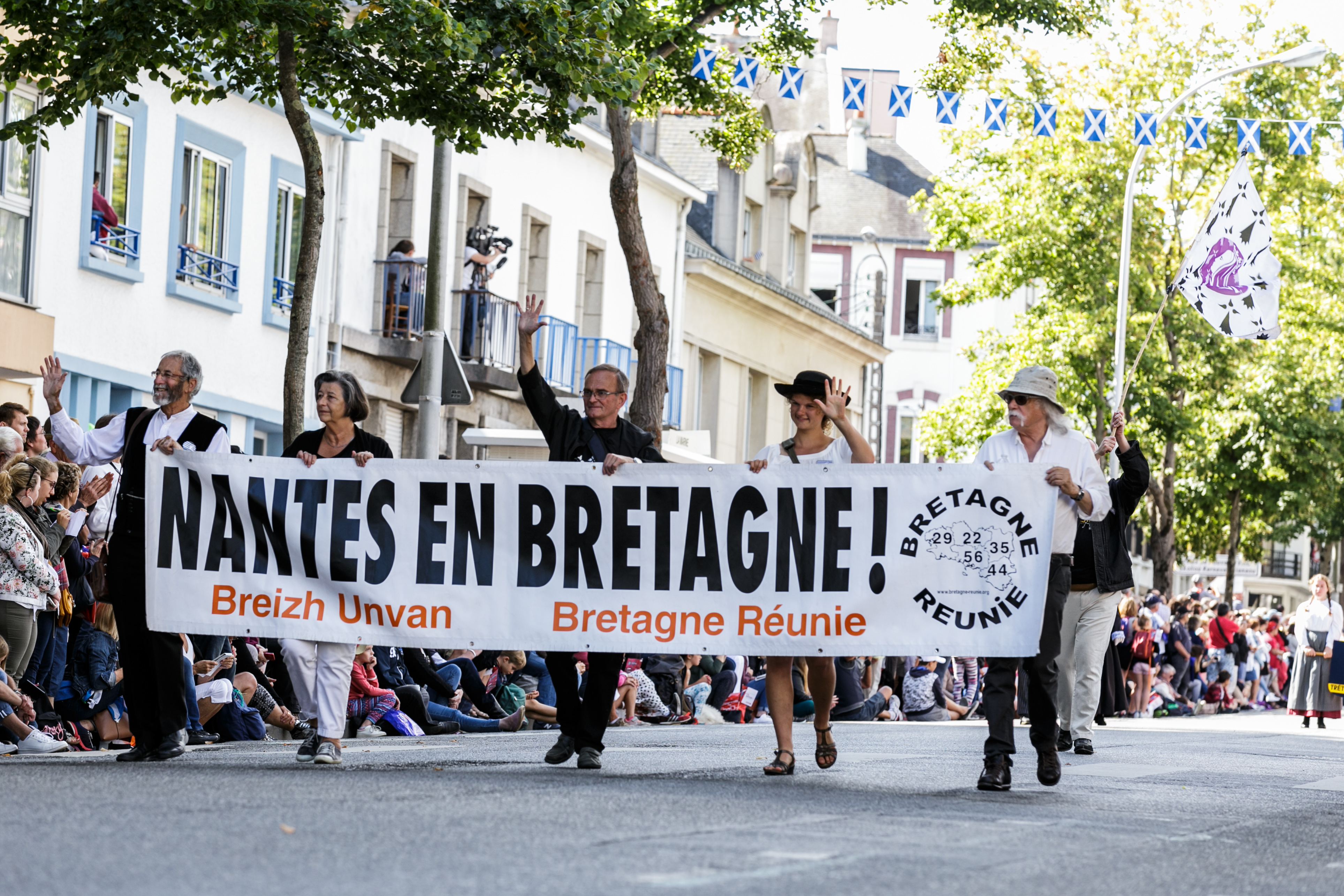
Membres de Bretagne réunie al Festival Intercèltic d'An Oriant, 2017

La qüestió de la reunificació de la regió va agafar més importància a partir de la Llei Defferre de 1982 que confirmava el lloc de Loira Atlàntic al País del Loira. Una primera manifestació va reunir 7.000 persones a Nantes l'any 1977, i a partir de mitjans de la dècada del 1980 es van publicar una sèrie d'enquestes d'opinió que demostraven que una majoria dels enquestats a la regió de Bretanya i Loira Atlàntic estarien a favor d'aquesta idea.
A la dècada del 1970 es va concretar una protesta ecologista, inicialment social i centrada inicialment contra els excessos de concentració parcelària al camp i contra els riscos d'una urbanització incontrolada del litoral, i després ecològica arran de l'enfonsament de l'Amoco Cadis el 1978, amb l'aparició de els primers projectes de marees verdes i centrals nuclears a Plogoff i Le Carnet.

##### Dinamisme cultural i escolar

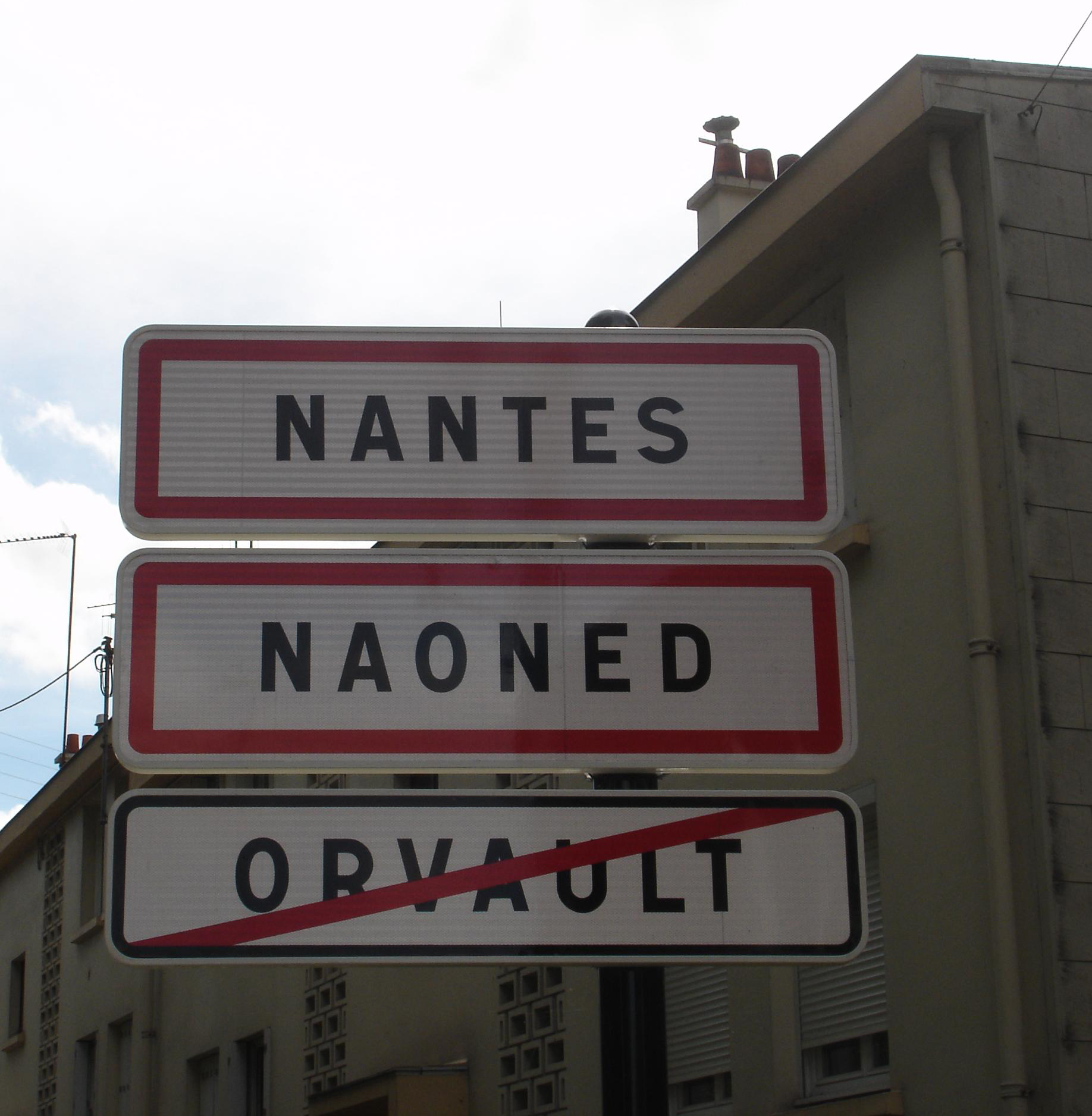
Senyal de trànsit bilingüe a l'entrada de Nantes

La regió s'està posant al dia en l'educació en convertir-se en una de les regions que produeixen més graduats d'educació superior del país, i a principis dels anys 2000 es basava en una xarxa de cinc universitats, vuit IUT (Institut Universitari de Tecnologia) i 34 grans escoles. Tanmateix, a causa de la manca d'oportunitats professionals a la regió per a aquests joves, la Bretanya s'està convertint alhora en un dels principals exportadors de matèria grisa a França. La regió també ha pujat al segon lloc a França pel que fa al nombre d'editorials i llibres publicats anualment (respectivament 180 i 1000 a 1200 l'any 2000).
La cultura està experimentant dinàmiques importants, i a finals de la dècada del 1990 es calculava que 200.000 persones havien practicat en algun moment de la seva vida la dansa o la música bretona, mentre que els festivals van atreure un gran públic (el 1999: 500.000 visitants per al festival intercèltic de Lorient, 250.000 per al festival de Cornualla i 150.000 per al Festival de Vieilles Charrues). Aquest últim, creat l'any 1992 al centre de la Bretanya, s'ha convertit en pocs anys en un dels majors festivals de música francesa. Una «segona onada bretona» va sorgir entre 1992 i 1993, impulsada per l'Héritage des Celtes publicat per Dan Ar Braz el 1993, i marcada per una àmplia mescla musical. El nombre de festoù-noz va augmentar de 299 el 1990 a 1.446 el 2002.
La llengua bretona continua a la baixa, amb 304.000 parlants l'any 1999. D'altra banda, l'ensenyament d'aquesta llengua a l'educació secundària augmenta, amb corrents bilingües matriculant 1.774 alumnes el 1992, 5.673 el 1999, 11.0073 el 2004 i 20.300 el 2014. A la dècada del 1980 es van començar a desplegar senyals de trànsit bilingües, el consell general de Côtes-d'Armor va adoptar el principi el 1986, seguit del de Finisterre el 1990.

##### Crisi econòmica en una regió poc diversificada
La mà d'obra a la indústria va passar de 242.000 llocs de treball el 1968 a 292.000 el 1992 (excloent la construcció i les obres públiques). El model industrial bretó es basa en un 90% en pimes de menys de 10 treballadors, ubicades en zones rurals i petits pobles. Això es tradueix en una escassa inversió de capital estranger a la regió, i del 1996 al 2005 només es van dur a terme 112 projectes de creació, ampliació o adquisició d'empreses per aquest fons, la meitat dels quals es van concentrar a Ille-et-Vilaine. El model industrial es manté poc diversificat i s'agrupa al voltant de quatre grans centres que són la indústria agroalimentària (35% dels llocs de treball de la regió el 2002), la fabricació d'aparells elèctrics i electrònics, l'automòbil i la construcció naval.
L'agricultura, amb el 7% dels llocs de treball de la regió l'any 2002, continua a la baixa, tot i que la Bretanya continua sent la primera regió agrícola de França pel que fa a la seva producció. Tanmateix, depèn cada cop més de l'evolució dels marcs institucionals com la política agrícola comuna o les discussions de l'OMC. La modernització d'aquest sector també comporta una degradació ambiental que ha fet que la regió sigui catalogada com a zona vulnerable per la Directiva de nitrats de 1991. El nombre d'explotacions va passar de 92.500 l'any 1988 a 51.000 l'any 2000. La pesca està vivint una situació similar, concentrant el 40% de l'ocupació francesa en aquest sector i vivint un període de crisi des de finals de la dècada del 1980 fins a principis dels anys 2000.